# Revolta Paulista de 1924
A Revolta de 1924 em São Paulo (também chamada de Revolta Paulista, Revolução ou Movimento de 1924, Segundo 5 de Julho e Rebelião de 1924 em São Paulo) foi um conflito brasileiro com características de guerra civil, deflagrado por militares tenentistas para derrubar o governo federal de Artur Bernardes. Iniciado na cidade de São Paulo em 5 de julho, o movimento expandiu-se ao interior e inspirou levantes em outros estados. O combate urbano concluiu numa vitória legalista em 28 de julho. A retirada dos rebeldes, até setembro, deu continuidade ao movimento com a Campanha do Paraná.
O núcleo conspiratório por trás da revolta era de oficiais do Exército, veteranos da Revolta dos 18 do Forte, de 1922, aos quais se associaram militares da Força Pública de São Paulo, baixas patentes e civis, todos inimigos do sistema político da República Velha. Eles escolheram o general reformado Isidoro Dias Lopes como seu comandante e planejaram um movimento de dimensão nacional, começando com a ocupação em poucas horas de São Paulo, cortando um dos braços das oligarquias que dominavam o país na política do café com leite. O plano desandou, houve menos adesões do que o esperado e os legalistas resistiram no centro da cidade até 8 de julho, quando o governador Carlos de Campos retirou-se para a estação de Guaiaúna, na periferia. O governo federal concentrou grande parte do poder de combate do país na cidade, com uma vantagem numérica de cinco para um, e começou uma reconquista pelos bairros operários a leste e sul do centro, às ordens do general Eduardo Sócrates.
O maior parque industrial do país teve suas fábricas paralisadas pela luta, a mais intensa já travada dentro de uma cidade brasileira. Faltaram alimentos e, no vácuo de poder, começaram saques populares aos armazéns. Os legalistas desferiram um bombardeio indiscriminado de artilharia, com pesados danos para as residências, indústrias e os habitantes. Os civis foram a maioria dos mortos, e um terço dos habitantes tornaram-se refugiados. A elite econômica paulista, liderada por José Carlos de Macedo Soares, presidente da Associação Comercial, fez o possível para conservar suas propriedades e a ordem na cidade. Temendo uma revolução social, ela influenciou o distanciamento dos líderes da revolta a movimentos operários, como os anarquistas, que haviam oferecido seu apoio; Macedo Soares e outros também tentaram, sem sucesso, intermediar um cessar-fogo.
Sem perspectivas de sucesso em batalha, os rebeldes ainda tinham uma rota de fuga para o território ocupado de Campinas a Bauru, mas ela estava prestes a ser cortada por vitórias legalistas no eixo de Sorocaba. O exército revolucionário escapou do cerco iminente e transferiu-se às margens do rio Paraná. Após uma invasão frustrada ao sul de Mato Grosso (a Batalha de Três Lagoas), entrincheiraram-se no oeste do Paraná, onde se uniram a revoltosos do Rio Grande do Sul para formar a Coluna Miguel Costa-Prestes. O governo restabeleceu o estado de sítio e intensificou a repressão política, prenunciando o aparato usado mais tarde pelo Estado Novo e a ditadura militar; em São Paulo, criou-se uma Delegacia de Ordem Política e Social (Deops). O movimento entrou para a história como a “Revolução Esquecida” e não tem comemorações públicas equivalentes às realizadas para a Revolução Constitucionalista de 1932.

## Antecedentes

### A causa tenentista
Tenentes e oficiais superiores do Exército Brasileiro, veteranos da revolta tenentista de 1922, foram o núcleo inicial das revoltas seguintes, incluindo a de São Paulo em 1924. A participação dos mesmos indivíduos deu continuidade de um movimento a outro, mesmo com novas adesões e pautas na revolta de 1924. O movimento também abrangia patentes inferiores do Exército, militares da Força Pública de São Paulo e civis. A historiografia aborda os tenentistas como representantes de setores da sociedade (oligarquias dissidentes, classes médias) e também como resultado da dinâmica interna do Exército. Mais preocupados com a honra militar em 1922, dois anos depois os tenentistas já desenvolviam uma visão política para além das questões corporativas.
Esses revoltosos ou revolucionários são mais facilmente definidos pelo que eram contra do que a favor. O movimento de 1922 queria impedir a posse de Artur Bernardes na Presidência da República; como isto falhou, o movimento de 1924 queria tirá-lo do cargo. A questão não era tanto o presidente em si, mas o que ele representava: a hegemonia das oligarquias agrárias de São Paulo e Minas Gerais na política nacional (a “política do café com leite”), o poder do coronelismo local, a fraude eleitoral, a corrupção, o compadrio e o favoritismo nos negócios públicos, características da política na República Velha.
Indignava-os o que chamavam de “espírito de vingança” de Artur Bernardes, perseguindo os integrantes da Reação Republicana, a coalizão que o enfrentou na eleição de 1922. O presidente submeteu o Rio de Janeiro à intervenção federal e a Bahia ao estado de sítio. No Rio Grande do Sul, impediu a reeleição de Borges de Medeiros como parte do Pacto de Pedras Altas, que concluiu a Revolução de 1923. O governo tinha tendência autoritária, começando o mandato sob estado de sítio e renovando-o até dezembro de 1923. Os revoltosos de 1922 foram submetidos a um processo rigoroso e arbitrário na Justiça. O Exército, acreditavam os tenentistas, era usado como guarda pretoriana pelo presidente da República, escudando atos de legalidade duvidosa (como a intervenção no Rio de Janeiro) a pretexto de respeitar a disciplina e a hierarquia.
Ao contrário de dois anos antes, os revoltosos de 1924 fizeram questão de expor em manifestos e folhetins algumas propostas para o novo regime. Sua ambição era a “República que não foi”, o retorno a um ideal que teria existido na Proclamação da República. Para isso, quebrariam o domínio das oligarquias sobre o eleitorado. O terceiro dos manifestos publicados durante a revolta defendia uma reforma do Judiciário, dando-lhe independência do Executivo; a educação pública; e o voto secreto com censo alto. A ideia era erradicar o analfabetismo, mas enquanto isso não fosse possível, o voto seria limitado aos mais esclarecidos.
Essa ideia foi levada mais longe num rascunho não publicado, propondo uma “Ditadura” até que 60% da população estivesse alfabetizada, e então seria convocada uma Constituinte. Este documento não necessariamente representava a opinião geral, mas demonstra a influência de alguns pensadores autoritários do período, como Oliveira Viana, para o qual um Estado forte seria necessário para preparar a população para o liberalismo. Outros conspiradores pensavam no corporativismo. Havia uma diversidade de reformas pensadas, mas elas não formavam um projeto coeso. Nem todos os participantes tinham motivação ideológica; para alguns, o importante era seus compromissos pessoais, demandas econômicas ou a insatisfação com a carreira militar.

### A opção pela luta armada
Não se sabe ao certo quando se iniciaram conspirações para uma segunda revolta tenentista, mas em agosto de 1922 já havia aproximações no Rio de Janeiro, e no mesmo período, em Itu, em São Paulo. A atmosfera era tensa e circulavam boatos sobre novos levantes. Alguns oficiais revoltosos de 1922 davam o assunto por encerrado, e outros, embora inconformados, aguardavam os resultados do processo judicial. Enquanto isso, em 1923 a revolução no Rio Grande do Sul e a reabertura do Clube Militar reacenderam as discussões político-militares. Muitos revoltosos aguardavam a sentença longe do Rio de Janeiro, em condições de se incorporar à conspiração.
Em dezembro de 1923 a Justiça se pronunciou, enquadrando os participantes no artigo 107 do Código Penal (“mudar por meios violentos a Constituição política da República ou a forma de governo estabelecida”). Havia até então a expectativa de anistia; esse procedimento era tradicional nas revoltas militares anteriores. Justamente por isso, o governo queria desincentivar novas revoltas. Sua recusa em conceder a anistia foi considerada mais uma medida vingativa.
Dos 50 oficiais enquadrados, 22 já estavam presos e 17, decepcionados, se entregaram. Os outros 11 ficaram como desertores, destacando-se os capitães Joaquim Távora, Juarez Távora e Otávio Muniz Guimarães e os tenentes Vitor César da Cunha Cruz, Stênio Caio de Albuquerque Lima, Ricardo Henrique Holl e Eduardo Gomes. Estes e outros oficiais presos, exilados ou clandestinos formaram um núcleo de revolucionários profissionais, para os quais a luta armada parecia a única opção restante. Ela precisaria ser mais sofisticada que o movimento anterior, sem a improvisação e os simples golpes de quartel. O objetivo final permanecia a tomada do poder no Rio de Janeiro.
Nos últimos meses de 1923, alguns conspiradores já sondavam a possibilidade de uma intentona no sul. Em dezembro, um plano para prender o ministro da Guerra Setembrino de Carvalho em sua passagem por Ponta Grossa, no Paraná, foi descoberto pelas autoridades. Este plano possivelmente seria simultâneo a um golpe de Estado no Rio de Janeiro, liderado pelo coronel Valdomiro Lima. O governo já esperava uma revolta, embora não particularmente em São Paulo. Ao longo de vários meses, o Presidente da República já lia informes reservados sobre a conspiração. Para desarticular o movimento, oficiais eram presos ou transferidos de guarnição, o que foi até certo ponto contraproducente, disseminando levantes para regiões distantes. Para demonstrar sua força, o governo frequentemente colocava as tropas de prontidão, impedindo a saída dos oficiais de seus postos.

## Preparação da revolta

### A escolha de São Paulo

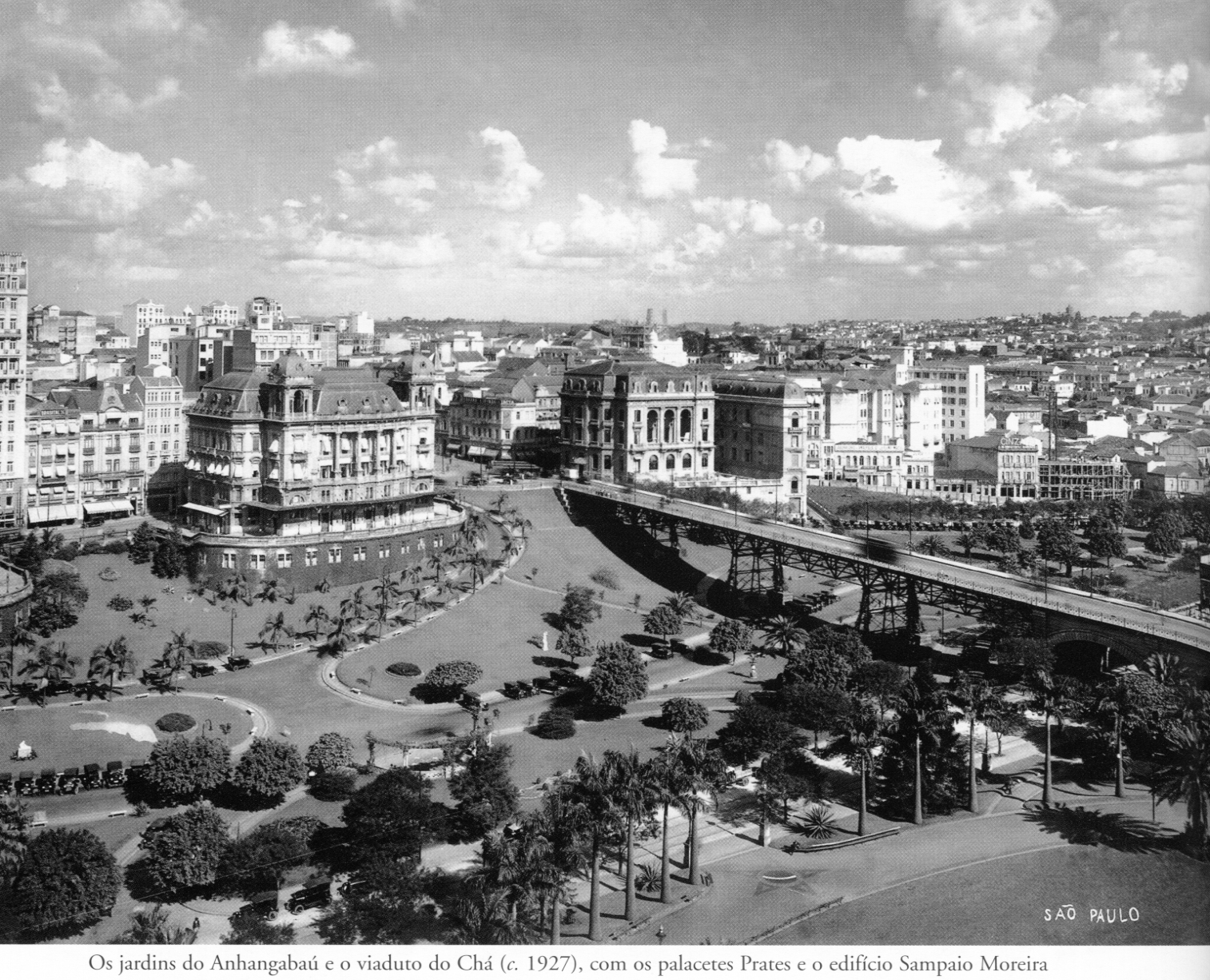
Viaduto do Chá na década de 1920

O movimento pretendido pelos conspiradores teria dimensão nacional, culminando no Rio de Janeiro. O ponto de partida, São Paulo, era o resultado circunstancial do planejamento militar. Portanto, o movimento de 1924 não foi uma revolta paulista. A iniciativa foi de forasteiros, e eles pouco se importavam com as lutas políticas paulistas.
No Rio, maior polo militar do país, a vigilância e a delação eram constantes, impedindo que fosse o ponto de partida. A polícia política da capital, representada pela 4.ª Delegacia Auxiliar, era bem articulada, e o Chefe de Polícia era o marechal Carneiro da Fontoura, escolhido por Artur Bernardes no lugar dos tradicionais bacharéis em Direito. Em contraste, o aparato policial era mais fraco em São Paulo, onde o governo estadual confiava excessivamente na sua Força Pública, à época mais forte do que a guarnição federal no seu estado. A possibilidade de sublevar essa corporação foi um fator decisivo na escolha. O número de adesões, no Exército e na Força Pública, e a correlação de força militar pareciam favoráveis.
O rápido crescimento de São Paulo dificultava a identificação de conspiradores e foragidos. Os cerca de 700 mil habitantes em 1924 eram dez vezes mais do que os 65 000 presentes em 1890. A cidade era a capital do estado mais rico do país, centro das atividades comerciais e bancárias ligadas ao café. Inicialmente vinculada à cafeicultura, a acelerada industrialização atraía muitos imigrantes, a ponto de os estrangeiros e seus descendentes representarem mais da metade da população. O urbanismo e a arquitetura imitavam as metrópoles europeias, enquanto os bairros pobres expandiam-se sem planejamento na periferia.
São Paulo tinha as melhores comunicações ferroviárias do país, através das quais a capital federal poderia ser alcançada em poucas horas. 22% da rede ferroviária nacional concentrava-se em São Paulo no início da década, e sua capital era o entroncamento para o qual a Companhia Paulista, Mogiana, Sorocabana, Santos-Jundiaí, Noroeste do Brasil e Central do Brasil convergiam. Sua queda teria imensa repercussão nacional, cortando o braço forte do governo federal e da política do café com leite, e garantindo para o movimento “enormes recursos bélicos, econômicos e políticos”.
Na política estadual, dominada pelo Partido Republicano Paulista, o momento era delicado. O governador Washington Luís havia forçado Carlos de Campos como seu sucessor, em detrimento do senador Álvaro de Carvalho, gerando descontentamento. A alta artificial do preço do café, gerando carestia, originou greves operárias para exigir reajustes salariais. Desde a greve geral de 1917, a chamada “questão social” era uma grande preocupação.

### Rede de conspiração

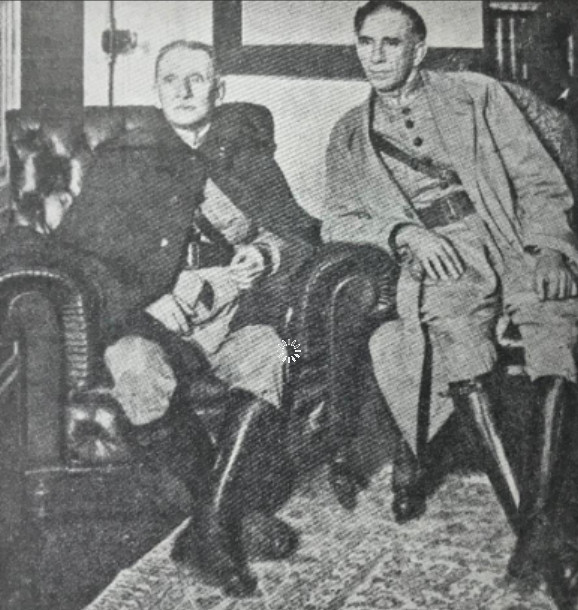
Isidoro Dias Lopes (esq.) e Miguel Costa (dir.)

Os conspiradores clandestinos viviam em empregos civis, sob identidades falsas. Para alistar novos aliados, incluindo oficiais na ativa, eles recorriam a seus parentes e a contatos construídos na Escola Militar do Realengo e nos quartéis, prisões e vizinhanças. Era normal que os revoltosos fossem colegas na Escola Militar, e muitos outros se conheceram quando presos. As lideranças viajaram por quartéis da maior parte do Sul e Sudeste para angariar apoio. O comitê central revolucionário tinha um plano de aliciamento de oficiais, que no caso de São Paulo, começou a ser implementado em agosto de 1923. Os conspiradores presos no Rio de Janeiro tinham bastante liberdade e correspondiam-se com seus companheiros em São Paulo.
As reuniões eram realizadas nos próprios quartéis ou em residências particulares; festividades também davam cobertura aos contatos. Em São Paulo, a casa do tenente Custódio de Oliveira na rua Vauthier, no Pari, servia de “QG Revolucionário”. Ali morava clandestinamente Joaquim Távora, considerado por João Alberto Lins de Barros como a “bandeira, cérebro e alma do movimento em sua fase inicial”. As reuniões eram frequentadas, entre outros, pelo major Cabral Velho, fiscal do 6.º Regimento de Infantaria, de Caçapava, o capitão Newton Estillac Leal, chefe de material bélico da 2.ª Região Militar, e os tenentes Asdrúbal Gwyer de Azevedo e Luís Cordeiro de Castro Afilhado, do 4.º Batalhão de Caçadores. Custódio de Oliveira também alugava uma casa na Estrada da Boiada, onde os conspiradores escondiam armas desviadas dos quartéis.
Outras articulações ocorriam na Travessa da Fábrica, na Sé, residência dos desertores Henrique Ricardo Holl e Victor César da Cunha Cruz. Um quartel de intensa atividade foi o 4.º Regimento de Artilharia Montado (RAM), de Itu, comandado pelo major Bertoldo Klinger, oficial de grande prestígio, que chegou a concordar em assumir um papel no estado-maior revolucionário. Em 23 de dezembro de 1923 seu superior, o general Abílio de Noronha, comandante da 2.ª Região Militar, questionou a notícia de uma reunião secreta no quartel; em resposta, foi assegurado que todos os oficiais estavam dispersos para as festas de Natal e Ano Novo. O general, por isenção, não queria perseguir os oficiais foragidos vivendo clandestinamente na sua jurisdição.
Os conspiradores “estudaram” diversos oficiais de maior escalão da Força Pública. Desde 1922 o tenentismo já influenciava os oficiais dessa corporação, que acrescentavam ao movimento suas próprias pautas, como a equiparação de vencimentos ao dos oficiais do Exército. O grande trunfo dos tenentistas foi a adesão do major Miguel Costa, fiscal do Regimento de Cavalaria da Força Pública, figura de prestígio dentro e fora da corporação e amigo de vários oficiais do Exército. Ele forneceu plantas de quartéis e edifícios públicos, participando ativamente do planejamento da ocupação da cidade.
Para chefiar a revolta, era preciso o prestígio de um oficial mais velho, papel desempenhado pelo marechal Hermes da Fonseca em 1922. Devido aos expurgos pós-1922, o corpo de oficiais de alta patente na ativa não tinha mais simpatizantes do movimento. O encontrado foi um reformado, o general Isidoro Dias Lopes, cumprindo as condições: era prestigiado, tinha habilidade política para atrair a confiança de civis e não estava envolvido em 1922. Outros nomes considerados foram os reformados Augusto Ximeno de Villeroy, Odílio Bacellar Randolfo de Melo e os oficiais da ativa Bertoldo Klinger e Miguel Costa. Os conspiradores no Rio de Janeiro consideravam Isidoro alheio à situação e preferiam Klinger.

### Baixas patentes e civis

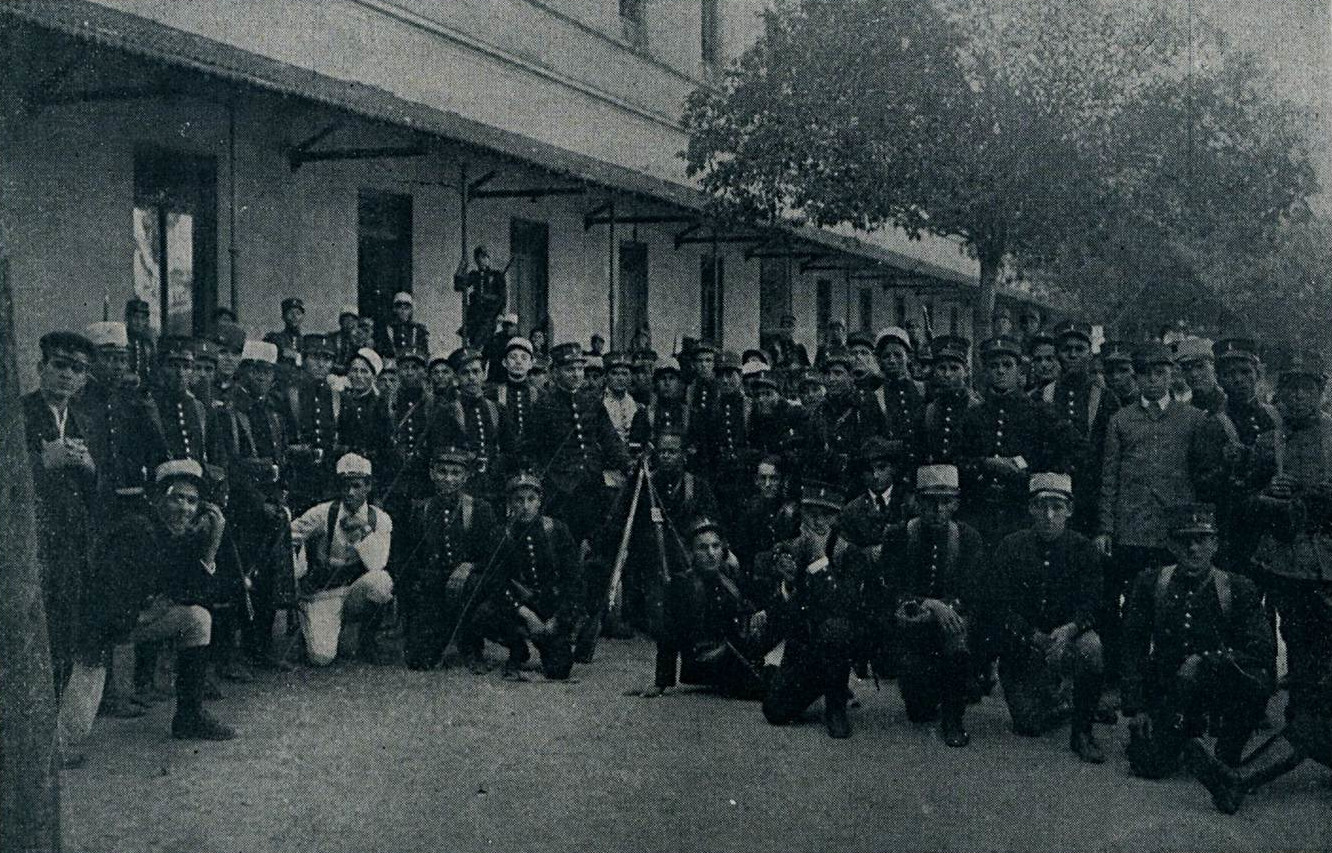
Soldados da Força Pública de São Paulo

A historiografia dá destaque aos tenentes e oficiais superiores na revolta, afirmando, por exemplo, que a propaganda revolucionária só foi feita entre a oficialidade; dali em diante, bastaria que os sargentos, cabos e soldados obedecessem. Mas o processo-crime aberto após a revolta evidencia a presença de sargentos dentro do núcleo conspiratório. Nesse processo, os sargentos são a maioria dos militares indiciados (59%) e condenados (47%); os tenentes estão em segundo lugar. Por outro lado, para a Justiça, as baixas patentes foram cúmplices, não cabeças do plano. As defesas dos sargentos justificavam a participação no movimento como simples obediência às ordens dos comandantes, às vezes por coerção, mas as promoções recebidas por vários dentro do exército revolucionário sugerem uma participação ativa.
O movimento era militar, articulado nos quartéis, mas por objetivar o poder, era de interesse fora da caserna. Os conspiradores entraram em contato com vários civis, contando com suas adesões para logo após o início da revolta. Houve dificuldade, pois conspirar fora da caserna era mais arriscado e havia preconceitos em relação aos civis. Para os defensores dessa aproximação, a presença dos civis é o que daria legitimidade ao movimento, distinguindo-o de uma mera quartelada.
Apesar das críticas tenentistas aos políticos profissionais, havia uma coincidência de interesses com a Reação Republicana, cujo líder, Nilo Peçanha, defendeu os revoltosos de 1922 e teve várias reuniões com Isidoro. Tentou-se cooptar alguns dissidentes da elite paulista, como Júlio de Mesquita e Vergueiro Steidel, mas eles não queriam uma revolução, menos ainda feita por elementos estranhos à sua classe. Para angariar apoio entre os operários, Isidoro usou Maurício de Lacerda e Everardo Dias como intermediários. Os conspiradores aproximaram-se do anarquista José Oiticica, do socialista Evaristo de Morais e da Confederação Sindicalista Cooperativista Brasileira.

### Planejamento militar

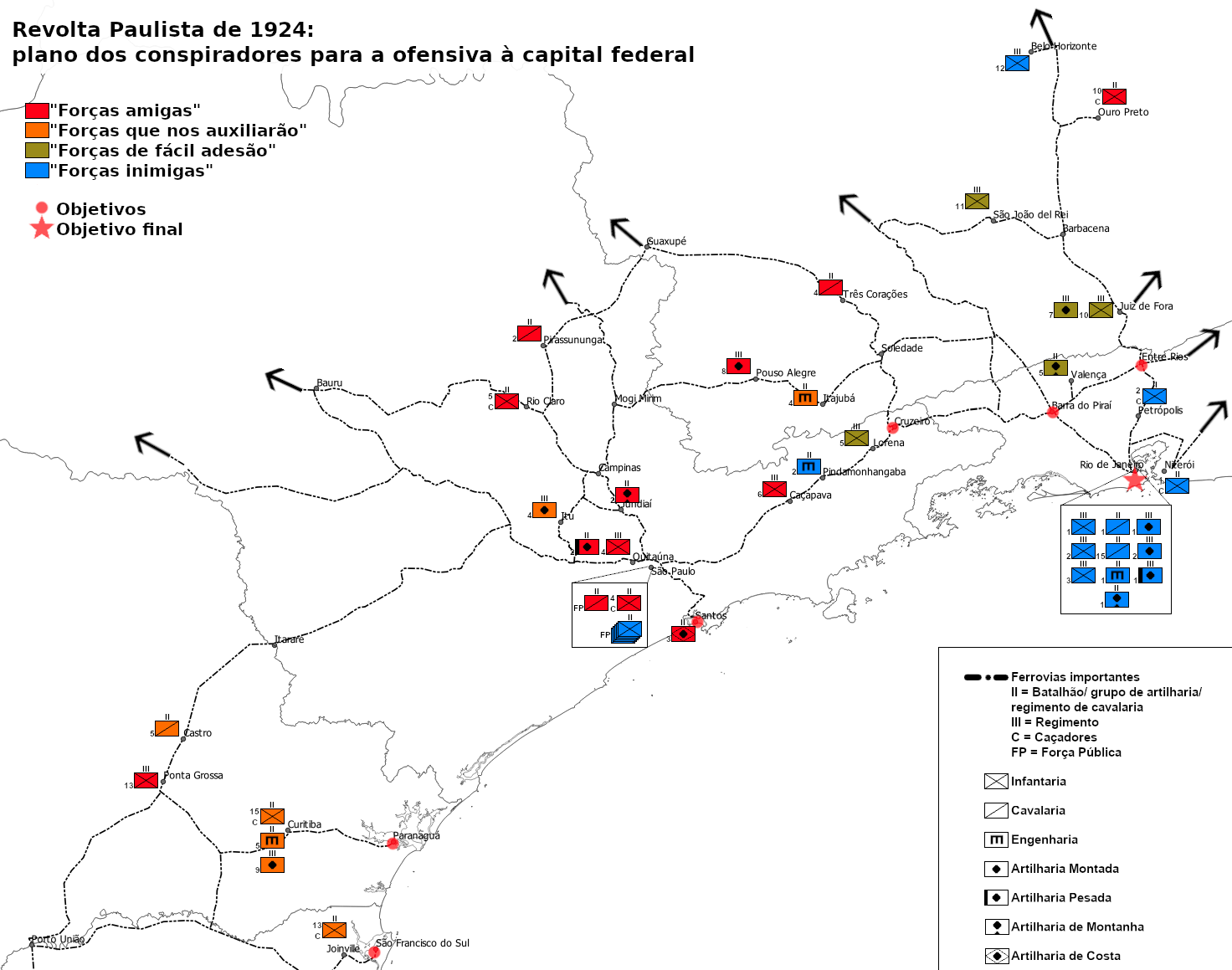
Balanço das forças com as quais os conspiradores esperavam contar

Não obstante os improvisos na sua execução, o levante de 1924 foi planejado detalhada e longamente. Os conspiradores fizeram um balanço do apoio nos quartéis e, nos mapas, classificaram as unidades entre forças “amigas”, “que nos auxiliarão”, “de fácil adesão” e “inimigas”. Obedecendo a cronogramas rigorosos de deslocamento, essas forças concentrariam-se nos pontos estratégicos, controlando ou destruindo as conexões ferroviárias, telegráficas e telefônicas. A guerra seria violenta e decisiva; conforme o plano, “a astúcia e a mobilidade serão as armas preferíveis”. Enquanto as forças estivessem em inferioridade numérica, elas evitariam o combate direto.
Fora de São Paulo, o movimento era esperado em Minas Gerais, Paraná, Santa Catarina e Rio Grande do Sul, com apoios isolados em Mato Grosso, Goiás e no Rio de Janeiro. No Paraná, Juarez Távora estimava a adesão de 80% da guarnição, com oficiais suficientes para dominar o estado, simpatia dos praças e apoio civil. A 1.ª Região Militar como um todo, no Rio de Janeiro, era considerada hostil, mas havia ordens escritas para a unidade de Valença. Por motivos logísticos, não havia plano de revolta no Brasil setentrional.
Consta no plano que “o movimento revolucionário iniciar-se-á pela queda militar da cidade de São Paulo, que deverá consumar-se, necessariamente em algumas horas”. As unidades participantes seriam poucas, todas da cidade e dos arredores, para permitir um golpe rápido e inesperado, deixando sem reação os legalistas. O próximo grande objetivo seria Barra do Piraí, no interior do Rio de Janeiro, para onde correria, desde antes do amanhecer, a vanguarda comandada por Joaquim Távora. Ela consistiria num batalhão de 550 homens do 6.º Regimento de Infantaria, de Caçapava. Pelotões de reforço ficariam nos entroncamentos de Cruzeiro e Barra Mansa. Uma companhia seria destacada para além da estação de Santana, e outra para Entre Rios. Com a ajuda de elementos civis, as conexões telefônicas e telegráficas para Petrópolis e Além Paraíba seriam cortadas. Em 24 horas, os rebeldes concentrariam 3 870 homens em Barra do Piraí; em 36 horas, seriam 5.494. Eles estariam em controle dos desfiladeiros da Serra do Mar, por onde passavam as estradas de ferro Central, Auxiliar, Leopoldina e Oeste. O Distrito Federal ficaria isolado, mas o plano não esclarece como ele seria ocupado.
Em outras frentes, as unidades sublevadas deveriam reforçar a ofensiva contra o Rio de Janeiro, ou pelo menos distrair o governo. Para evitar uma invasão anfíbia legalista, seria preciso ocupar São Francisco do Sul, Paranaguá e Santos, ou no mínimo a Serra do Mar entre Santos e São Paulo. No Rio Grande do Sul, o objetivo seria impedir reforços legalistas de Porto Alegre para São Paulo.

### Definição da data

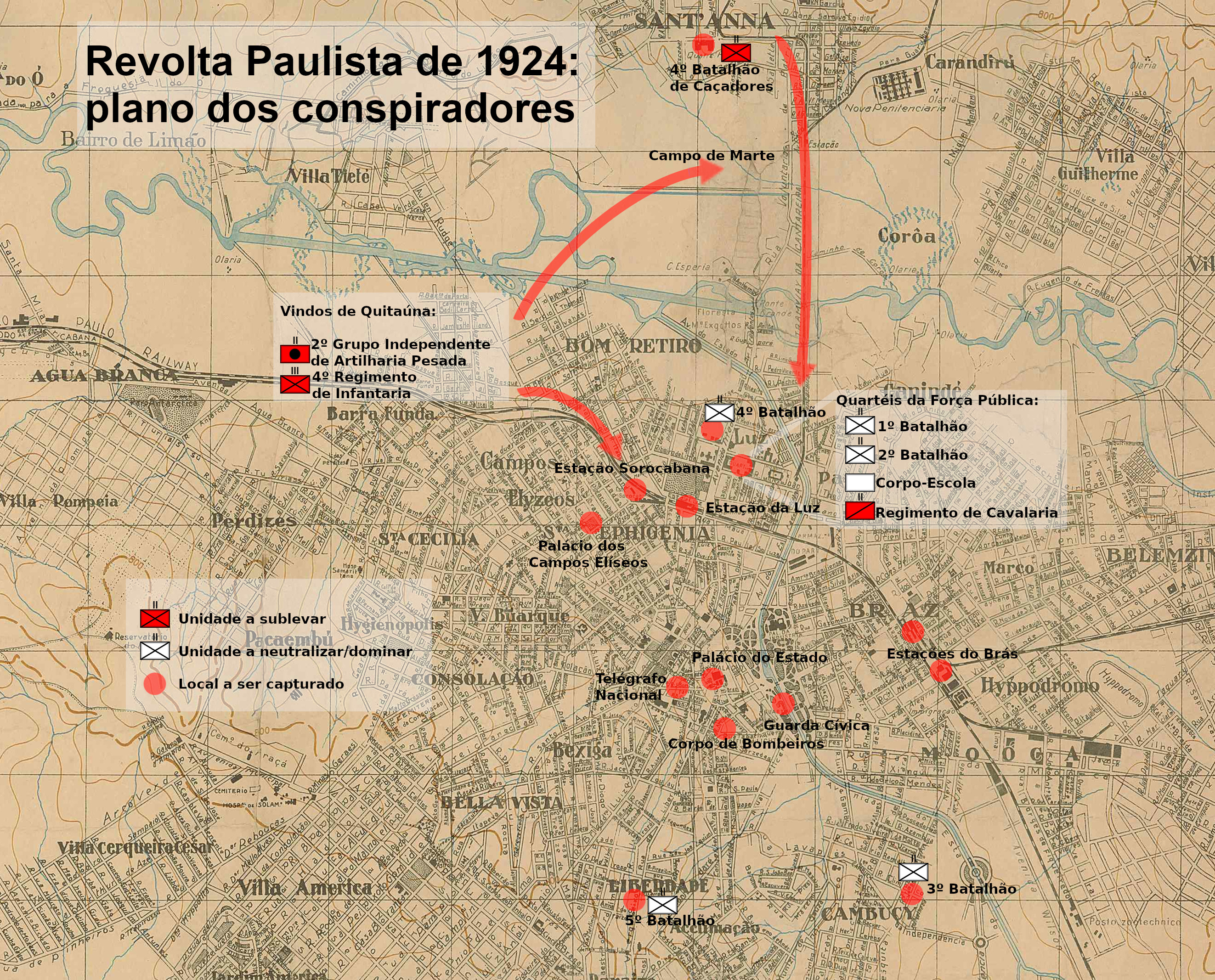
A parte do plano referente à capital paulista

Em 1924 as lideranças da conspiração reuniram-se várias vezes em Jundiaí e São Paulo para marcar datas de início para o movimento. Essa definição, e os compromissos de quem começaria primeiro, foram complicados. Em 24 de fevereiro, uma facção liderada por Joaquim Távora defendeu um início em pouco tempo, enquanto outra facção, representada por Bertoldo Klinger, considerava a ação prematura. Prevalecia a facção de Távora.
A data escolhida, 28 de março, permitiria reagir à iminente intervenção federal na Bahia, onde se contava até com o apoio do governador J. J. Seabra. Conforme um dos documentos policiais, o próprio Seabra financiava os conspiradores. Mas a discussão das decisões coletivas era muito difícil, seja por inexperiência ou temor da repressão. O plano teve que ser adiado devido a Klinger, que desistiu da conspiração, e dúvidas sobre a adesão do 4.º Regimento de Infantaria. Para piorar, Klinger escreveu uma carta para Curitiba negando sua participação e dizendo não haver nada de concreto em São Paulo. Isto foi um desastre para a conspiração no Paraná; segundo Juarez Távora, o prejuízo foi em dobro, pois mais tarde as tropas paranaenses viriam combater os rebeldes. Seabra perdeu o governo baiano e Nilo Peçanha faleceu em 31 de março, dando mais um desânimo à conspiração. Sem poder contar com o sul, os esforços concentraram-se em São Paulo.
A essa época, rumores sobre a revolta já chegavam ao general Noronha, que exigiu compromissos de lealdade de seus comandantes. Enquanto isso, os conspiradores definiam novas datas, mas não usaram nenhuma por falta de garantias de uma ou outra unidade. A data de 26 de junho foi cancelada devido à prisão de diversos foragidos no Rio de Janeiro. A vigilância dos órgãos de segurança era cada vez mais forte. Por pouco os conspiradores não perderam duas unidades, o 2.º Grupo de Artilharia de Montanha e 5.º Batalhão de Caçadores, pois a remoção de seus comandantes foi solicitada por Abílio de Noronha ao Ministério da Guerra em 28 de junho. Antes que ela fosse realizada, a revolta se concretizou.
Em 30 de junho Joaquim Távora colocou os conspiradores em São Paulo em alerta, avisando-os da chegada iminente de “Severo” (Isidoro). Boatos de um levante no Rio de Janeiro surgiram em 2 de julho, mas eram apenas inspeções e transferências de militares para desbaratar a conspiração. No mesmo dia o major Carlos Reis, ex-chefe de segurança pessoal de Artur Bernardes, veio a São Paulo em missão especial. O general Estanislau Pamplona, comandante da artilharia no estado, determinou às baterias de Quitaúna que os exercícios fora do quartel não durariam mais de duas horas e não se aproximariam de São Paulo mais do que o bairro de Pinheiros. Em 3 de julho, o alto comando revolucionário marcou o início para a zero hora do dia 5. Esta data, definida no desespero, aproveitava o simbolismo do aniversário da revolta de 1922. Na noite de 4 de julho, Carlos de Campos conferenciou com oficiais do Exército e Força Pública para unificar as diversas informações desencontradas que ouviam sobre a conspiração.

## Início da guerra urbana
Em 5 de julho não houve marcha para o Rio de Janeiro, e as adesões não ocorreram como planejadas. Em vez de algumas horas, a queda da cidade demorou quatro dias, até que o governador Carlos de Campos retirou-se para a estação de Guaiaúna, na periferia. De simples instrumento no plano dos conspiradores, a cidade tornou-se vítima da guerra urbana, a mais intensa na história do Brasil, com cenas que remetiam à Primeira Guerra Mundial.

### Execução do plano

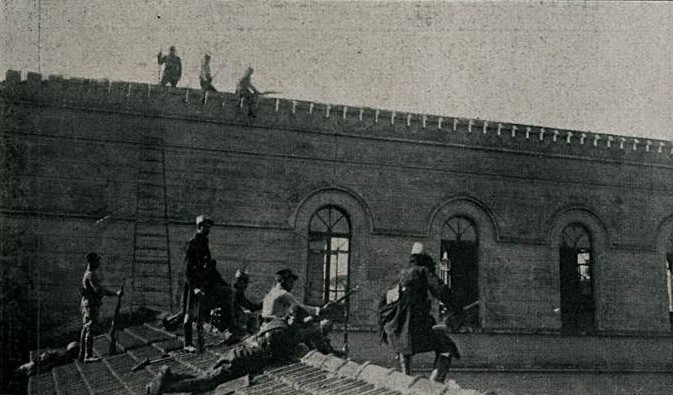
Revoltosos no telhado do quartel do 1.º BFP, na Luz

Às 04h30 da madrugada de 5 de julho, o general Noronha foi avisado que oficiais estranhos à guarnição haviam movimentado 80 praças do 4.º Batalhão de Caçadores (BC), em Santana. A notícia foi transmitida para o governo estadual e o Ministério da Guerra. A tropa sublevada foi conduzida à Luz, sede do principal complexo de quartéis da Força Pública, que foi ocupado, sem resistência, com a atuação interna de Miguel Costa. O general Isidoro instalou o comando revolucionário no quartel general da Força Pública, e o comando dessa corporação ficou com Miguel Costa. Destacamentos da Força Pública ocuparam as estações ferroviárias da Sorocabana, da Luz, do Norte e do Brás.
Nas primeiras horas desse movimento, oficiais revoltosos conseguiram várias vitórias sem disparar um tiro, mas para sua surpresa, os legalistas fizeram o mesmo. O general Noronha foi ao quartel do 4.º Batalhão da Força Pública (BFP), na Luz, onde mandou embora cerca de 30 soldados do 4.º BC — e eles obedeceram. Os oficiais legalistas que estavam presos foram libertos. O general Noronha foi preso pelos rebeldes quando retornava a seu quartel. Mas o estrago estava feito: Joaquim e Juarez Távora, Castro Afilhado e outros revoltosos, sem perceber que o batalhão mudara de lado, adentraram o prédio e foram presos.
Nas palavras de Juarez Távora, “todas as previsões laboriosamente discutidas e pesadas durante vários meses, se deveriam esboroar cruelmente, em algumas horas, sob a realidade de insignificantes imprevistos”. O 4.º Regimento de Infantaria (RI), de Quitaúna, deveria reforçar o movimento na capital, mas não foi sublevado pela ausência do contato interno, o tenente Custódio de Oliveira, cujas missões foram atrasadas pela demora na chegada de Isidoro à capital e por uma roda de canhão que passou sobre o seu pé. Os conspiradores esqueceram de cortar as comunicações telegráficas e telefônicas, e a Repartição do Telégrafo Nacional foi ocupada tardia e brevemente. O tenente Ari Cruz, responsável pela ocupação do prédio, fez a troca da guarda para uma companhia da Força Pública, sem perceber que esses “reforços” eram legalistas.

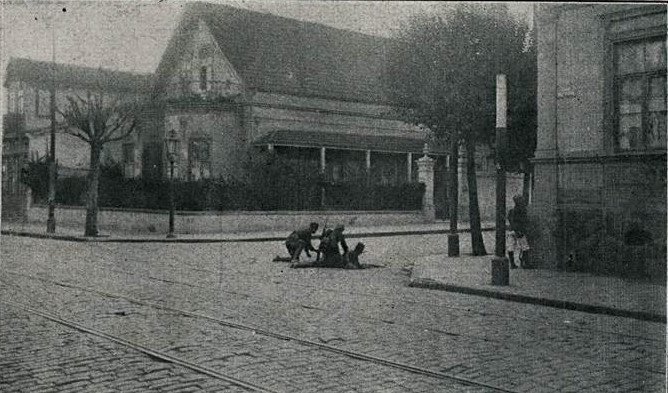
Atacantes ao Palácio dos Campos Elíseos posicionam uma metralhadora

Em Santos, os envolvidos ficaram sem orientação, também por causa do atraso de Isidoro. Havia telegramas com ordens para o capitão tenente Soares de Pina, comandante da Escola de Aprendizes Marinheiros e do Tiro Naval de Santos, e para o tenente Luis Braga Mury, do 3.º Grupo de Artilharia de Costa do Forte de Itaipu, ambos na baixada Santista. Os telegramas foram interceptados, e os cabeças do levante, presos antes mesmo de recebê-los.
Para ocupar o Palácio do Governo, os conspiradores contavam com o tenente Villa Nova — na realidade, um informante do governo. O Palácio dos Campos Elíseos, residência do presidente estadual, tinha uma guarda de apenas 27 homens, mas eles já estavam avisados e conseguiram rechaçar uma primeira tentativa de ocupação, às 07h30. Algumas horas depois os rebeldes bombardearam o Palácio, e no processo, erraram vários disparos e mataram civis nas redondezas. Carlos de Campos fez questão de permanecer no local, mesmo visado pelo inimigo, e recebeu um grande número de visitas.

### Resultados da falha do plano

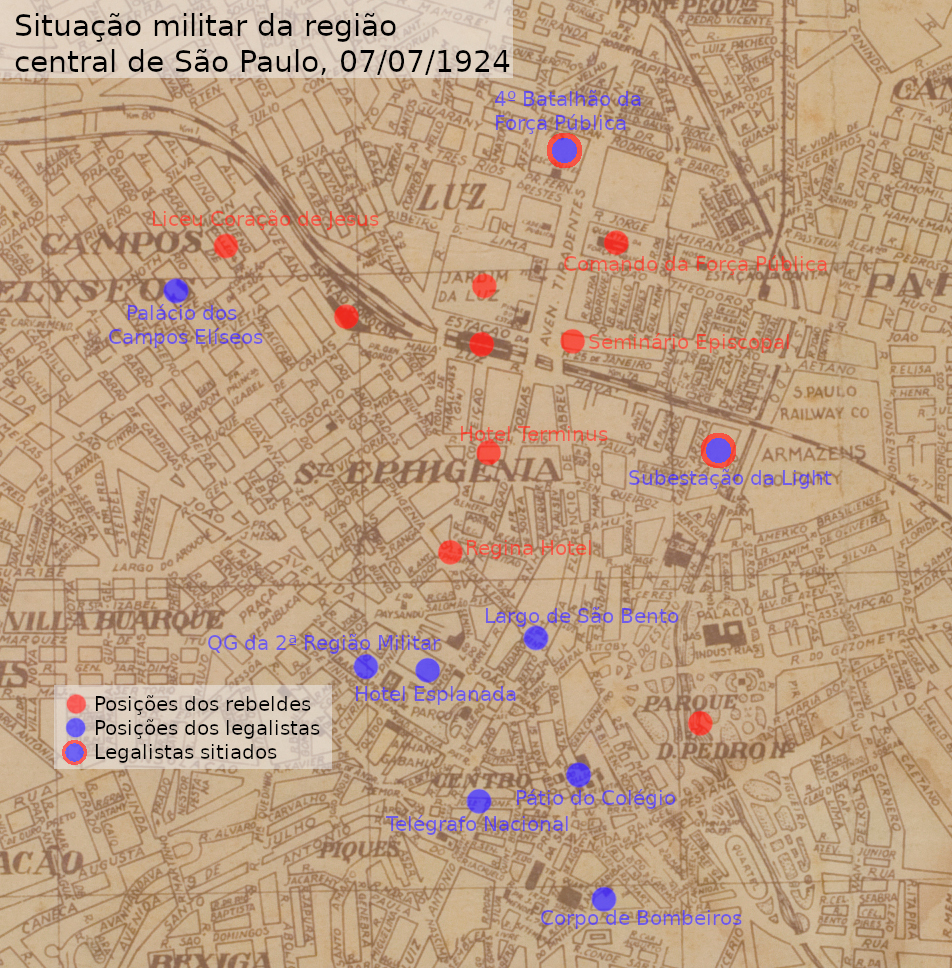
Situação militar em 7 de julho

Após esses contratempos, o comando revoltoso decidiu concentrar-se na luta dentro de São Paulo. Isto deu tempo ao governo federal para fechar o ramal de Itararé, a baixada Santista e o Vale do Paraíba. Em 6 de julho uma força-tarefa da Marinha, encabeçada pelo encouraçado Minas Gerais, aportou em Santos, e no dia seguinte o general Eduardo Sócrates, à frente de reforços legalistas de Minas Gerais e Rio de Janeiro, reunia seu estado-maior em Barra do Piraí. Ele firmou seu quartel general em Caçapava, mais tarde transferido a Mogi das Cruzes, com um posto de comando mais à frente em Guaiaúna. Legalistas do Exército ocuparam São Caetano, entre Santos e São Paulo.
Os combates disseminaram-se em São Paulo, aproximando-se do centro, por onde se disputaram o vale do Anhangabaú e os largos do Paissandu, Santa Ifigênia e São Bento. Grupos dispersos de combatentes lutavam pelo alto dos prédios e morros. No 4.º BFP, quarenta legalistas continuavam sitiados. Posições eram conquistadas e perdidas e a situação permanecia indefinida. Em 7 de julho, 70 legalistas atacaram o flanco sudeste do coração das forças revolucionárias, os quartéis da Luz. Eles foram repelidos e ficaram sitiados na usina da Light, onde ainda eram uma ameaça.
Na manhã de 5 de julho, ambos os lados tinham aproximadamente mil combatentes. Adesões fora de São Paulo, com efeito direto na luta, só ocorreram em alguns corpos da 2.ª Região Militar, e ainda assim, tardiamente. No dia 6 os legalistas receberam reforços do Exército, mas parte deles (o 6.º RI e uma companhia do 5.º RI) aderiram à revolta. Em 7 de julho os legalistas receberam novos reforços do Exército, da Força Pública e um contingente de marinheiros. Nenhum lado conseguiu superioridade numérica decisiva.

### Consequências para a população
A manhã de 5 de julho começou como qualquer outra para os civis, mas o barulho da fuzilaria logo assustou os habitantes do centro. Sair à rua nos locais conflagrados era perigoso demais, e por segurança, seus habitantes ficavam em casa. Muitos não conseguiam chegar a seu destino por conta dos combates. As trincheiras proliferaram-se na paisagem; ao todo, 309 foram construídas na cidade. A população desconhecia os chefes e objetivos da revolta, e era difícil identificar os combatentes dos dois lados; as fardas do Exército e da Força Pública tinham cores diferentes, mas havia rebeldes e legalistas em ambas as corporações. O ambiente de guerra no centro em 8 de julho foi assim descrito pelos jornalistas Paulo Duarte e Hormisdas Silva:
Não pudemos descer a ladeira de São João, rumo à Cruz Vermelha, na rua Líbero, por causa do tiroteio que as forças do capitão Guedes da Cunha sustentavam, do alto da ladeira, na praça Antônio Prado, com as forças revoltosas no largo do Paissandu. Pelo largo de São Bento, impossível passar. A fuzilaria aí era mais intensa. Deixamos o carro em frente à redação do Estado e, colados às paredes, aventuramo-nos ladeira abaixo. Algumas balas assobiaram em nosso entorno.
A matéria-prima para as fábricas e os gêneros alimentícios do interior dificilmente poderiam chegar, pois as estações de trem estavam ocupadas. Consequentemente, as fábricas paralisaram e a distribuição de mercadorias foi desorganizada. Quase tudo parava — a maior parte do comércio, os bondes, escolas e repartições públicas. Os telefones e o fornecimento de energia ainda funcionavam, mas precariamente. Os veículos particulares eram requisitados por ambos os lados, e civis eram recrutados à força. Poucos jornais circulavam, pois o papel, a energia e até o movimento dos funcionários eram limitações. Tanto o governo quanto os rebeldes censuraram a imprensa.
A 9 de julho o desabastecimento de alimentos já era sentido. As padarias não conseguiam farinha, e os leiteiros voltavam atrás quando encontravam trincheiras. Bares, restaurantes e cafés atendiam a portas fechadas, por medo de balas perdidas. A população tentava estocar o máximo de mantimentos, mas os armazéns só aceitavam pagamento em dinheiro, e o governo federal, temendo uma corrida aos bancos, decretou feriado até o dia 12.

### Retirada do governo estadual

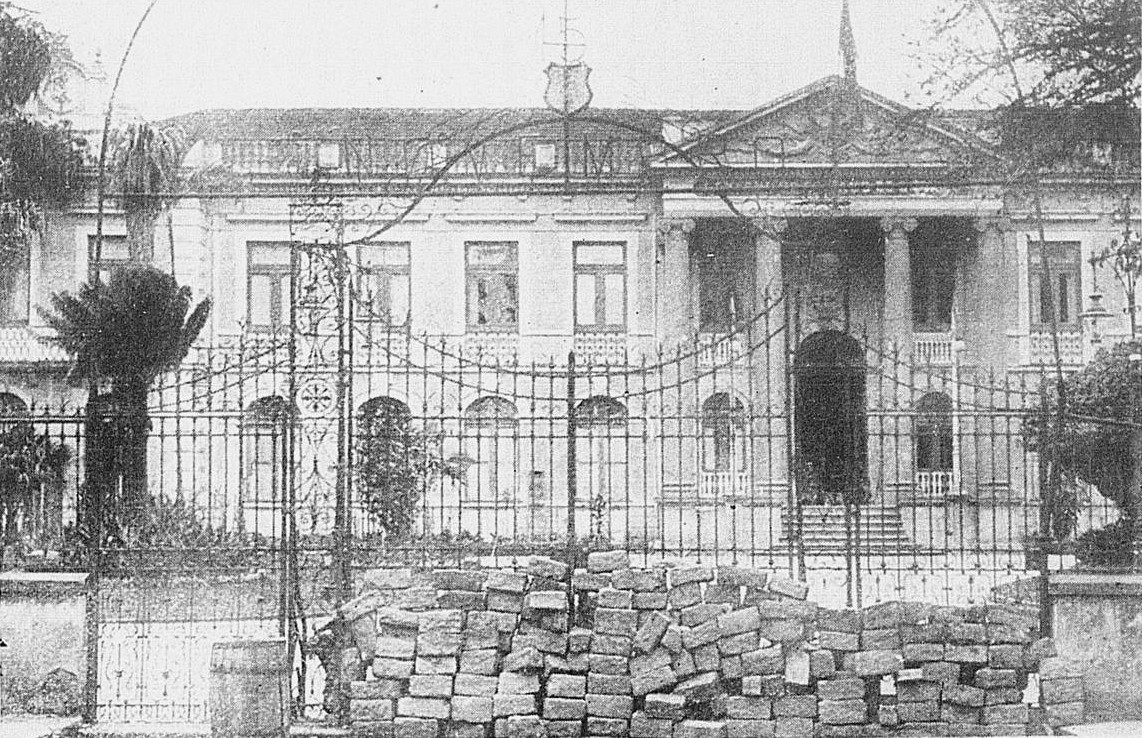
Barricada no Palácio do Governo, no Pátio do Colégio, abandonado pelos legalistas

Nos Campos Elíseos, os rebeldes conquistaram posições mais próximas ao Palácio em 7 de julho e no dia seguinte fizeram um novo bombardeio, dessa vez mais eficaz. Aconselhado pelo general Estanislau Pamplona a se retirar a um local mais seguro, Carlos de Campos dirigiu-se ao complexo de prédios governamentais do Pátio do Colégio, onde estavam concentrados policiais e marinheiros. Este local foi igualmente fustigado pela artilharia revoltosa, que não sabia da decisão do governador, mas percebia a concentração de oficiais de alta patente. Oswald de Andrade ironizou: “pela primeira vez na história militar, em vez da bala procurar o alvo, foi o alvo que procurou a bala”.
O governador novamente se retirou, desta vez para a estação ferroviária de Guaiaúna, na Penha, a última da Central do Brasil que ainda se comunicava com o Rio de Janeiro. Ali também estavam os reforços legalistas comandados pelo general Eduardo Sócrates. O governador ficou alojado numa locomotiva especial pertencente à administração da estrada de ferro, servindo ao mesmo tempo de quartel-general ambulante e sede provisória do governo estadual.

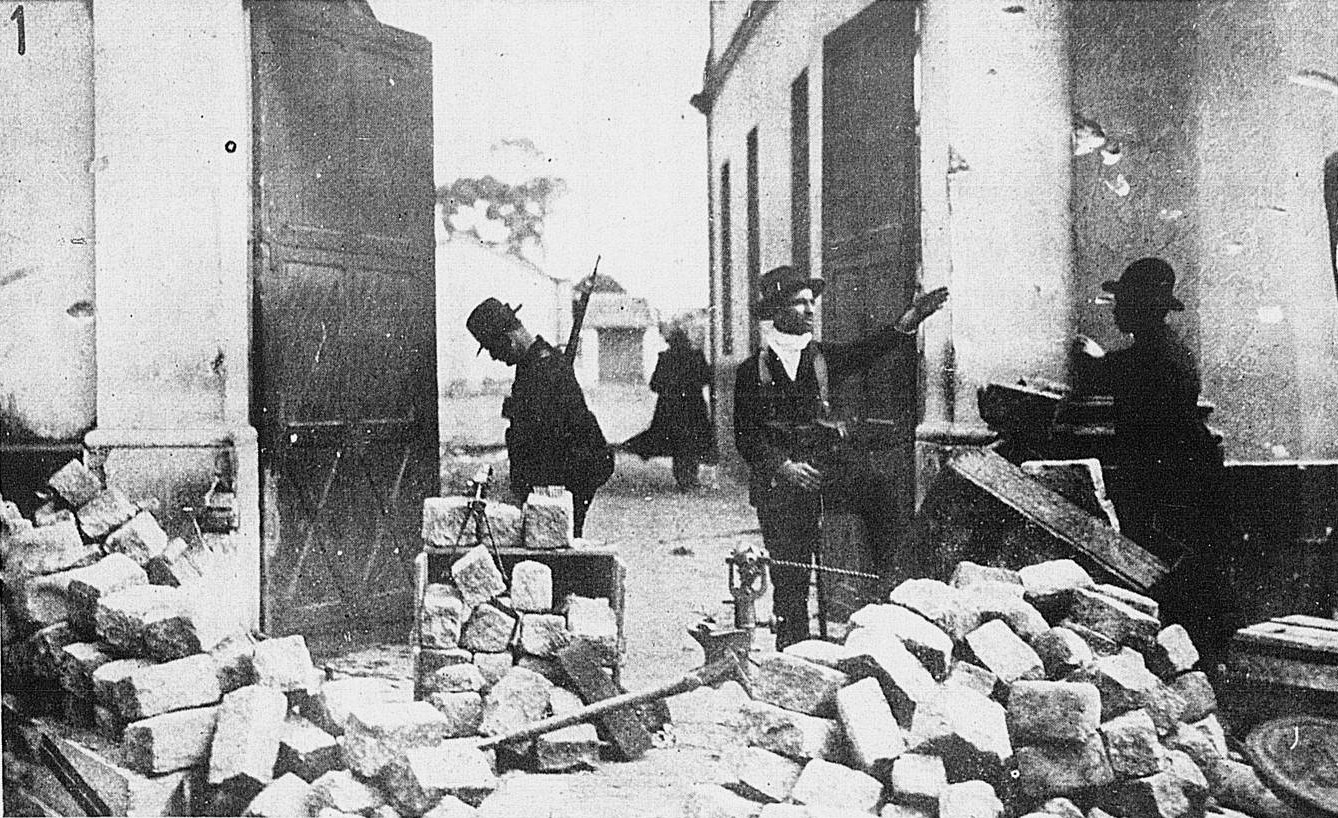
Revoltosos no portão do 4.º BFP

A essa hora a moral na liderança rebelde estava no ponto mais baixo. O general Isidoro, constatando a exaustão da tropa e temendo deserções em massa, queria retirar todo o exército revolucionário para Jundiaí. Miguel Costa insistia em continuar a luta no terreno urbano ao qual a tropa estava acostumada. Isidoro ordenou a retirada para a manhã de 9 de julho, mas Miguel Costa passou a madrugada organizando as defesas. Ele escreveu uma carta ao governador, assumindo toda responsabilidade pelo levante e pedindo anistia em troca de sua rendição. Se suas condições não fossem aceitas, lutaria até o fim. Mas não havia ninguém para receber a carta; na manhã do dia 9, o Palácio estava vazio. As ruínas encheram-se de populares curiosos.
Não só o governador, como também as forças legais abandonaram suas posições ou se renderam. Isidoro, mesmo vitorioso, pensou em renunciar, ressentido com a insubordinação de Miguel Costa, mas este convenceu-o a permanecer à frente do movimento. Os rebeldes comemoraram esta reviravolta, considerada por Isidoro uma obra do acaso e não um feito militar. Muitos anos após o conflito, a decisão da retirada ainda era controversa; os rebeldes “tão certos estavam da derrota, e no entanto receberam, de mão beijada, o alvo que eles supunham inalcançável”. Conforme Abílio de Noronha, os líderes abandonaram a tropa, provocando uma retirada desordenada.

## Ocupação de São Paulo

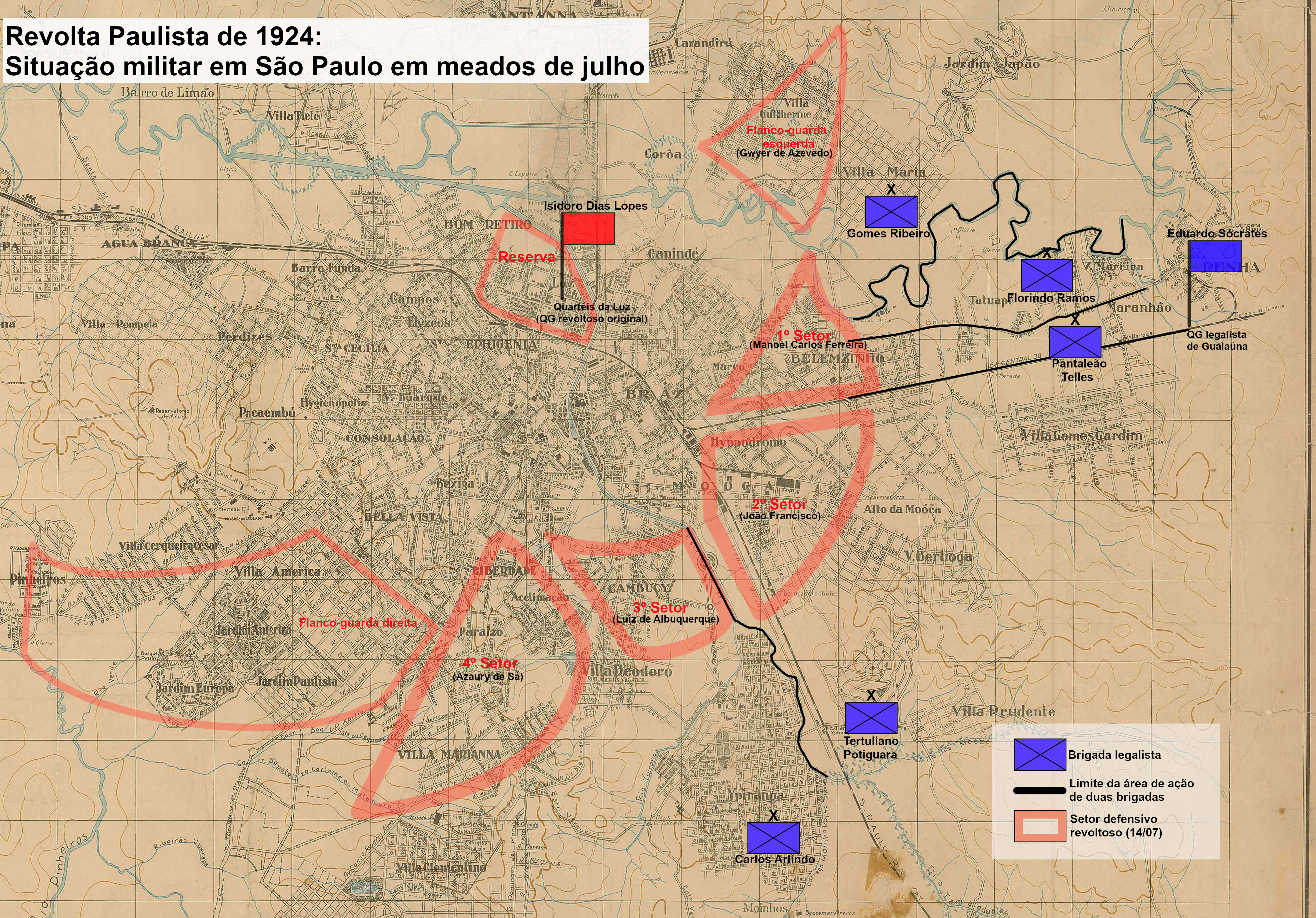
Distribuição das forças oponentes ao redor de 14 de julho

Após a saída do governo estadual, por um instante a cidade aparentou voltar à normalidade, pois as hostilidades foram momentaneamente interrompidas. Os rebeldes não aproveitaram a baixa moral de seus inimigos, no momento da retirada, nem levaram adiante seus planos de ofensiva. Se havia ilusão de que a cidade funcionaria normalmente, deixando-os tratar só da frente militar, ela se desfez. A cidade foi bombardeada, a população saqueou os armazéns e incêndios consumiram as fábricas. Além de resistir à nova ofensiva legalista, o comando revolucionário precisou lidar com o sofrimento da população e reorganizar o governo, cedendo responsabilidades a civis.

### Vácuo de poder

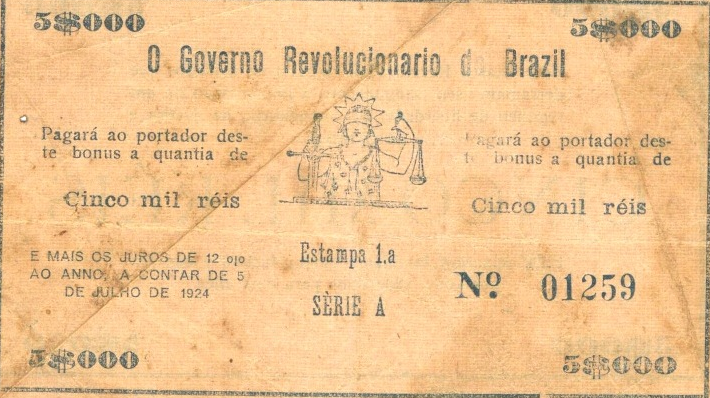
Bônus de guerra emitido pelo “Governo Revolucionário do Brasil”

O general Isidoro proclamou-se chefe de um “governo provisório”. O governo estadual estava expulso de sua sede, mas isto não era o objetivo original dos revolucionários; se o Palácio dos Campos Elíseos tivesse sido ocupado sem resistência, eles possivelmente manteriam Carlos de Campos no poder. O general Isidoro declarou em um manifesto que a revolução não tinha objetivos regionais ou pessoais; o movimento era unicamente contra o governo federal. Dessa forma, o prefeito Firmiano de Morais Pinto foi mantido no cargo. Suas responsabilidades aumentaram, preenchendo a lacuna deixada pelo governo estadual. Esta atitude contrastou com a do Poder Legislativo municipal: os vereadores não se reuniram em nenhum momento durante o conflito.
Respeitar o mandato do prefeito demonstrava fraqueza, mas permitia aos rebeldes concentrar suas atenções na frente militar. Mais do que manobra tática, a decisão pode ser interpretada como coerência. Firmiano Pinto foi encarregado de oferecer a Fernando Prestes de Albuquerque, vice-presidente de São Paulo, para assumir no lugar do governador expulso dos Campos Elíseos. Prestes respondeu que “aceitaria o governo transmitido pelo dr. Carlos de Campos por sua livre vontade e nunca pelas mãos dos revolucionários”; o prefeito concordou. Esta recusa não era nenhuma surpresa; o vice-presidente era um poderoso coronel de Itapetininga, de conhecida fidelidade ao Partido Republicano Paulista, e estava organizando uma resistência legalista no interior. Os revoltosos ofereceram então o governo a José Carlos de Macedo Soares, presidente da Associação Comercial de São Paulo, num triunvirato com líderes tenentistas, mas ele recusou.

### Saques ao comércio
As condições de vida continuaram a deteriorar:
Inumeráveis mortos e feridos dão entrada nos hospitais de sangue. Acumula-se o lixo pelas ruas. Reina a imundície. Apesar da tabela reduzida de preços, para os gêneros alimentícios, campeia a fome, qual uma praga imobilizadora. (...) Em vários pontos da cidade, ostentam-se cavalos mortos e abandonados. Um cheiro pestilente invade o espaço, num prenúncio de epidemia, e tortura os olfatos...

Esfomeadas, as famílias operárias perceberam a falta de policiamento. Em 9 de julho, uma onda de saques populares aos estabelecimentos comerciais começou nos bairros mais afastados (Mooca, Brás e Hipódromo), depois alcançando o centro. A prefeitura registrou 61 estabelecimentos saqueados, 6 saqueados e incendiados e 6 roubados ao longo do mês. Quase todos os depósitos, empórios e armazéns foram atacados. As firmas mais atingidas foram a Sociedade Anônima Scarpa, Matarazzo & Cia, Ernesto de Castro, Nazaré e Teixeira, Motores Marelli, Maheifuz & Cia, Moinho Gamba, Moinho Santista, Reickmann & Cia e J.M. Melo.
Bois embarcados num trem da Central do Brasil foram soltos, abatidos e esquartejados na rua. Nas fábricas e moinhos dos Matarazzo, no Brás, oradores italianos discursaram durante o saque, chamando os proprietários de “usurários e exploradores do povo”. Sobre esse caso, José Carlos de Macedo Soares relata que a multidão “carregou até a última tábua das prateleiras, arrebentando os vidros, inutilizando as balanças, os armários, as vitrinas, os balcões, tudo era partido e carregado”.
Os saques tinham uma dimensão moral, expressando a indignação popular com a alta dos preços e o descontentamento prévio com os patrões. Algumas das indústrias que sofreram os maiores saques, como a Matarazzo e Gamba, haviam passado por greves em janeiro e fevereiro do mesmo ano. Saquear era igualmente uma forma de matar a fome, e, para alguns, de conseguir lucros fáceis. Testemunhas viram todo tipo de produto sendo carregado, como louças, meias de seda, máquinas de escrever e fios elétricos, e não só alimentos. Mesmo A Plebe, periódico com visão menos negativa dos saques, notou “muita gente que aproveitou a ocasião sem estar necessitada, como também houve muito desperdício e estrago de víveres”.
Homens e mulheres participavam, e pouca coordenação e planejamento eram necessárias. Não se sabe ao certo quem os começou; eles podem ter sido um movimento espontâneo, mas algumas fontes atribuem seu início a João Cabanas, tenente do exército revolucionário. Em seu relato, Cabanas declara ter pego em flagrante e fuzilado dois saqueadores. Ao encontrar o Mercado Municipal cercado de uma multidão furiosa, ele mandou arrombar as portas e distribuir os gêneros aos pobres, tomando cuidado apenas para evitar abusos, o que não foi totalmente possível. Conforme o processo judicial, os rebeldes iniciaram saques para abastecer suas tropas, e os populares aproveitaram-se da oportunidade. Há relato de um saque popular apoiado pelo exército legalista em Vila Mariana.
Nesse sentido, houve uma aquiescência dos rebeldes com os ataques ao comércio, mas as lideranças distanciaram-se de quaisquer saques ou depredações, prometendo prender os desordeiros, e ao mesmo tempo, exigindo que os comerciantes não exagerassem nos preços. A cavalaria da Força Pública patrulhou as ruas, e soldados do Exército vigiaram os bancos, grandes empresas de exportação e representações diplomáticas. A Chefatura de Polícia Revolucionária, comandada pelo major Cabral Velho, exigiu a devolução dos itens saqueados, ameaçando prender os responsáveis com base em fotografias e denúncias.

### Renovação dos combates

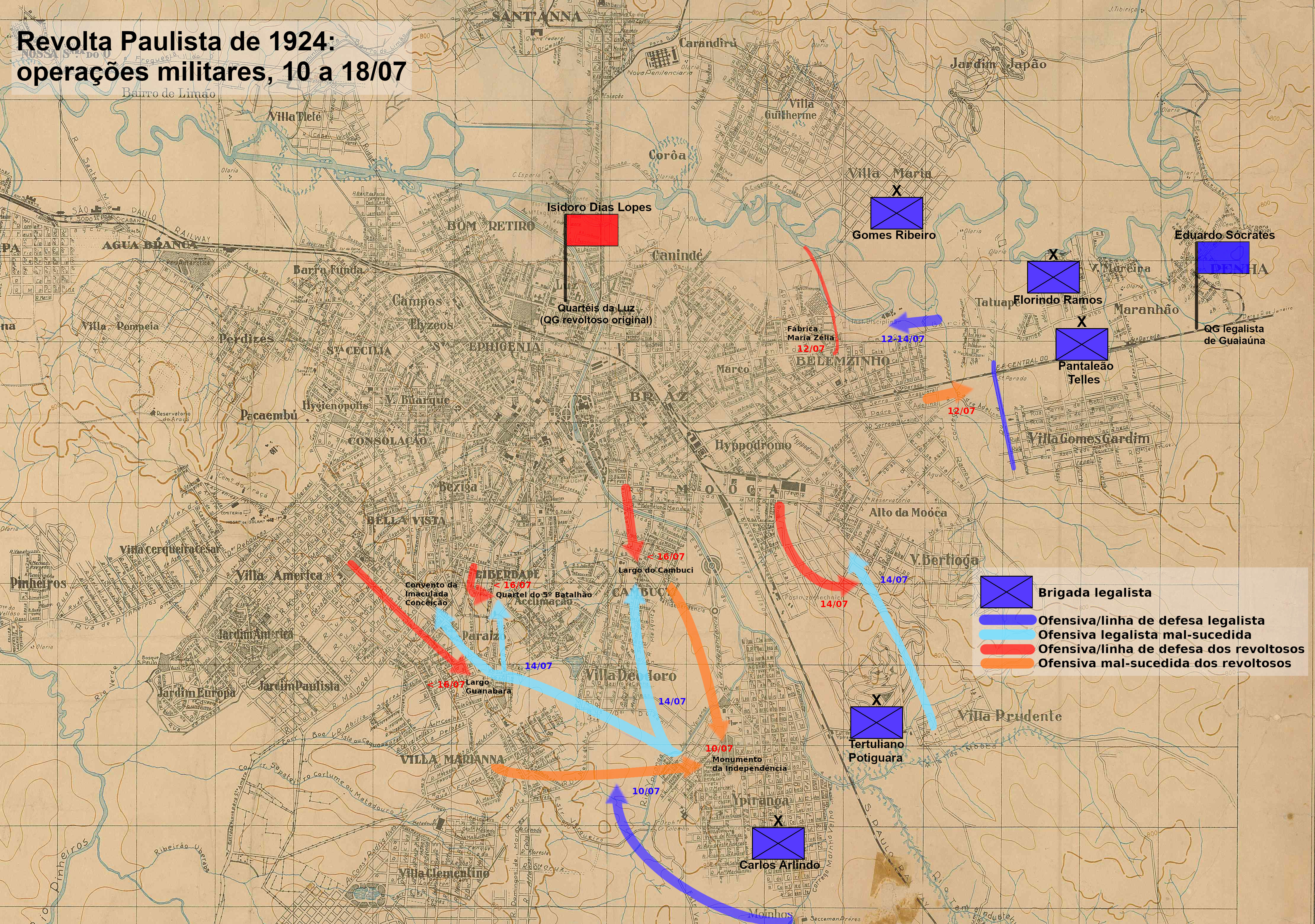
Primeiras manobras na periferia

Grande parte do poder de combate do país foi concentrado em São Paulo. Reforços legalistas do Exército e das Forças Públicas, oriundos de diversos estados, expandiram o exército legalista a 14–15 mil homens em meados do mês, armados com o equipamento mais moderno das Forças Armadas. Em comparação, os rebeldes tinham no máximo 3 a 3,5 mil combatentes efetivos, uma inferioridade numérica de um para cinco. Os legalistas organizavam-se numa divisão comandada pelo general Sócrates e composta de cinco brigadas de infantaria e uma de artilharia divisionária. Os rebeldes dividiam-se em quatro setores defensivos e duas flanco-guardas.
Os legalistas vinham do Rio de Janeiro, pela Central do Brasil, e de Santos pela São Paulo Railway, condicionando sua distribuição num semicírculo estendido do Ipiranga, ao sul, até Vila Maria, ao leste. A linha de frente recaía, então, nos bairros operários da periferia. Segundo o general Sócrates, as posições defensivas inimigas eram fortes. O general Noronha tinha opinião contrária, enfatizando a precariedade das barricadas de rua. Mas várias fontes enfatizam o valor defensivo de alguns pontos, notavelmente as fábricas.

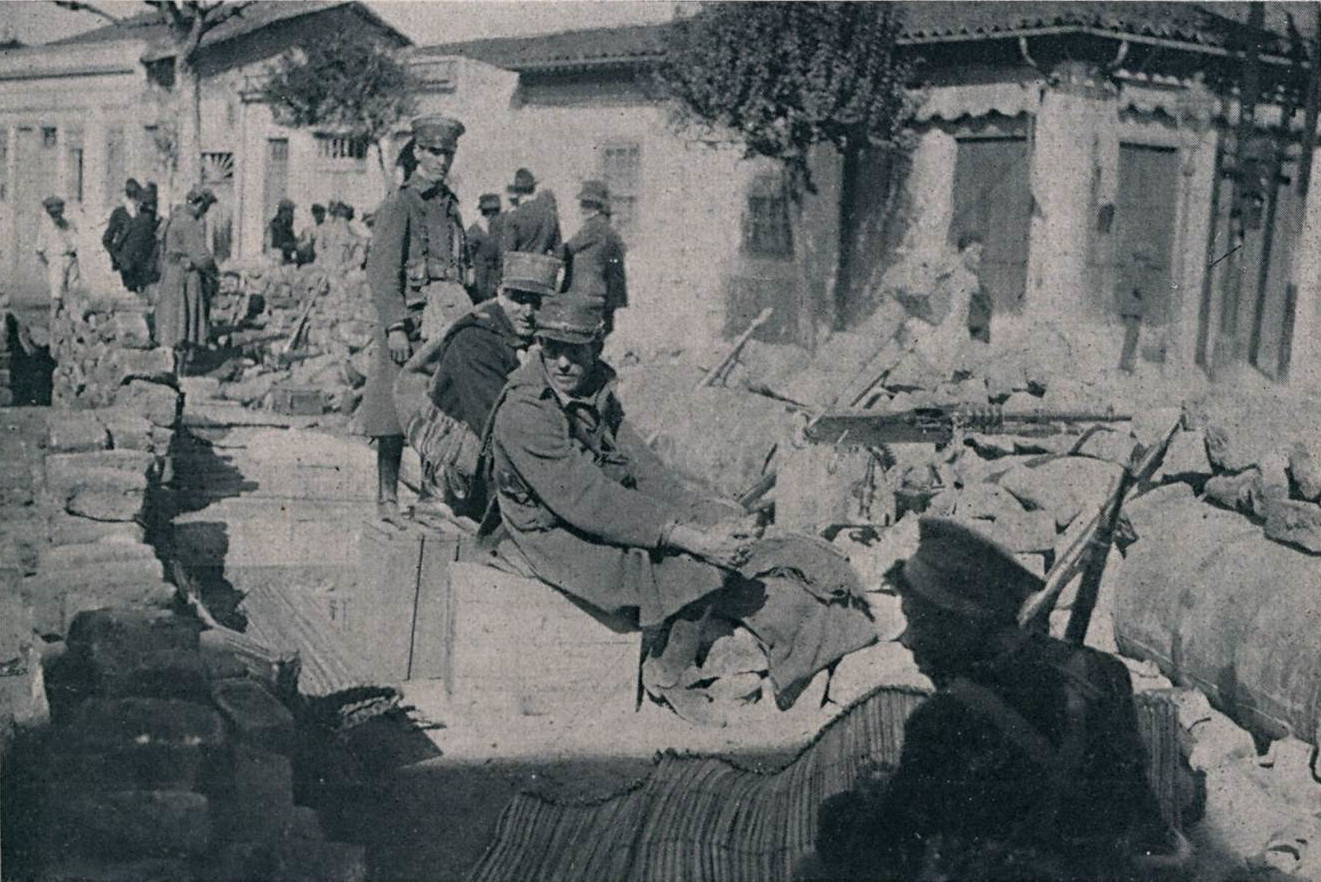
Posição dos revoltosos na rua da Liberdade

No Ipiranga, a brigada Arlindo deixou seu flanco esquerdo exposto a um ataque vindo do Cambuci e Vila Mariana em 10 de julho, mas conseguiu repelir a ofensiva. Com seu flanco direito garantido por avanços da brigada Tertuliano Potiguara, na Mooca, a brigada Arlindo ocupou posições no Cambuci e Liberdade em 14 de julho. Enquanto isso, às margens do rio Tietê a brigada Florindo Ramos teve seu avanço bloqueado pelos defensores da Fábrica Maria Zélia.
Segundo Abílio de Noronha, a coordenação entre as brigadas legalistas foi muito precária, deixando flancos expostos a ataques dos rebeldes. Estes, aplicando o princípio de concentração de forças, mantinham grande parte do seu efetivo como uma reserva motorizada. Dessa forma, em 14 de julho a brigada Potiguara avançou demais, expôs seus flancos e foi obrigada a recuar. Isto expôs os flancos das brigadas Telles, à sua direita, e Arlindo, à sua esquerda. Até 16 de julho os ganhos da brigada Arlindo foram revertidos. Durante essa contraofensiva os rebeldes sofreram uma grande perda: Joaquim Távora foi mortalmente ferido no ataque ao quartel do 5.º BFP, na Liberdade.

### Bombardeio legalista

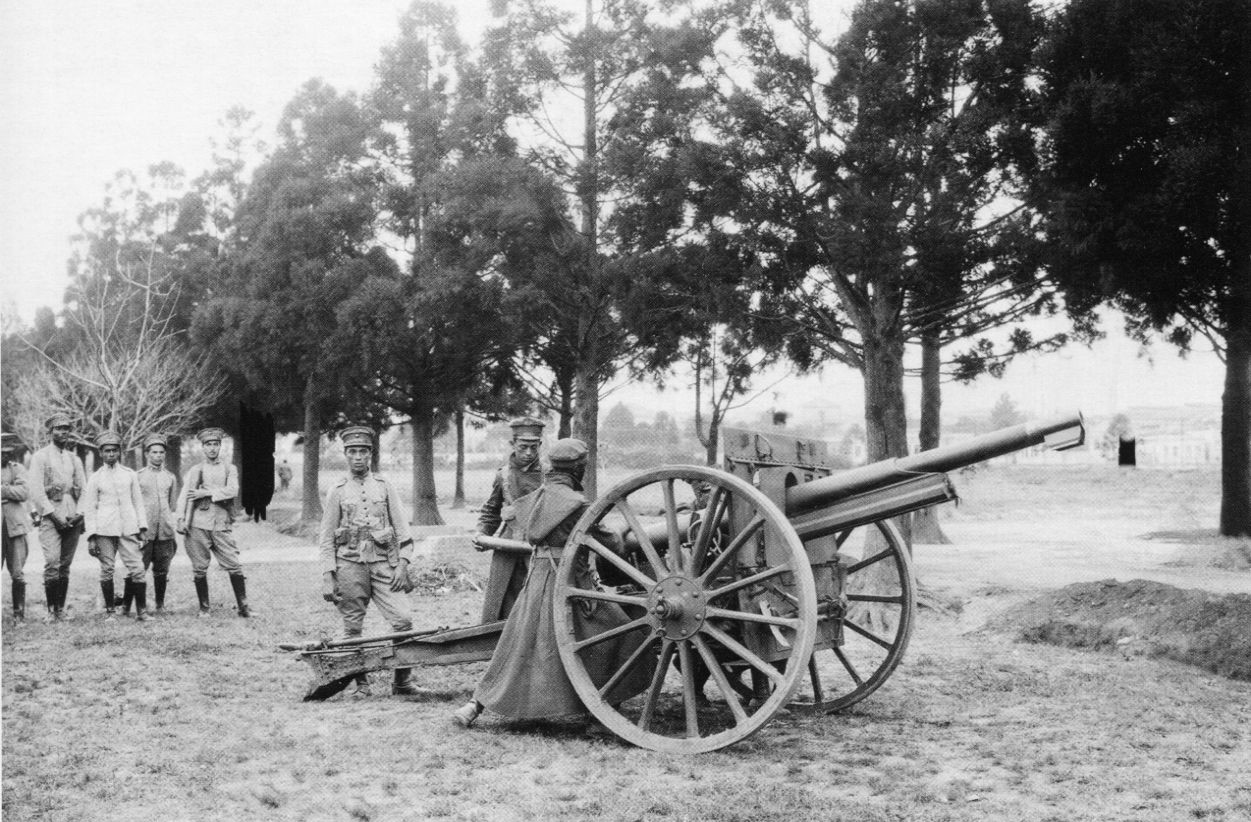
Canhão de 75 mm

A artilharia foi a principal causa de morte do conflito. A vantagem material nesse armamento estava com o governo, que dispunha de canhões numerosos, mais modernos e de maior calibre. Contra cerca de 20 peças Krupp de 75 e 105 milímetros, os legalistas dispunham de mais de uma centena de bocas de fogo da Krupp, Schneider e Saint-Chamond, incluindo canhões de 155 milímetros. A artilharia dos revoltosos não conseguia competir com os canhões legalistas de alcance superior, bem posicionados nas elevações ao redor da cidade.
Em 8 a 9 de julho a artilharia legalista atacou a Luz, onde estava o quartel-general revolucionário, e o Brás. O bombardeio intensificou-se nos dias 10 a 11, atingindo também a Mooca e Belenzinho. Muitos outros bairros foram atingidos ao longo do mês, como a Liberdade, Aclimação, Vila Mariana, Vila Buarque, Campos Elíseos, Paraíso e Ipiranga. Os mais atingidos foram a Luz e os bairros operários do leste, mas os bairros residenciais mais ricos, embora muito menos afetados, não foram poupados. O bombardeio era contínuo, de dia e de noite; em 22 de julho, chegou-se a contar 130 granadas de artilharia disparadas por hora.

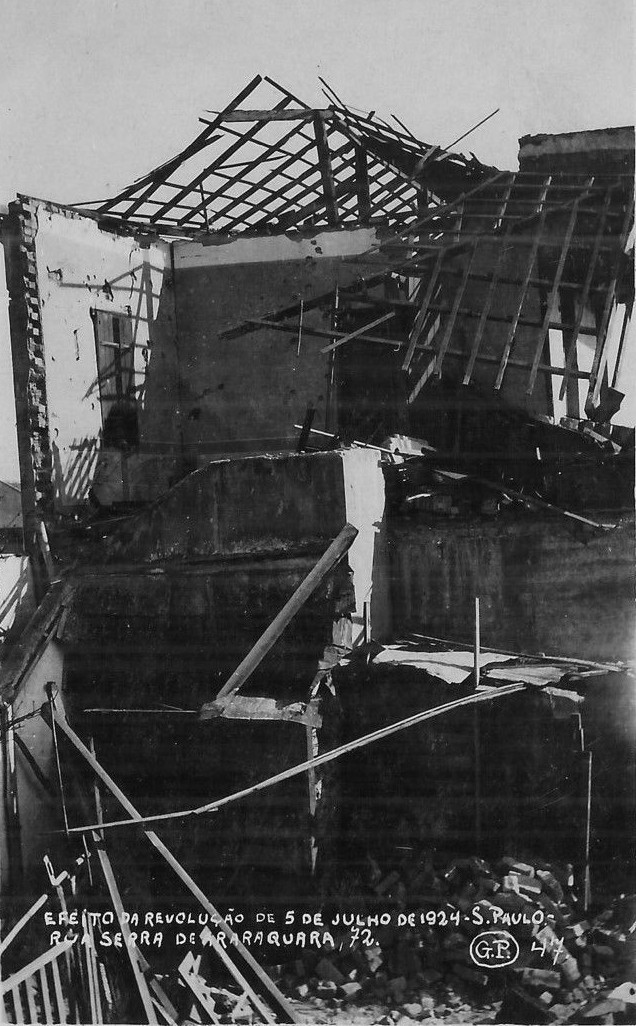
Casa destruída na rua Serra de Araraquara

Atingiram-se áreas densamente povoadas, desprovidas de alvos militares. As granadas desabavam paredes e telhados, dissolvendo o casario. O terror dominava a população, que se refugiava nos porões. Os civis eram a maioria dos mortos. Um caso emblemático foi o Teatro Olympia, no Brás: embora situado a meio quilômetro da trincheira mais próxima, ele foi atingido no dia 15, soterrando dezenas de famílias desabrigadas. O governo pareceu não se importar com os danos colaterais. Os rebeldes também mostraram pouco caso com mortes civis, mas causaram destruição muito menor.
Muitas indústrias foram danificadas, como a Companhia Antarctica Paulista, os Biscoitos Duchen e os Moinhos Gamba. O mais chocante foi o símbolo do poder industrial paulista, o Cotonifício Crespi, que abrigou tropas rebeldes e famílias desabrigadas. Ele foi incendiado até cinco vezes e parcialmente destruído. No dia 22, as colunas de fumaça eram visíveis a quilômetros de distância. Incêndios consumiram vários pontos da cidade, atribuídos tanto ao bombardeio quanto aos saques. O incêndio do Fórum Criminal pode ter sido uma destruição de registros, sem relação com o bombardeio.

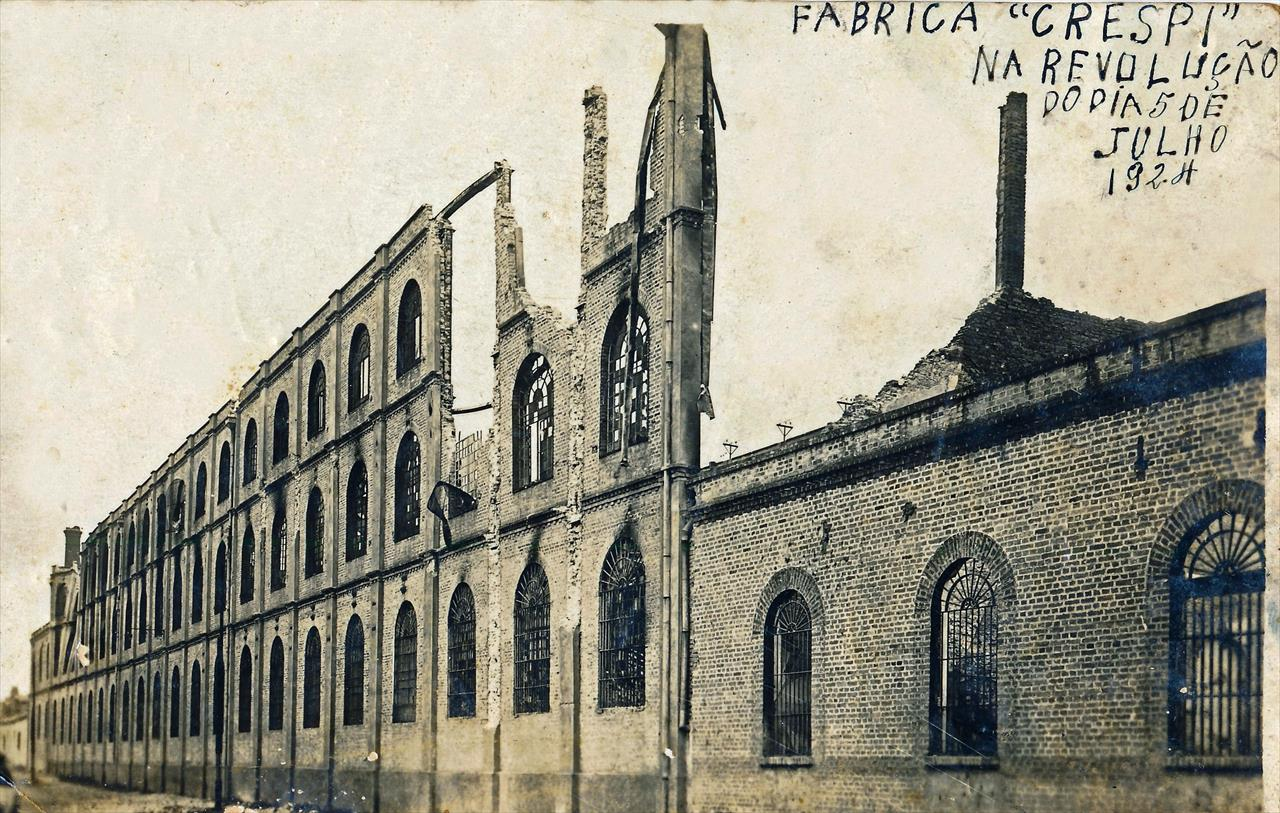
Parede do Cotonifício Crespi

Militarmente, o bombardeio pode ter sido forma de desgastar progressivamente o inimigo e poupar as próprias tropas. Entretanto, ele teve pouco efeito sobre as defesas; Abílio de Noronha avaliou-o como um ataque a esmo, sem regulação e correção de tiro, desobedecendo aos princípios de emprego da artilharia. O ministro da Guerra condenou seus inimigos por “combater sob a proteção moral da população civil”, mas prometeu que não causaria danos materiais inúteis. Carlos de Campos foi mais duro na retórica: “São Paulo prefere ver destruída sua bela capital antes do que destruída a legalidade no Brasil”.
Historiadores discutem o bombardeio como uma violência deliberada à população civil, um “bombardeio terrificante” ou “bombardeio à alemã”. Isto poderia ser uma forma de pressionar os rebeldes a deixarem a cidade, acelerando a capitulação, um retorno aos métodos brutais das guerras de Canudos e do Contestado, e/ou uma punição aos operários por sua associação com os rebeldes, ou pelos saques.
O direito internacional do período condenava o bombardeio indiscriminado, sem consideração pelos civis, como um crime de guerra. Nos anos após a revolta, a legalidade da decisão foi muito debatida entre juristas.

### Êxodo populacional

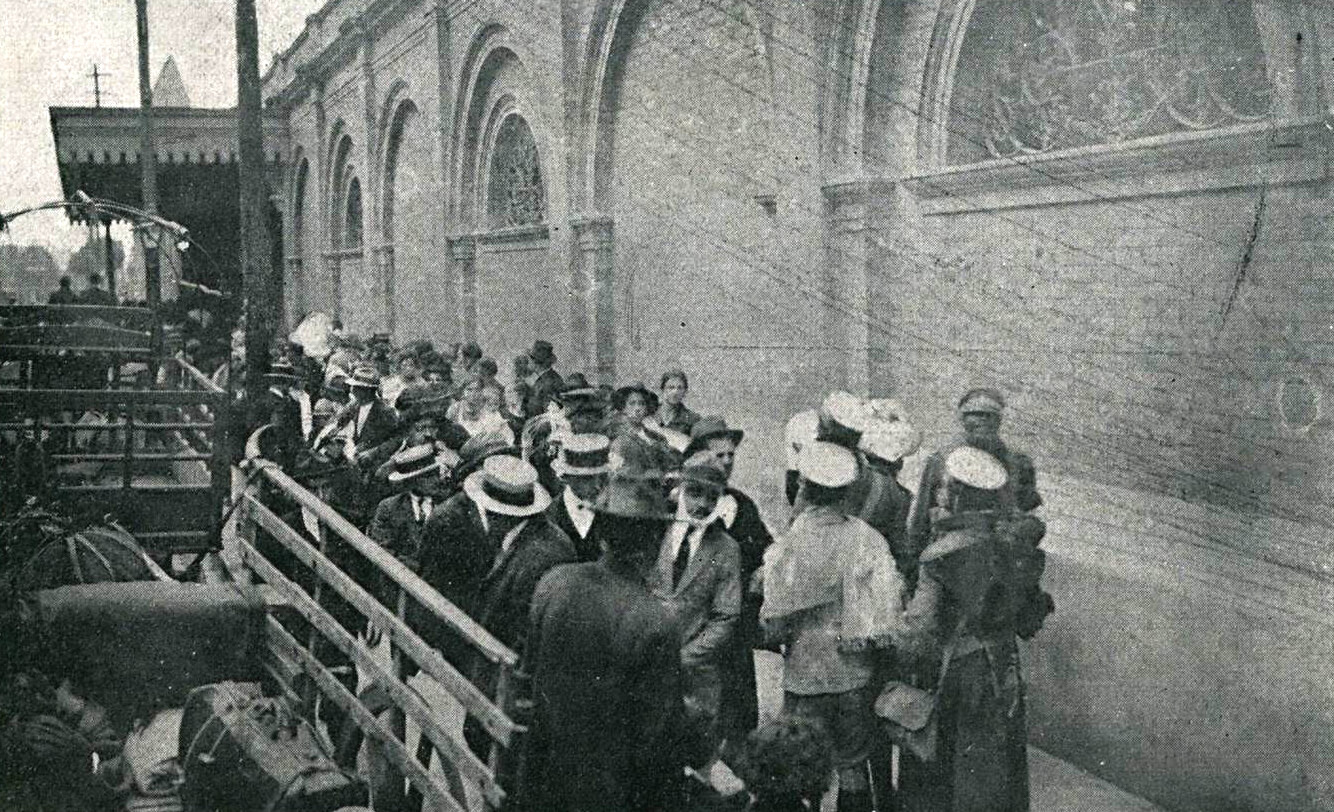
Retorno dos refugiados ao final do conflito

Fugindo da violência, a população, especialmente das regiões mais bombardeadas, deslocou-se em massa a bairros mais distantes do centro, como Casa Verde, Lapa, Perdizes e Santo Amaro, e ao interior. A prefeitura registrou 42 315 pessoas abrigadas em hospitais, escolas, igrejas e outras instituições. Muitos outros desabrigados ficaram em barracões de lona.
257 981 refugiados foram contabilizados pela prefeitura, cerca de um terço dos 700 000 habitantes; existem cifras de até 300 000 refugiados. Comparando à população do município nos anos 2010, com 11 milhões de habitantes, seriam 4 milhões de refugiados. O principal destino era Campinas, com fluxos menores para Jundiaí, Itu, Rio Claro e até municípios mais distantes como Bauru. Os ricos preferiam suas fazendas ou Santos. Cidades como Campinas passaram a ter problemas de abastecimento.
O principal meio de transporte foi a ferrovia, usada por 212 385 refugiados, segundo a prefeitura. As conexões ferroviárias com o interior foram restabelecidas em 12 de julho, mas eram irregulares e arriscadas. Famílias amontoavam-se nas estações da Luz e Sorocabana, e os trens partiam com refugiados pendurados nas grades, do lado de fora dos vagões. Os refugiados saíam de toda forma possível: em automóveis, charretes, carroças ou a pé.

### Relações com a sociedade

#### Elite econômica

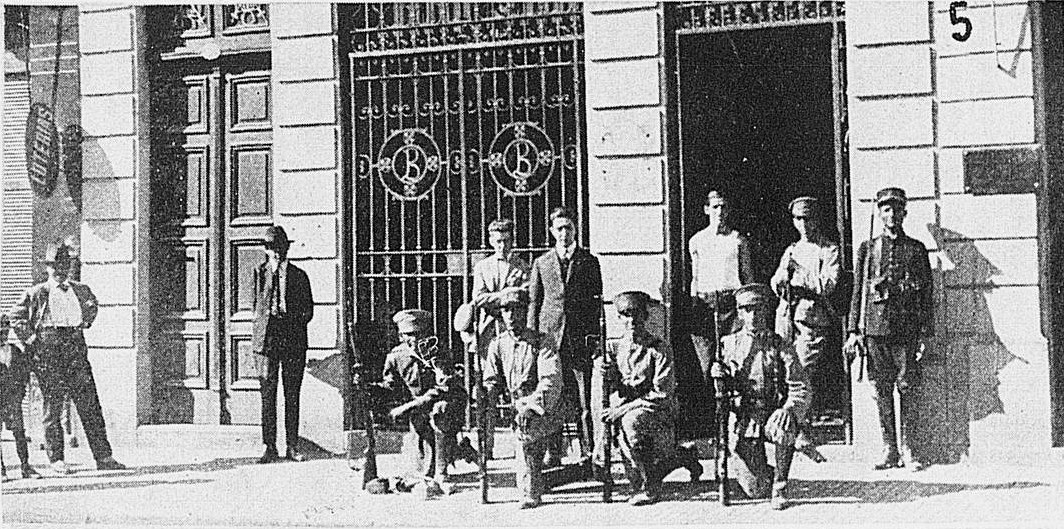
Soldados rebeldes guardam uma sucursal do Banco do Brasil

Os bombardeios, incêndios e saques trouxeram muitos prejuízos à elite econômica paulista, e esta atuou ativamente para defender suas propriedades e evitar o colapso da cidade. Os rebeldes derrubaram o poder político (ou seja, o governador), mas ainda tinham que lidar com o poder econômico — o Centro Industrial, Sociedade Rural, Associação de Bancos e a Associação Comercial. Esta última declarou apoio a Carlos de Campos no início da revolta, mas cooperou com os rebeldes quando eles se tornaram a autoridade real na cidade.
Os saques foram grande fator de atrito entre os rebeldes e os banqueiros, fazendeiros, industriais e comerciantes. Policiar as ruas com soldados que poderiam estar na linha de frente não era de interesse da revolta. Em 10 de julho o general Isidoro compareceu a uma reunião da Associação Comercial, onde foi decidido que a prefeitura organizaria uma Guarda Municipal e uma Comissão de Abastecimento. A Guarda foi organizada com 981 voluntários, entre eles mais de uma centena de alunos da Faculdade de Direito da Universidade de São Paulo, a “Brigada Acadêmica”. Estas medidas atenuaram o problema dos saques.
O poder formal estava com o prefeito, mas as decisões mais importantes passaram a ser tomadas nas reuniões da Associação. Seu presidente, José Carlos de Macedo Soares, desenvolveu uma relação cordial com o general Isidoro e assumiu protagonismo entre os “cidadãos prestantes”. Eram os indivíduos notórios que a Justiça, no processo posterior à revolta, reconheceu por terem prestado “serviços à coletividade, exercendo funções essenciais à manutenção da ordem, na ausência das autoridades legalmente constituídas”. Outro exemplo importante nesse grupo foi Júlio de Mesquita. Ele tinha críticas ao Partido Republicano Paulista, mas a colaboração sua e de outros representantes da elite, muito criticada por elementos mais legalistas como o vice-prefeito Luiz de Queirós, não significava uma adesão à revolta.
Em 11 de julho, a diretoria da Associação de Bancos discutiu com o general Isidoro a prorrogação dos feriados. Não havia rompimento financeiro; as operações financeiras não estavam sob o domínio dos rebeldes, que permitiram aos banqueiros negociar com o governo federal. Os industriais e comerciantes também queriam uma moratória, que consistiria na dilatação dos prazos para saldar os compromissos bancários, mas esta medida só foi concedida após o fim do conflito. A preocupação era a dificuldade de pagamento dos salários aos operários, o que poderia resultar em perturbações. A escassez do dinheiro era suplantada em parte pela circulação de bônus emitidos em nome da revolução.

#### Operários

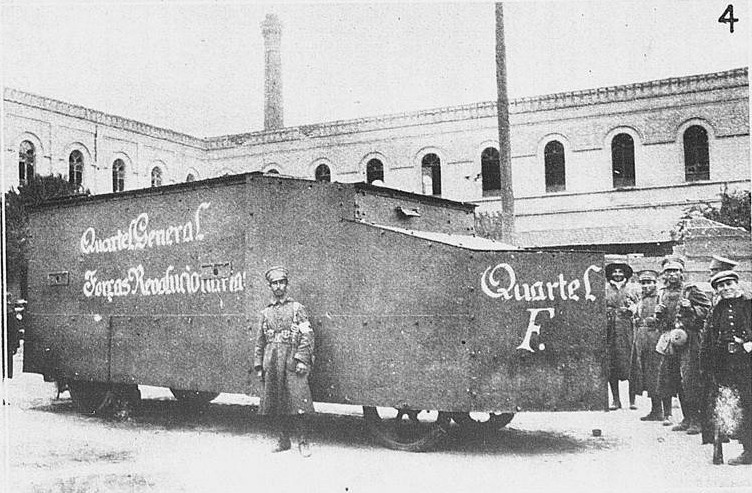
Carro blindado fabricado para os rebeldes

A participação de operários na revolta, sob diversas formas, foi marcante. Pelo menos 102 ferroviários colaboraram com a logística dos rebeldes no interior. Nas oficinas ferroviárias em São Paulo, outros trabalhadores, direcionados por técnicos estrangeiros, improvisaram bombas, granadas, carros blindados e até um trem blindado.
Após 20 de julho, até 750 imigrantes alistaram-se no exército revolucionário, formando três batalhões estrangeiros (alemão, húngaro e italiano). Os voluntários eram em sua maioria operários que haviam perdido o salário devido à paralisação das fábricas. Alguns eram veteranos da Primeira Guerra Mundial, com experiências valiosas para a guerra em São Paulo. Os “mercenários” estrangeiros foram um dos elementos mais polêmicos da revolta; a imprensa legalista tachava-os de ameaça à população brasileira e associava-os à reputação de radicalismo político dos imigrantes.
Em geral, os trabalhadores aderiram de forma improvisada, como simples moradores e não como integrantes de organizações de classe. Alguns comícios convocados por representantes de outras classes tentaram mobilizar esse segmento da população, que, por sua vez, tentou incluir suas pautas nas demandas da revolta. Na sociedade civil organizada, o maior apoio, mesmo que apenas moral, veio de grêmios, sindicatos e associações dominadas pelos anarquistas e socialistas libertários em São Paulo e no Rio de Janeiro. Em 15 de julho, alguns desses militantes pleitearam sua simpatia numa “Moção dos militantes operários ao Comitê das Forças Revolucionárias”, lembrando que o manifesto dos rebeldes havia dado garantias para as reivindicações da população. No Rio de Janeiro, a tipografia de Antônio Canellas, ex-dirigente do Partido Comunista Brasileiro, publicou o jornal pró-revolta O 5 de Julho.

#### Receios de revolução

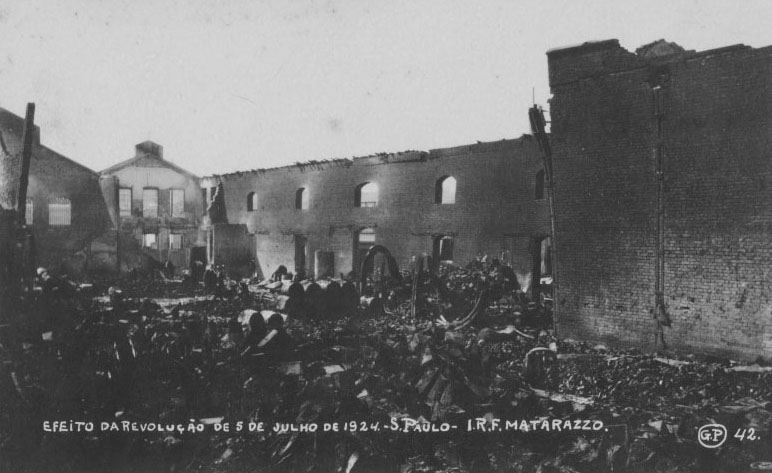
Numa fábrica dos Matarazzo, o “aniquilamento do poder industrial de S. Paulo”, prenunciando uma revolução, segundo José Carlos de Macedo Soares

A guerra piorou as condições de vida dos operários, e o programa político dos tenentistas não oferecia reivindicações como o salário mínimo e a jornada de oito horas. Os anarquistas admitiam não ter a revolução com a qual sonhavam, mas viam potencial revolucionário no processo. Seu objetivo seria “uma revolução o mais nossa que seja possível”, nas palavras do periódico A Plebe, que tratou com otimismo os saques e a fuga da elite “temendo por uma vingança popular”. Os oradores insuflando os saques, e o voluntariado no exército revolucionário, também seriam indícios desse potencial. Em 1925, os comunistas também imaginaram a possibilidade de cooptar a revolução dos tenentistas, mas durante a Revolta Paulista, ainda optavam pela prudência, sem apoiar nem criticar o movimento.
Do outro lado do conflito, a radicalização até uma revolução como a ocorrida na Rússia em 1917 era temida pelo governo federal, ciente do histórico de conflitos operários em São Paulo. Dentro da cidade, a agitação social, e não só os prejuízos imediatos, era o que motivava a Associação Comercial a manter a ordem e minimizar os danos da guerra. Nas palavras de Macedo Soares, “os operários agitam-se já e as aspirações bolchevistas manifestam-se abertamente. Será mais tarde pelos sem trabalho tentada com certeza a subversão da ordem social”.
Por esse motivo, a Associação Comercial e outros representantes da elite cobraram do governo federal a suspensão do bombardeio, e ao mesmo tempo, afastaram a liderança tenentista dos movimentos operários, alertando sobre a subversão e a guerra civil. A cúpula tenentista ficou dividida: o envolvimento de civis abastados era bem-vindo, enquanto o de operários era controverso. Isidoro era mais conservador nesse quesito, e Miguel Costa era menos. Como militares, os tenentistas faziam parte de uma instituição de repressão do Estado, e o envolvimento operário desvirtuava o que eles entendiam como a ordem. Prevaleceu a tendência mais elitista, e o movimento deu mais atenção aos comerciantes e autoridades políticas do que aos representantes operários.
Na almejada “revolução com ordem”, o apoio popular só poderia vir a favor de seu projeto político em específico, ou pelo menos, sem interferir nele. Por isso, recrutar os batalhões estrangeiros não foi um problema, mas quando os anarquistas se ofereceram para formar batalhões autônomos, sem a disciplina e ingerência militares, foram recusados pelo general Isidoro. Segundo o tenentista Nelson Tabajara de Oliveira, “isso desvirtuaria o motivo original do movimento”; “não lhes interessava portanto a presença de esquerdistas nos quadros combatentes, mesmo que viessem reforçar a revolução”. Anteriormente, no planejamento da revolta, os comunistas ofereceram-se para organizar guerrilhas, e foram igualmente rechaçados. Mais tarde em 1924, o comunista Octávio Brandão culpou essa atitude pela derrota, classificando-a como pequeno-burguesa, positivista e de visão especialista estreita.

#### Nível de apoio popular

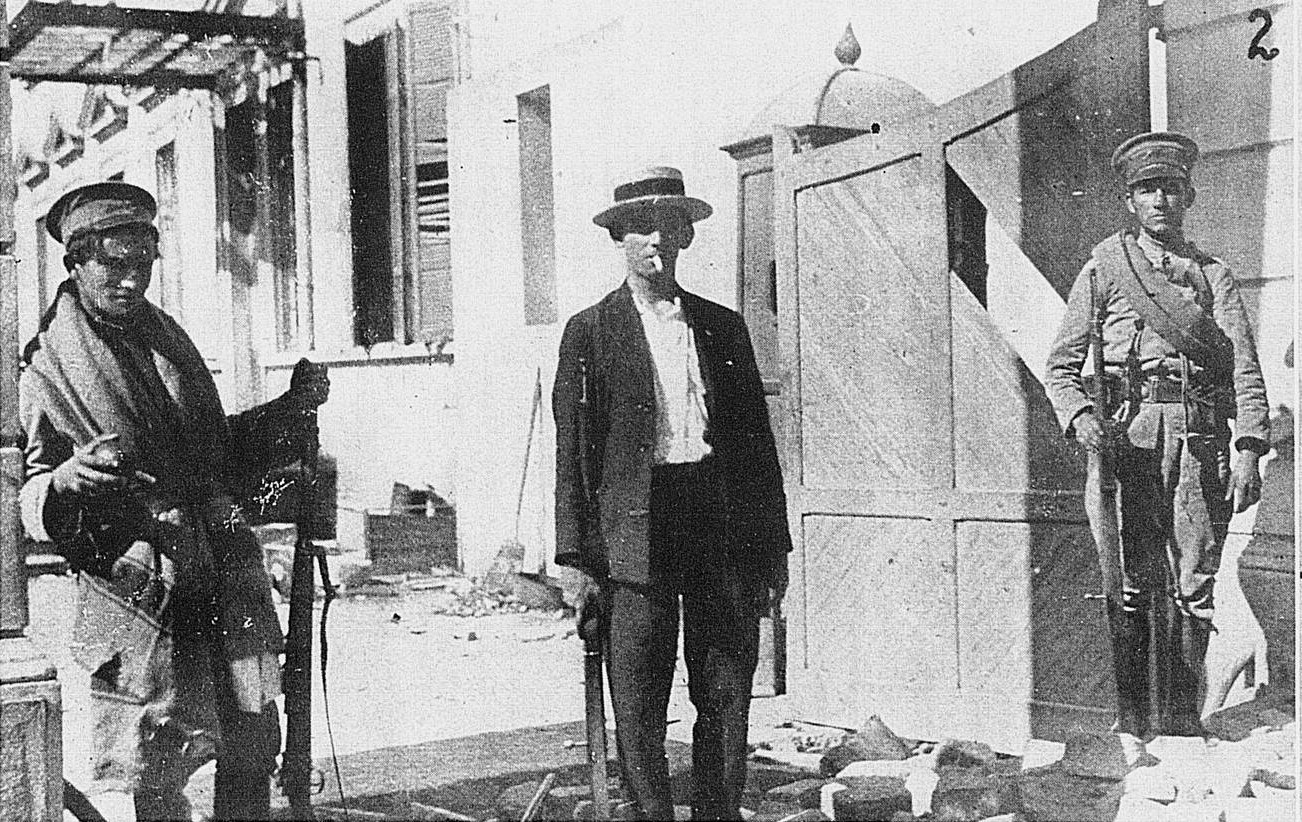
Voluntário à paisana entre dois soldados rebeldes

Constava nos planos da revolta que “o apoio material e sobretudo moral do povo à Revolução é um fator importantíssimo de Vitória”. Embora o tenentismo seja considerado um movimento basicamente militar, o envolvimento civil na revolta foi amplo. Civis foram 61% dos indiciados na Justiça por participação no movimento, contra 29% de militares do Exército e 9% da Força Pública. Entre eles estavam muitos elementos da classe média, como professores, estudantes, comerciários e funcionários.
Afora esses participantes ativos, as opiniões dos observadores foram muito variadas, da aprovação à total condenação. Na literatura secundária, algumas fontes apresentam a reação popular como pouco cooperativa ou entusiasmada, com adesões mínimas. Outras descrevem apoio popular, e até uma crescente participação de massas. Motivos citados para a falta de apoio incluem o próprio desinteresse da liderança em negociar com o proletariado, e a necessidade de requisitar alimentos da população. Para a tese contrária, a revolta atraía todos os setores angustiados com a situação política e econômica, convencendo por afinidades ideológicas e pelo caráter moralizador do movimento. O bombardeio legalista criou antipatia às autoridades federais.
Evidências de apoio estão nas declarações à Justiça após a revolta, e em diversos relatos de fraternização nas trincheiras. Segundo o sapateiro Pedro Catalo, “em qualquer casa que esses soldados pedissem comida, café ou outros favores de emergência, eram atendidos com simpatia a entusiasmo”. Houve até modas de viola caipira exaltando Isidoro.
Em julho, Macedo Soares avaliou que a população “compara com azedume o tratamento generoso que tem recebido dos revolucionários com a desumanidade inútil do ininterrupto bombardeio”. Monteiro Lobato escreveu em agosto que “o estado de espírito do povo brasileiro é de franca revolta”, e a prova disso seria Carlos de Campos: “um governo cai integralmente, derruído em todas as suas peças, e ninguém surge a defendê-lo”. Numa carta aberta ao governador, ele e outros paulistas notórios, incluindo figuras do PRP, alertavam que “o legalismo não existe em privado”, e funcionários públicos, comerciantes, industriais e acadêmicos simpatizavam com a revolução.

### Medidas humanitárias

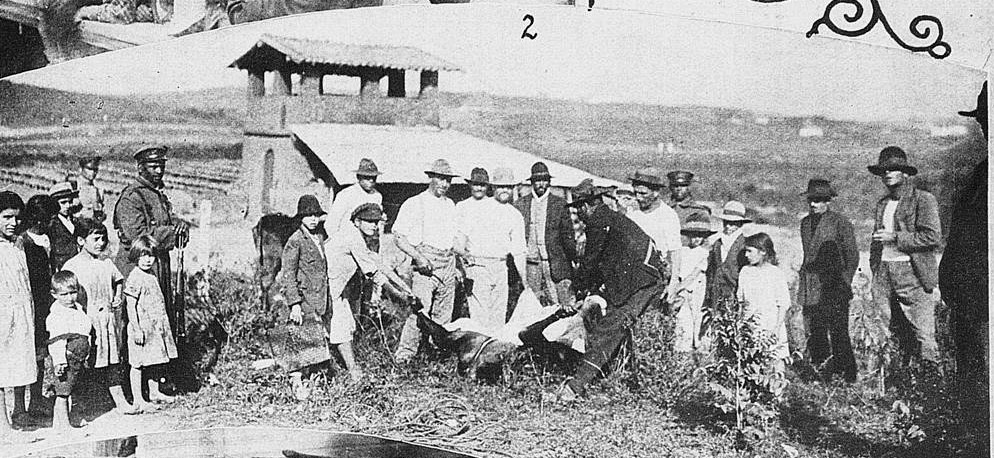
Abate de gado para alimentar as forças legais e a população

A caridade pública garantiu a subsistência de parte da população. Antes mesmo da criação da Comissão de Abastecimento Público, a Cruz Vermelha, a Liga Nacionalista e outras instituições já prestavam serviços à população. A Comissão da prefeitura verificou os estoques de alimentos, combustível e lenha, tabelou os preços e organizou o transporte dos alimentos e da população para áreas mais seguras da cidade. A prefeitura identificou 182 postos de socorro, nos quais foram distribuídas 581 187 refeições. Um representante viajou a Santos, mas o almirante Penido, que comandava a cidade, vetou qualquer compra de alimentos.
Enquanto os incêndios ardiam, o Corpo de Bombeiros estava desmantelado, pois seus integrantes combateram no exército legalista e, após a retirada do governo estadual, haviam deixado a cidade ou ficado como prisioneiros. A pedido de Macedo Soares, o general Isidoro liberou esses prisioneiros, e a prefeitura conseguiu reorganizar o serviço em 25 de julho. O atendimento médico ocorria no Hospital Umberto Primo, Hospital Samaritano e Santa Casa de Misericórdia. O setor de limpeza pública enterrou ou incinerou os animais mortos, enquanto a Diretoria de Higiene da prefeitura organizou os sepultamentos. Os cadáveres coletados na cidade eram empilhados na garagem dos bondes da Vila Mariana, onde dezenas de pessoas inspecionavam cada corpo, à procura de seus familiares desaparecidos. O número de corpos excedia a capacidade de trabalho dos coveiros e a oferta de urnas mortuárias, a ponto de alguns serem enterrados enrolados em lençóis.

## Dimensão nacional do conflito

### Interior de São Paulo

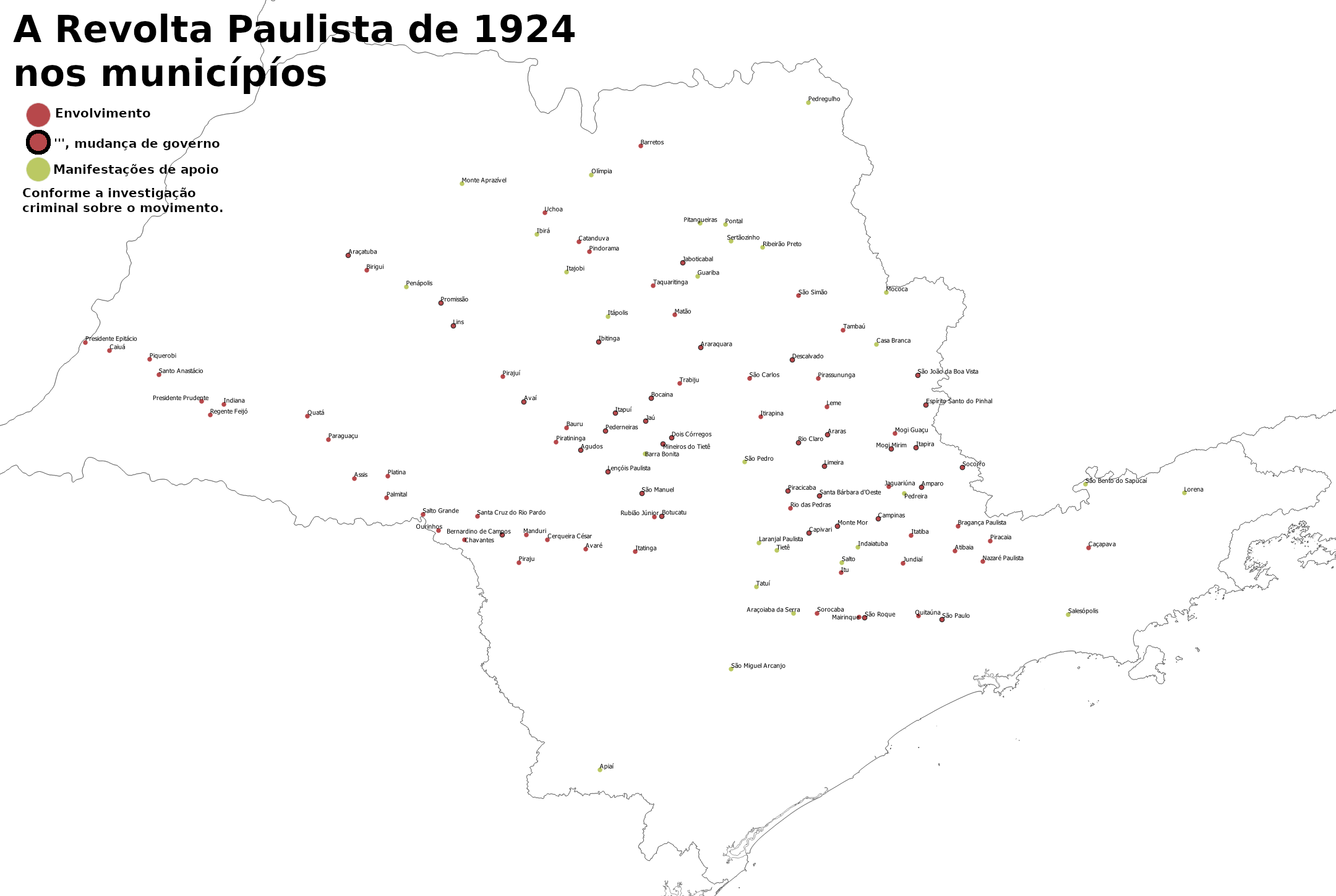
Municípios paulistas com registros de revolta ou apoio à revolta

87 municípios paulistas tiveram registro de revolta, e outros 32, de manifestações de apoio. Dos municípios com revolta, em 21 ela começou pela iniciativa de civis. As elites políticas locais, pertencentes ao Partido Republicano Paulista, tendiam a apoiar o governo, a ponto de organizar batalhões patrióticos para combater a revolta. Mas os municípios eram muito dependentes do poder central, que deixou-os desamparados. A oportunidade foi ótima para dissidentes locais. Os prefeitos e delegados de 35 municípios aderiram à revolta ou foram substituídos por “governadores” nomeados pelos militares.
Em 9 de julho os rebeldes já controlavam Itu, Jundiaí, Rio Claro e Campinas; os três primeiros municípios foram dominados pelas unidades locais do Exército quando aderiram à revolta. Por si só, Campinas já tinha grande valor como entroncamento ferroviário e base econômica. O vereador Álvaro Ribeiro, chefe da oposição municipal, foi nomeado governador da cidade e recebeu autoridade para intervir em outras.

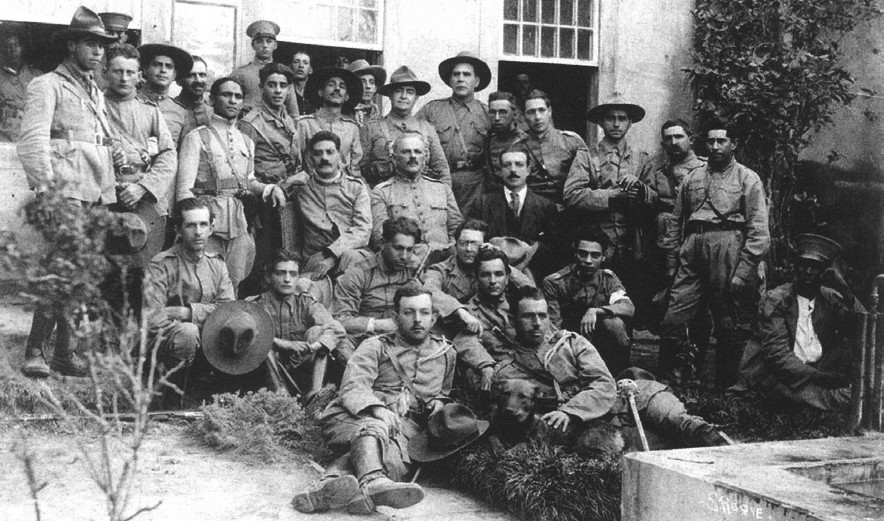
Júlio Prestes (no meio, de terno), um dos legalistas do interior, entre a oficialidade dos batalhões patrióticos

Três brigadas legalistas foram enviadas para cortar a retaguarda da revolta: o general Azevedo Costa veio do Paraná, João Nepomuceno da Costa, de Mato Grosso, e Martins Pereira, de Minas Gerais. Em resposta, em 17–19 de julho o comando revolucionário enviou três destacamentos para as Estradas de Ferro Sorocabana, Mogiana e Paulista e Noroeste. Ao final do mês, os rebeldes ocuparam o triângulo entre São Paulo, Campinas e Sorocaba, além de um cone na direção de Bauru e Araraquara.
O objetivo mais valioso era Bauru, entroncamento ferroviário quase obrigatório na passagem para Mato Grosso, e onde havia também uma forte oposição local. Em 18 de julho a cidade foi ocupada pelo capitão Muniz Guimarães e sua coluna improvisada, composta de voluntários alistados no caminho. Não houve combates desgastantes. 300 soldados da Força Pública poderiam ter defendido a cidade, mas haviam sido mandados embora em meio ao pânico e boatos sobre a saída de Carlos de Campos do centro da capital. A brigada de Mato Grosso, que poderia também ter defendido Bauru, só chegaria no mês seguinte, atrasada pela precariedade da mobilização e as simpatias revolucionárias da oficialidade.

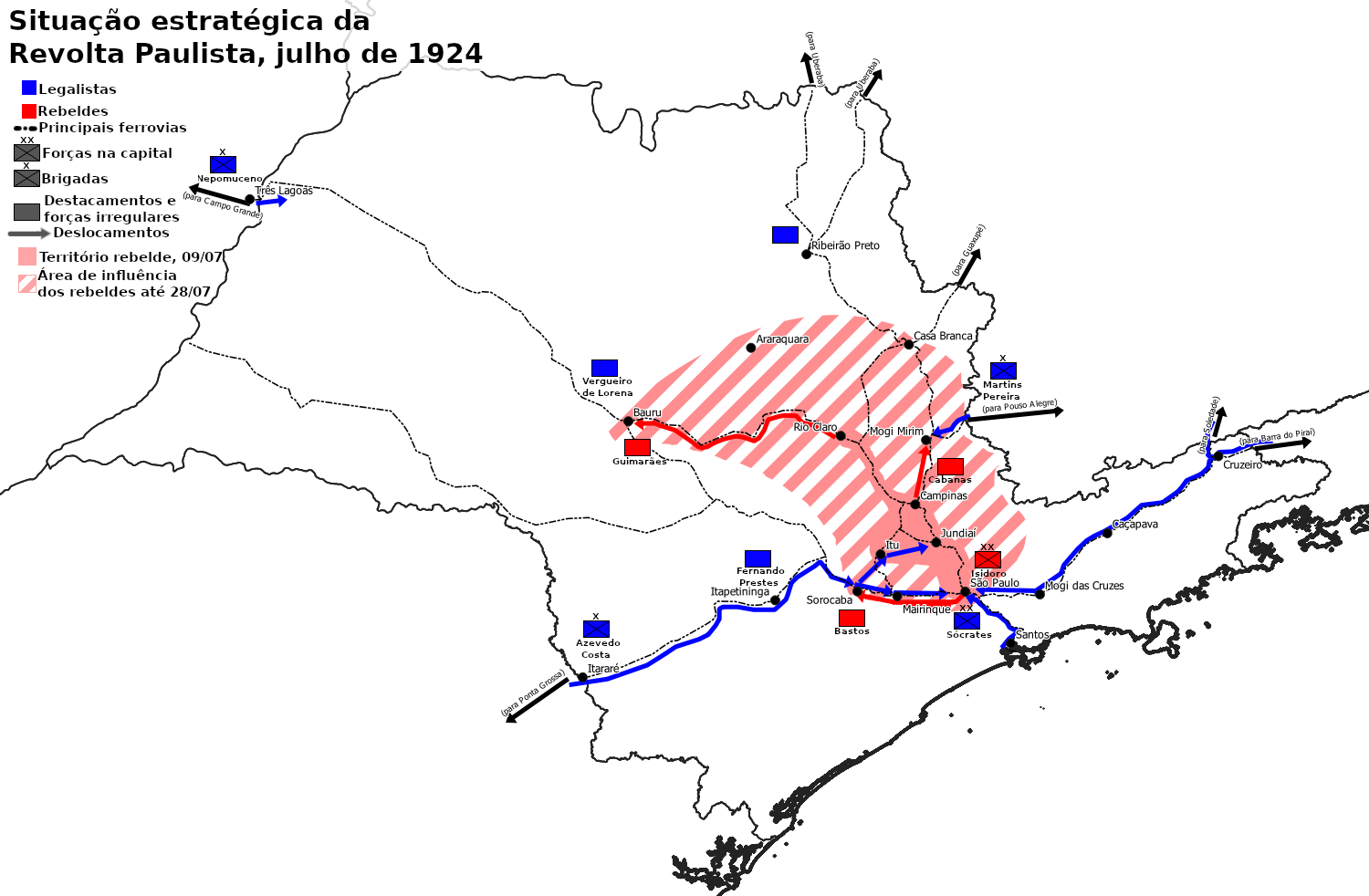
Controle das ferrovias no interior

Na Mogiana, o tenente João Cabanas liderou uma força inicial de 95 homens contra os quase 800 regulares do general Martins Pereira. Mas os legalistas dispersaram demais suas forças e agiram com passividade, enquanto Cabanas tinha uma tropa experiente, que manteve concentrada e em constante movimento, usando a guerra psicológica para enganar o oponente quanto à sua direção e efetivo. Seu contingente, que ganhou o apelido de “Coluna da Morte”, foi vitorioso em Mogi Mirim, no dia 23, e Espírito Santo do Pinhal, no dia 26, frustrando a intenção de Martins Pereira de avançar contra Campinas.
Só na Sorocabana os legalistas foram vitoriosos. O capitão Francisco Bastos deixou os revoltosos numa defesa de posição, dando tempo de sobra para os legalistas se organizarem. O general Azevedo Costa foi reforçado em Itapetininga por três batalhões patrióticos organizados por Fernando Prestes. Em 19 de julho ele organizou a Coluna de Operações do Sul ou Coluna Sul, com a qual enviou uma vanguarda para Itu e outra para São Paulo. A caminho de São Paulo, a segunda vanguarda derrotou uma forte resistência em Pantojo e Mairinque, a 26–27 de julho. ￼

### Levantes paralelos

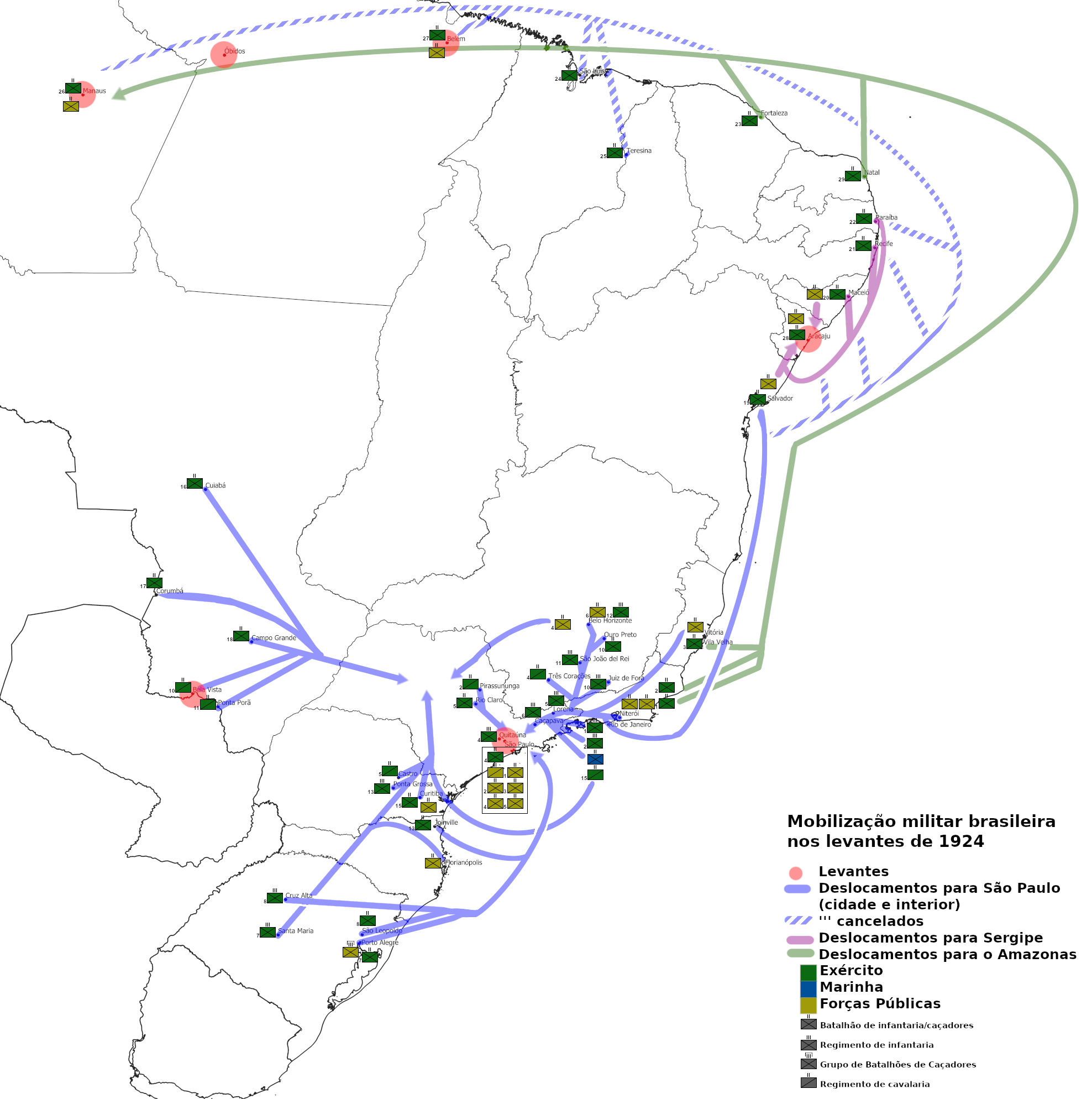
A dimensão nacional dos levantes de 1924 e da mobilização de tropas legalistas

A Revolta Paulista foi o foco propagador de uma série de levantes tenentistas em outras regiões do país, referidos coletivamente como os “levantes de 1924” ou “revoltas de 1924”. Cada um teve suas particularidades. Não se tratavam, porém, das adesões esperadas pelos conspiradores, mas poucos, dispersos e malogrados focos de rebeldia.
Os levantes paralelos eram a forma de desviar os reforços governistas a caminho de São Paulo, aliviando a pressão sobre os revoltosos paulistas. Diversos batalhões de caçadores dos atuais Norte e Nordeste receberam ordens de embarque para o Rio de Janeiro, mas somente o 19.º, de Salvador, chegou a combater em São Paulo. O 20.º, 21.º, 22.º e 28.º, respectivamente de Maceió, Recife, Paraíba (atual João Pessoa) e Aracaju, preparavam-se para o embarque quando o 28.º foi sublevado em 13 de julho, e os demais foram redirecionados para combatê-lo em Sergipe. No mesmo dia, a ordem de embarque do 24.º, 25.º e 26.º, respectivamente de São Luís, Teresina e Belém, foi cancelada. Novos preparativos de embarque foram feitos com o 26.º e o 27.º, de Manaus, mas estes revoltaram-se, respectivamente nos dias 26 e 23 de julho.
O levante paraense falhou rapidamente em combate com a Brigada Militar do Estado. Os levantes sergipano e amazonense foram mais longe do que o paulista, instalando novos governos estaduais. Ambos os movimentos foram derrotados em agosto, após a vitória legalista na cidade de São Paulo. No caso do Amazonas, o governo teve que enviar 2 700 soldados ao Norte, oriundos dos batalhões nordestinos, do Espírito Santo e do Rio de Janeiro. Além de lidar com duas frentes de guerra, na Amazônia e no Sul-Sudeste, o governo, por precaução, teve que manter forças de defesa no Rio de Janeiro, onde estava ancorada a Esquadra e concentrados os efetivos do Exército.
Somente em Mato Grosso os planos da conspiração em São Paulo tiveram resultado concreto. O próprio comandante da 1.ª Brigada Mista, o tenente-coronel Ciro Daltro, pode ter retardado o movimento a São Paulo para beneficiar os rebeldes. Em 12 de julho o 10.º Regimento de Cavalaria Independente, em Bela Vista, entrou em revolta, mas ela foi contida pelos sargentos da unidade.

## Vitória legalista na cidade
Os combates na cidade de São Paulo duraram até a noite de 27 de julho, quando os revoltosos retiraram-se de trem rumo ao interior. Na avaliação de Isidoro, ainda teria sido possível resistir por mais dez ou quinze dias dentro da cidade.

### Últimos combates

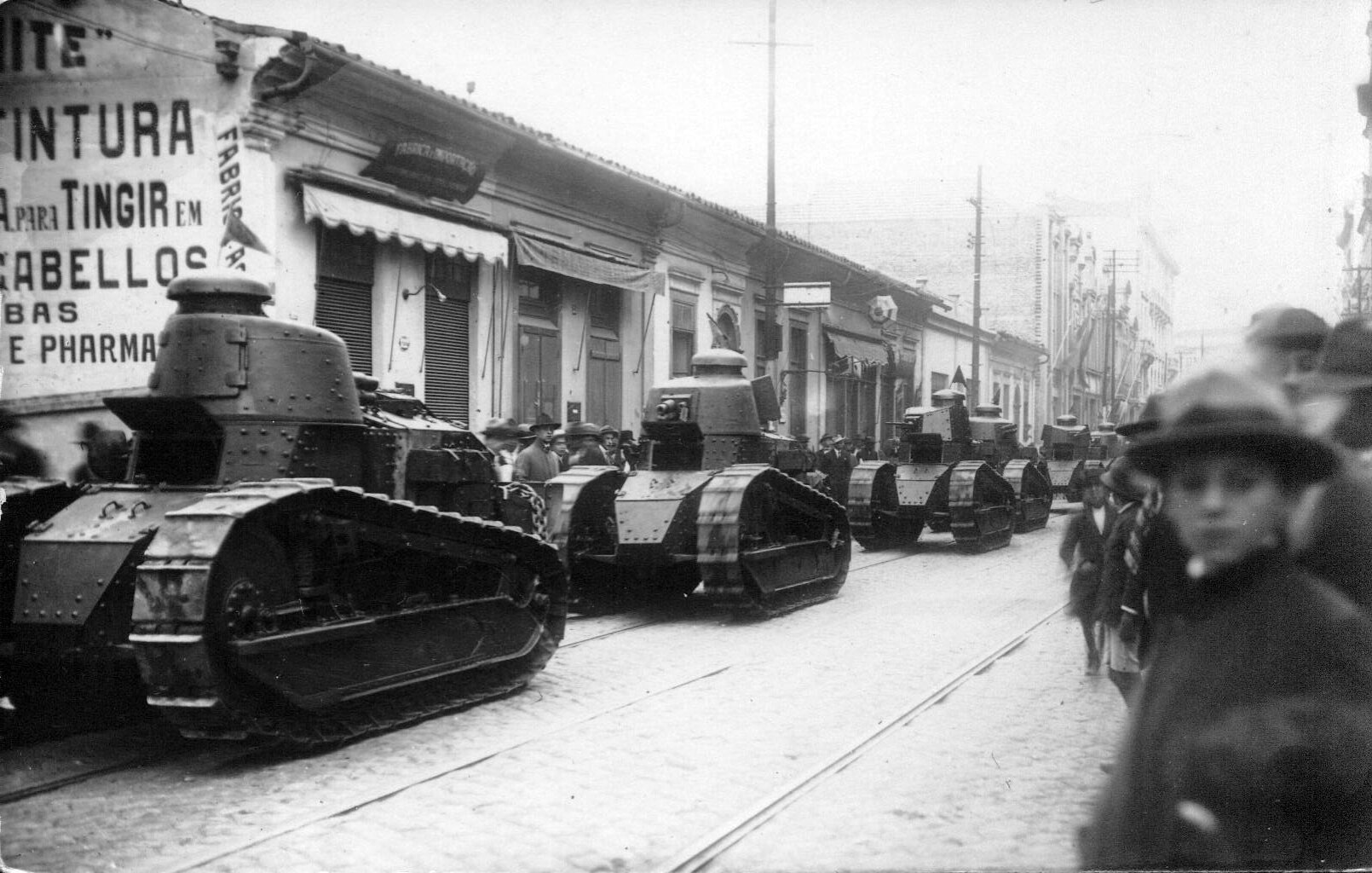
Desfile da Companhia de Carros de Assalto

Cada lado recorria a novidades na tecnologia militar. A Aviação Militar legalista começou a sobrevoar a cidade em 19 de julho. Ela operou pouco, mas seus bombardeios tiveram impacto psicológico. A Aviação Naval ficou com a esquadra em Santos. Os rebeldes usavam aviões civis requisitados, mas somente para reconhecimento e distribuição de propaganda.
A Companhia de Carros de Assalto, com onze Renault FT-17, atacou os rebeldes no Belenzinho a partir do dia 23; há relatos de sucesso inicial, mitigado mais tarde devido à falta de apoio de infantaria para esses carros de combate. A primeira tentativa de fabricar blindados no país ocorreu nas oficinas em território rebelde, mas os dois carros resultantes eram pesados demais para se mover. Houve mais sucesso com um trem blindado, usado em incursões às posições legalistas na Central do Brasil, até que em 26 de julho ele foi descarrilhado por uma emboscada de artilharia. Na São Paulo Railway, a Marinha improvisou uma artilharia ferroviária com canhões dos navios.

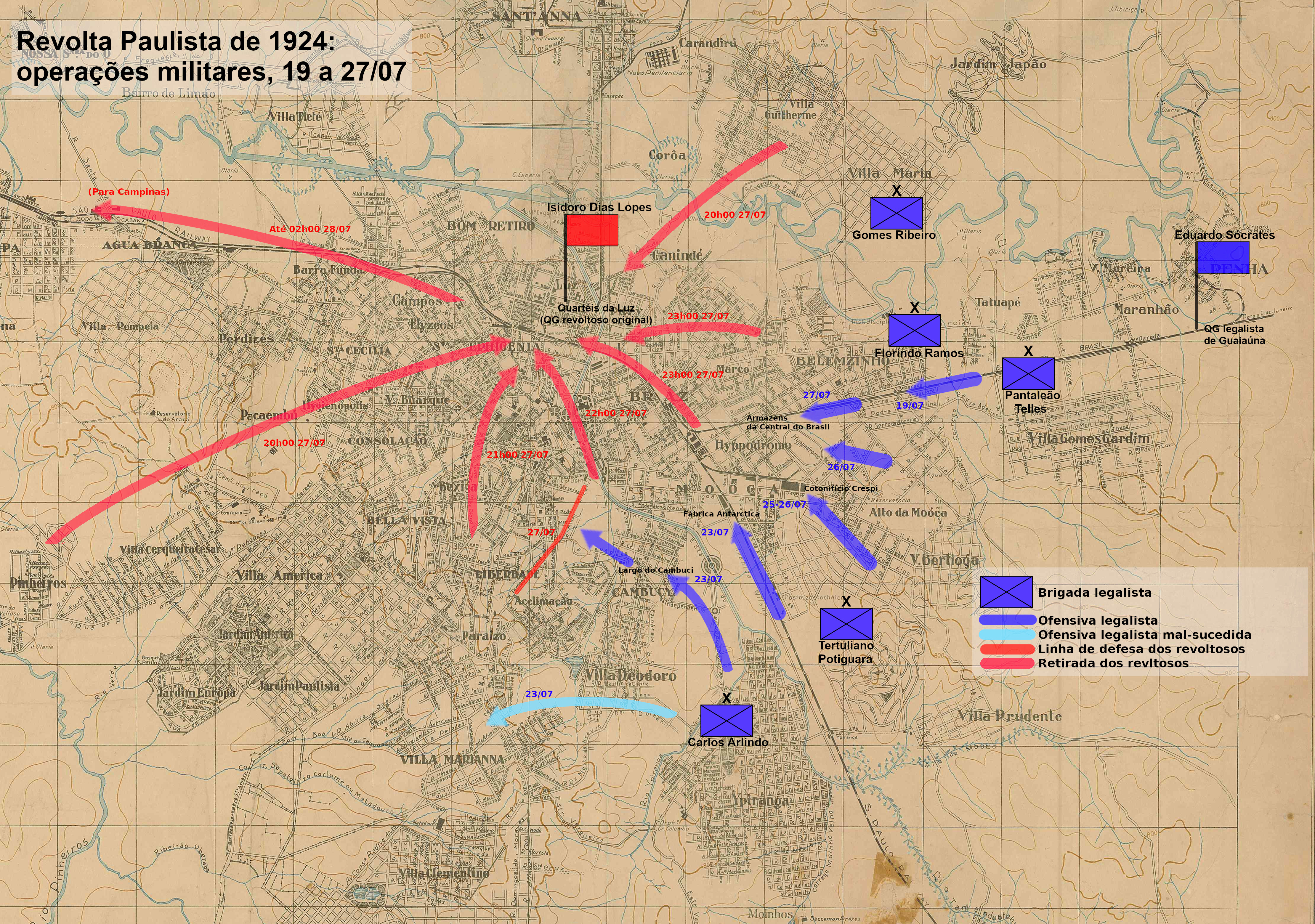
Ofensivas legalistas até a retirada dos rebeldes

Em 23 de julho, após dias de intenso combate, os legalistas conquistaram dois pontos fortes na defesa inimiga, o largo do Cambuci e a Fábrica Antarctica, na Mooca; por outro lado, a ofensiva em Vila Mariana foi derrotada. A ofensiva legalista geral foi retomada em 25 de julho, quando a Brigada Militar do Rio Grande do Sul aproximou-se de outro reduto, o Cotonifício Crespi. No dia seguinte, a Força Pública de Minas Gerais dominou o Hipódromo da Mooca, e no próximo, o armazém da Central do Brasil, já se preparando para ocupar a Estação do Norte. No Brás, Cambuci e Liberdade, os setores defensivos recuavam.
Em 26 de julho, aviões legalistas distribuíram sobre a cidade boletins do Ministério da Guerra instando a população a abandonar a cidade “para se pouparem os efeitos das operações militares, que, dentro em poucos dias, serão executadas”. O clima de pânico aumentou; na interpretação de Macedo Soares, aquilo era “a ameaça de um bombardeio geral, de completa destruição da cidade, indistinto, sem tréguas, sobre a zona edificada”. Pior ainda, para ele, os 400 000 habitantes restantes na cidade não tinham como se retirar.

### Tentativas de negociação
Desde o início do bombardeio legalista, instituições assistenciais, representantes dos comerciantes e industriais e diplomatas estrangeiros tentaram negociar um cessar-fogo. Essa intervenção tinha motivos humanitários e, igualmente, interesses em jogo. Em 12 de julho, Macedo Soares, Júlio Mesquita, Dom Duarte Leopoldo e Silva, arcebispo de São Paulo, e Vergueiro Steidel, presidente da Liga Nacionalista, enviaram o seguinte telegrama ao Presidente da República:

Pedimos a Vossa Excelência intervenção caridosa para fazer cessar bombardeio contra a inerme cidade de S. Paulo, uma vez que as forças revolucionárias se comprometam a não usar seus canhões em prejuízo da cidade. A comissão não tem intuito algum político mas exclusivamente a compaixão pela população paulista.

O ministro da Guerra Setembrino de Carvalho respondeu que os danos morais da revolta eram muito piores do que os danos materiais à cidade. Ele propôs que os rebeldes poupassem a população, deixando a cidade para combater em campo aberto. Outra resposta veio do general Sócrates, quando solicitado pelos cônsules de Portugal, Itália e Espanha: ele pouparia as áreas civis, contanto que os rebeldes indicassem onde estavam suas tropas.
Em 16 de julho Macedo Soares comunicou-se com o general Noronha, prisioneiro dos rebeldes, para que intercedesse junto ao presidente. O general concordou em ser um intermediário para um armistício e no dia seguinte leu as demandas de Isidoro. A primeira: “entrega imediata do Governo da União a um Governo provisório composto de nomes nacionais de reconhecida probidade e da confiança dos revolucionários. Exemplo: Dr. Venceslau Brás”. Noronha não quis mais saber; a renúncia de Artur Bernardes, nessas condições, seria para ele um “golpe na soberania nacional pelo gume das baionetas”.
Numa nova proposta em 27 de julho, os rebeldes, já prestes a ser derrotados, tinham uma única demanda, a anistia para os revoltosos de 1922 e 1924. Macedo Soares redigiu uma carta ao general Sócrates, argumentando que “a vitória de qualquer das partes combatentes, se não for imediata, não mais salvará o Estado de S. Paulo e, portanto, o Brasil, da mais desoladora ruína”. Para ele, o perigo de agitação social era mais sério do que a rebelião militar, e assim, ele solicitou um armistício de 48 horas para que Abílio de Noronha pudesse parlamentar. O jornalista Paulo Duarte entregou a carta em Guaiaúna, onde foi lida por Carlos de Campos. O governador, irritado, acusou os negociadores de fazer causa comum com os revoltosos e prometeu aumentar os bombardeios.

### Retirada dos rebeldes da cidade

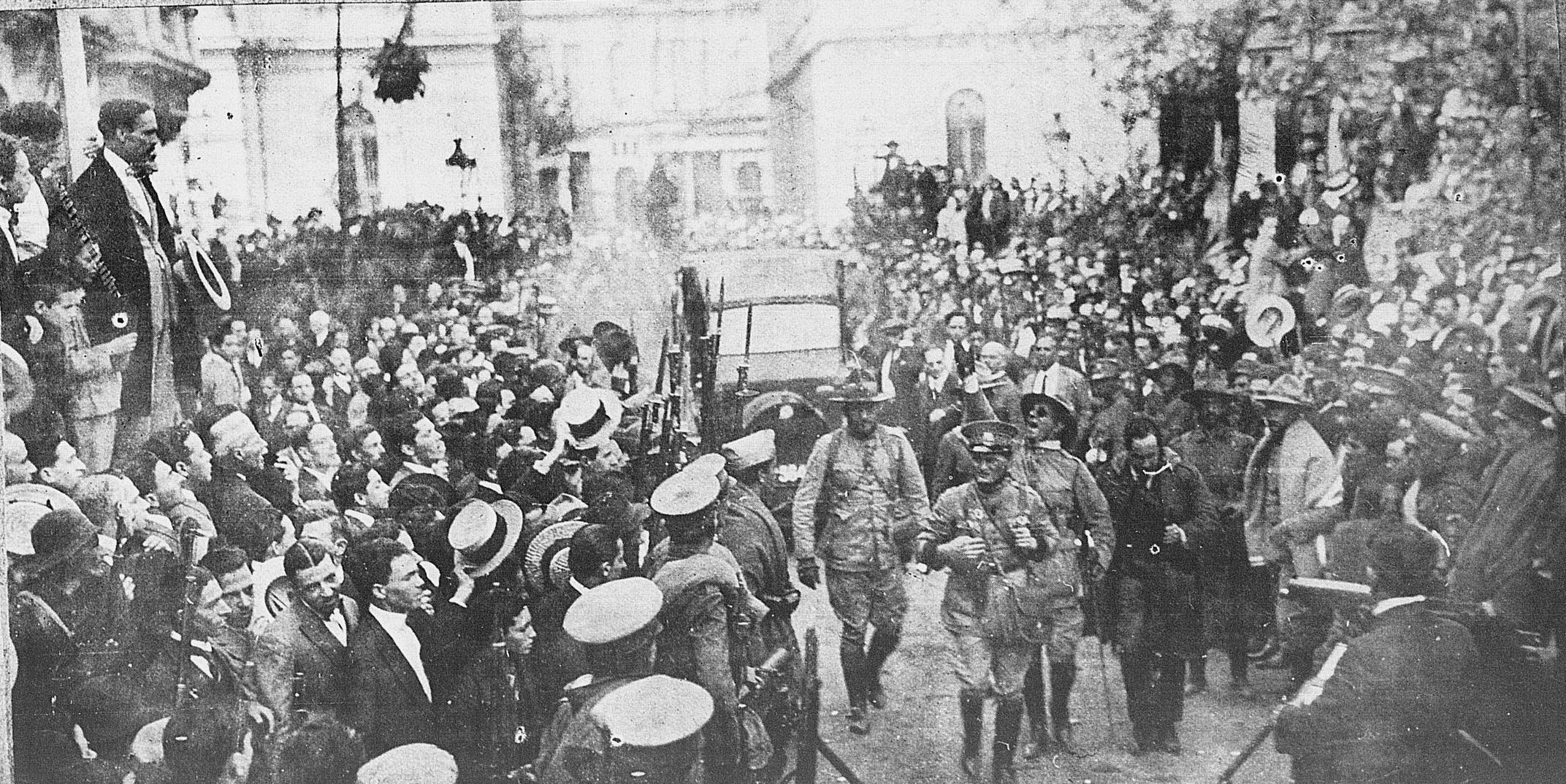
O general Potiguara chega ao Palácio do Governo

Em 27 de julho o alto comando revolucionário tomou uma decisão imprevista, mas que parecia a única forma de prolongar o movimento: retirar o exército de São Paulo, travando uma guerra de movimento no interior. A única estrada para Campinas estava prestes a ser cortada, o que prenderia o movimento dentro da capital. E a luta na capital só resultaria na destruição de si mesmos e da população. As negociações foram um fracasso, e a única possibilidade de vitória seria com a eclosão de levantes no Rio de Janeiro e Minas Gerais. Os combatentes estavam desgastados, muitos deles feridos; existem relatos contraditórios sobre o moral da tropa.
A pressão da divisão legalista deveria fixar os rebeldes em combate, impedindo uma retirada, que é uma operação militar trabalhosa e arriscada. O embarque do material bélico começou às 14h00, mas a tropa retirou-se à noite, e os legalistas não tinham patrulhas noturnas ou contato com a infantaria inimiga. O exército revolucionário escapou praticamente intacto, com todos os seus suprimentos; somente alguns elementos do destacamento sul ficaram para trás. Os legalistas só perceberam a retirada na manhã de 28 de julho. Em Jundiaí, a Coluna Sul cortou a estrada para Campinas ao meio-dia, mas às 07h00 o último comboio já havia passado por Itirapina. Um dia de diferença teria impedido a fuga. Os retirantes seguiam na direção de Mato Grosso, onde se esperava reforçar o movimento com os simpatizantes locais, descer ao Paraná ou, na pior das hipóteses, exilar-se no Paraguai ou Bolívia. Era a única direção viável: Minas Gerais era contrária às ideias revolucionárias e os legalistas dominavam o sul de São Paulo.

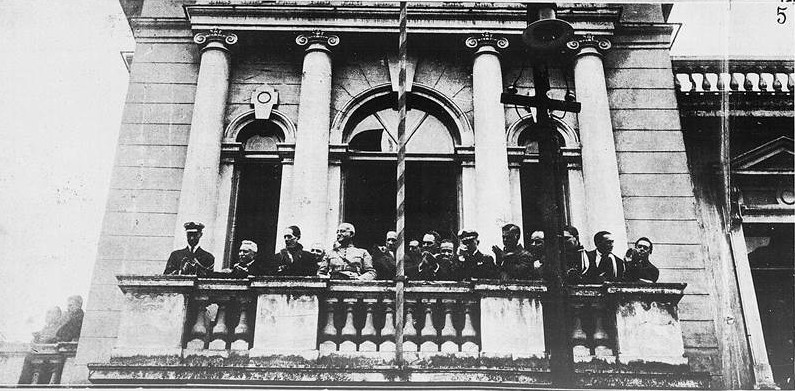
Eduardo Sócrates, Carlos de Campos e outras autoridades na sacada do Palácio dos Campos Elíseos

Às 10h da manhã do dia 28, Carlos de Campos reassumiu seu gabinete no Palácio dos Campos Elíseos. A desocupação da cidade foi celebrada com pompa e desfiles militares pelas ruas do centro. Segundo Macedo Soares, a população recepcionou-os com frieza; Monteiro Lobato comparou os desfiles dos legalistas com o “exército alemão entrando em Paris”. Vários jornais criticaram o comportamento dos soldados durante a reocupação, e a imprensa anarquista acusou a ocorrência de estupros. Há relatos de saques às lojas comerciais pelos soldados das Forças Públicas fluminense e mineira. Por essas acusações, a Força Pública de Minas Gerais expulsou 17 praças, mas incorporou-os novamente quando um inquérito concluiu pela sua inocência ou inculpabilidade.
Ao início de agosto, as indústrias e serviços estavam de volta à atividade, numerosos operários limpavam os escombros e os prédios danificados eram reconstruídos. Escoteiros procuravam cadáveres enterrados em quintais, praças e jardins, e famílias do interior, por curiosidade, visitavam as trincheiras abandonadas.

## Continuidade do movimento
Os revoltosos de 1924 foram muito mais longe que os de 1922, e os movimentos iniciados em 1924 arrastaram-se até 1927, como parte da Coluna Miguel Costa-Prestes. A fuga para o interior afastou os tenentistas do Rio de Janeiro, que nunca conseguiram ameaçar.

### De São Paulo ao rio Paraná

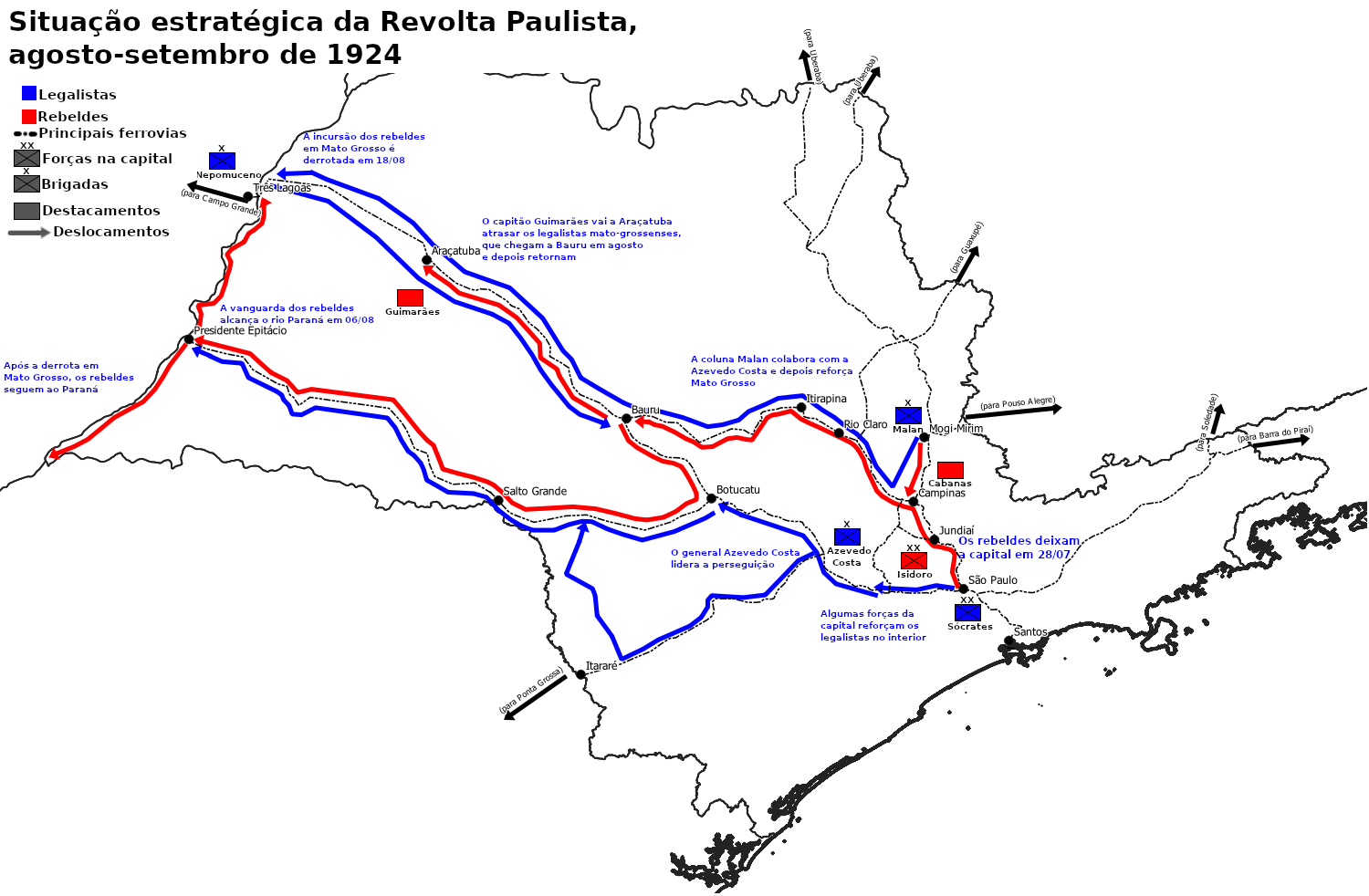
Mapa da retirada

O exército revolucionário chegou a Bauru em 28 de julho, onde foi reorganizado em três brigadas comandadas por Bernardo de Araújo Padilha, Olinto Mesquita de Vasconcelos e Miguel Costa. A passagem da Estrada de Ferro Noroeste para Mato Grosso, em Três Lagoas, já estava barrada pelos legalistas, deixando como única opção o ramal da Sorocabana que, passando por Botucatu, conduzia a Presidente Epitácio. Um destacamento foi enviado a Araçatuba, na Noroeste, para atrasar a brigada mato-grossense. Três dias de combates de retaguarda em Botucatu e São Manuel garantiram o escoamento do grosso do exército revolucionário.
A vanguarda rebelde parou em Assis em 5 de agosto, quando uma solenidade comemorou um mês do movimento e foi editado o jornal O Libertador. No dia seguinte ela ocupou Porto Tibiriçá, em Presidente Epitácio, às margens do rio Paraná. As ações da retaguarda ainda demorariam 42 dias ao longo dos 1 200 quilômetros de estrada, na qual ainda se travaram diversos combates contra as colunas legalistas de perseguição, notavelmente em Santo Anastácio. Esta missão coube à “Coluna da Morte”, que sistematicamente destruiu a infraestrutura ferroviária no caminho para atrasar o avanço legalista. Isto era uma necessidade militar, mas criou polêmica na imprensa. João Cabanas tornou-se famoso e infame, acusado de inúmeras depredações, ameaças e assassinatos no inquérito policial do movimento. Cabanas, em seus escritos, orgulhou-se do terror que seu nome criava nos oponentes, mas afirmou ter punido duramente, até com fuzilamentos, a criminalidade entre os soldados.
Às margens do Paraná, o comando revolucionário dividiu-se sobre a estratégia: o coronel João Francisco queria desde já descer o rio e, no oeste paranaense, conectar-se com oficiais comprometidos com o movimento no Rio Grande do Sul. Isidoro preferiu subir a Três Lagoas e invadir Mato Grosso. Fundar-se-ia um “Estado Livre da Brasilândia”, financiado pelas tarifas de exportação da erva-mate. Facilmente defendidos pelo rio Paraná, os revoltosos teriam tempo para recompor suas forças e reconquistar São Paulo, ou ao menos obrigar o governo a negociar.
De 8 a 18 de agosto, sucessivas expedições subiram o rio para ocupar Três Lagoas, na margem mato-grossense. A cidade estava melhor defendida do que esperavam: os legalistas mato-grossenses haviam retirado as tropas enviadas a Bauru para defender seu próprio território, e foram reforçados pelo coronel Malan d'Angrogne e sua coluna vinda de Minas Gerais. A última expedição, liderada por Juarez Távora, foi derrotada ao sul de Três Lagoas, no que já foi chamado de batalha mais sangrenta da Revolta Paulista. A única boa notícia era que os legalistas haviam concentrado forças demais para norte, e o caminho ao Paraná estava aberto.

### Ligação com os rebeldes gaúchos
A vanguarda adentrou o território paranaense na localidade de São José, em 31 de agosto. Quando os legalistas reocuparam Porto Tibiriçá, em 10 de setembro, todos os revoltosos já haviam embarcado e descido o rio. Esta região era escassamente povoada e conectada, a ponto de inicialmente o governo não saber onde estavam os oponentes. A travessia foi lenta; em setembro a vanguarda alcançou Foz do Iguaçu, enquanto a retaguarda ainda estava entre as margens mato-grossense e paulista. João Cabanas assim descreveu o estado moral após a saída de Porto Tibiriçá:
Tive a intuição de que chegáramos ao início do fracasso, e que íamos entrar no regime das guerrilhas, último recurso das revoluções não vitoriosas no seu primeiro ímpeto. De fato, podíamos manter bem alto no seio daquela natureza exuberante o estandarte da revolução durante meses. Mas, depois apareceriam o cansaço e o esfriamento do entusiasmo, pela monotonia dos dias que iam se sucedendo. Uma esperança ainda brilhava no meio destas cogitações dolorosas, fortalecendo o moral: o cumprimento das promessas do levante de guarnições militares de vários estados.

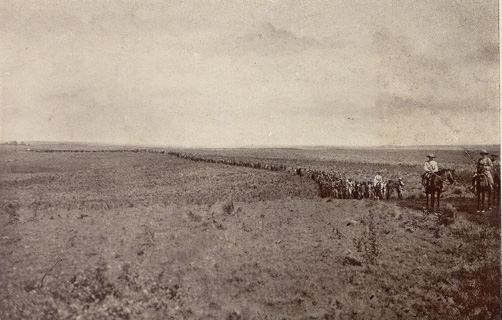
Rendição de remanescentes da Revolta Paulista em Catanduvas, Paraná

Novas revoltas estouraram em outubro e novembro no encouraçado São Paulo e nas guarnições do Rio Grande do Sul, ambas as quais foram derrotadas. Os remanescentes da revolta gaúcha, liderados por Luís Carlos Prestes, começaram uma trajetória a norte para alcançar o território rebelde no Paraná, compreendido entre os rios Paraná, Piquiri e Iguaçu. A campanha do Paraná tornou-se uma guerra de trincheiras na região de Catanduvas, marcada por dificuldades logísticas e de movimento e doenças que mataram muito mais do que os ferimentos em combate. Sem reforços e qualquer reabastecimento regular, os revoltosos foram esgotados pela tropa numerosa do general Cândido Rondon.
No final de março de 1925, os últimos defensores de Catanduvas se renderam à ofensiva legalista. Os demais “paulistas” recuaram em direção ao rio Paraná e se uniram aos revoltosos gaúchos que finalmente chegavam ao Paraná. A 1.ª Divisão Revolucionária, formada nessa junção, ficou conhecida como a “Coluna Miguel Costa-Prestes”. O general Isidoro seguiu ao exílio, devido à sua avançada idade, enquanto a divisão escapou do cerco adentrando o território paraguaio e retornando ao Brasil por Mato Grosso. Esta Coluna prolongou a revolta até 1927, percorrendo 36 000 quilômetros do território nacional.

## Consequências

### Danos materiais e humanos

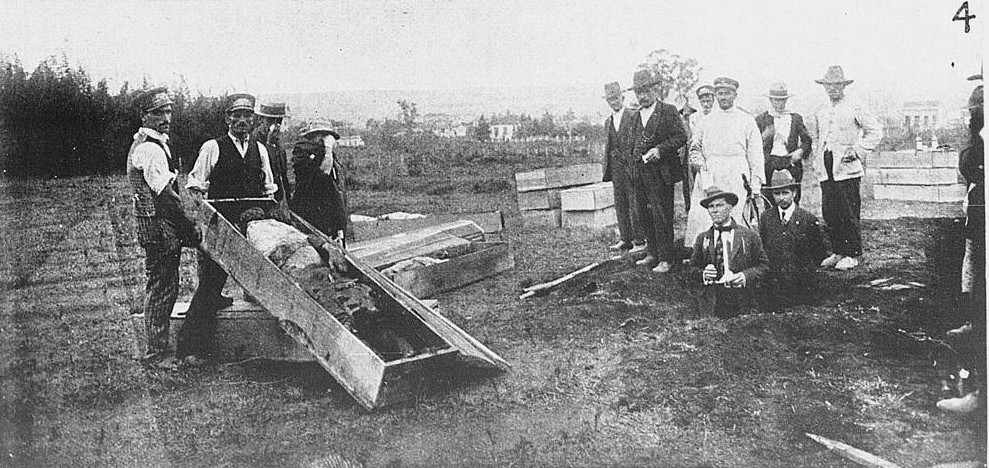
Exumação de cadáveres para levá-los ao cemitério

Pelo número de mortes, o conflito já foi chamado de “maior massacre urbano realizado durante os governos republicanos”. O relatório da prefeitura contabilizou 503 mortos e 4 846 feridos com o conflito. Esses números são até hoje contestados; por algumas fontes, seriam 800 mortos e 5 000 feridos. Agências internacionais estimaram mil mortos. Pelo registro da Santa Casa, teriam sido 723 civis mortos; o conflito teria chegado a uma média de 30 mortos e 100 feridos por dia. A contagem da prefeitura não inclui as baixas fora da cidade e provavelmente omitiu grandes números de cadáveres sepultados fora dos cemitérios. Em 29 de julho, um jornal relatou centenas de mortos encontrados em terrenos no Belenzinho e Mooca, e em agosto, outro mencionou 500 corpos nos entornos da cidade. Artur Bernardes é acusado de ter mandado suspender a contagem.
Os legalistas são acusados de fuzilamentos sumários e sepultamento em covas coletivas. Abílio de Noronha menciona essas acusações a respeito de um dos generais de brigada, mas defende o general Sócrates, dizendo que, se ocorreram, não tiveram sua aprovação. Um caso conhecido é o fuzilamento pela Força Pública de Minas Gerais de três civis acusados de espionagem; suas famílias estavam refugiadas sob as arquibancadas do Hipódromo da Mooca.
A Força Pública de Minas Gerais registrou seis mortos e sete feridos nos combates na capital, dois mortos e cinco feridos em Espírito Santo do Pinhal e três mortos e sete feridos em Três Lagoas. Antes de 10 de julho, a Marinha teve 83 mortos, feridos e extraviados. A Brigada Militar do Rio Grande do Sul contabilizou 26 mortos e 30 feridos em todas as suas operações no estado de São Paulo.

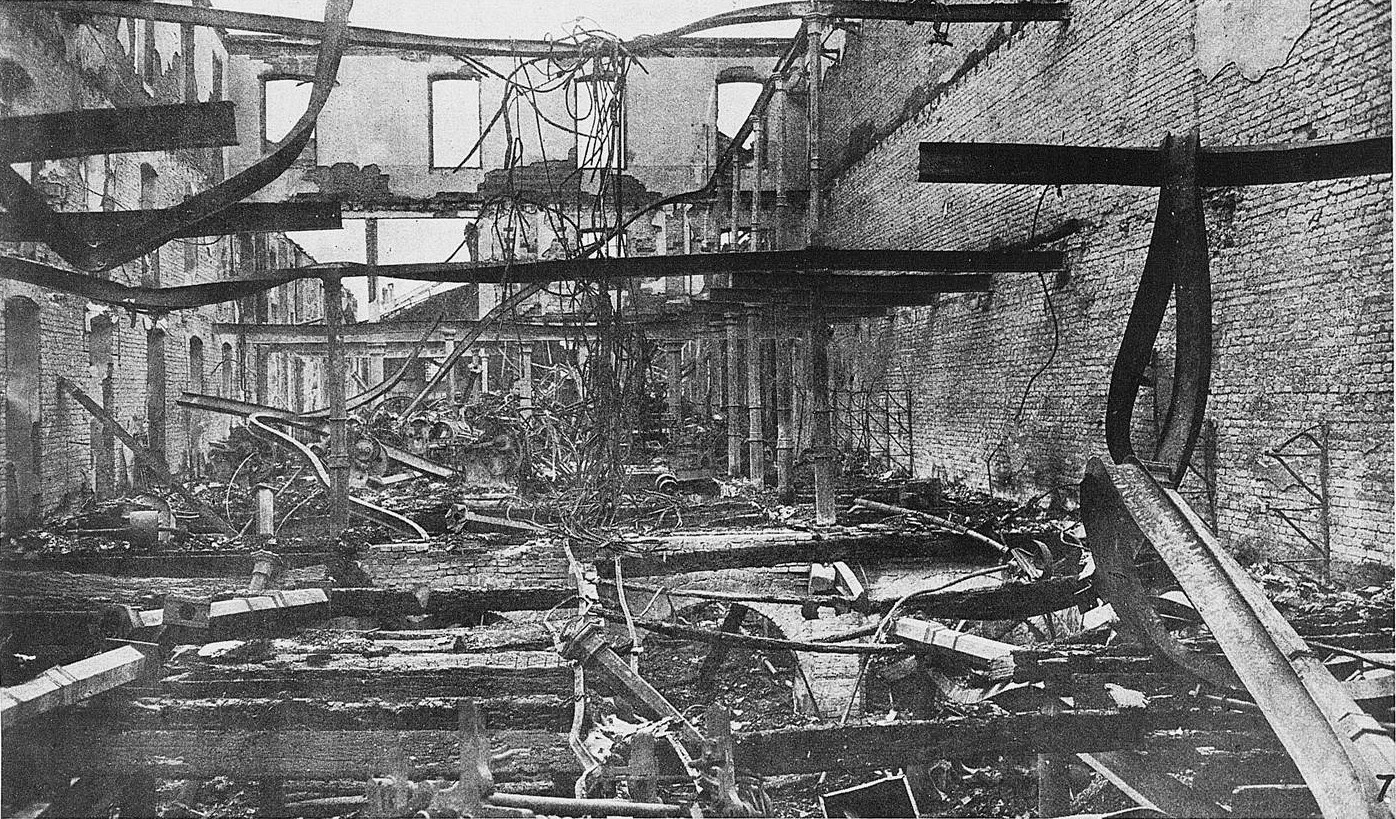
Resultado do incêndio nas oficinas Duprat

Conforme a prefeitura, 1 800 prédios foram danificados por granadas e balas. 103 estabelecimentos comerciais e industriais tiveram prejuízos pelos incêndios, saques, bombardeios, roubos e requisições dos sediciosos, com um prejuízo total de 30000:000$000 réis. De modo geral, a população reconstruiu suas casas sem auxílio governamental. A principal medida do governo estadual para auxiliar a reconstrução foi a lei número 1972, de 26 de setembro, destinada a “socorrer as vítimas da recente rebelião militar, a auxiliar as instituições de caridade e a concorrer para a reconstrução de templos danificados”; 200 famílias, 33 hospitais e a Cruz Vermelha Brasileira foram indenizadas. Algumas entidades da sociedade civil e colaboradores privados também contribuíram recursos. As viúvas e órfãos dos militares legalistas mortos em combate foram amparadas pela prefeitura.
A Light e a Companhia Antarctica Paulista moveram ações para pedir ao governo ressarcimento pelos danos ao seu capital. A Light também queria indenização pelos “lucros cessantes” e “despesas forçadas”. No ordenamento jurídico da época, a responsabilidade civil do Estado tinha caráter subjetivo; era preciso que a vítima provasse a culpa dos danos. Em 1937, após treze anos do processo da Light, o decreto-lei n.° 392 abriu um crédito para os “saques e danos motivados pelo bombardeio da capital de São Paulo durante o movimento de 1924”.
As despesas do governo federal com a revolta foram financiadas pelo Banco do Brasil, que atingiu o limite legal às suas emissões monetárias entre agosto e outubro. O governo perdeu o controle da política monetária justamente quando tentava, sem sucesso, apreciar a taxa de câmbio e controlar a inflação. A revolta e o insucesso das negociações de um empréstimo com credores britânicos mudaram o curso da política econômica no restante do governo Bernardes. A partir do final de 1924 o governo abandonou o apoio federal à valorização do café e executou um ajuste ortodoxo, com austeridade fiscal e contração monetária.

### Repressão e controle político
A resposta do governo aos levantes de 1924 inaugurou um período de repressão política mais intensa do que a ocorrida em 1922, e o aparato de controle social criado na gestão de Artur Bernardes foi um prenúncio da repressão conduzida nas décadas seguintes pelo Estado Novo e a ditadura militar. Em dezembro de 1924, a polícia paulista passou a contar com seu próprio corpo especializado nessa função, a Delegacia de Ordem Política e Social (Deops), equivalente ao que a polícia na capital federal tinha desde 1922.
Durante a revolta, a imprensa do Rio de Janeiro foi censurada. Os periódicos recebiam notícias da Secretaria da Presidência da República, enquanto a polícia condenava a ação dos “boateiros” nas ruas. O estado de sítio foi renovado ao final da luta na capital paulistana, e repetidamente ao longo do governo de Bernardes. Inicialmente previsto para o Distrito Federal e os estados de São Paulo e Rio de Janeiro, ele foi estendido a Mato Grosso, Bahia, Sergipe, Pará e Amazonas à medida que surgiram novos focos; em setembro, foi aplicado no Paraná e Rio Grande do Sul. As prorrogações continuaram até o final do mandato de Bernardes. Em São Paulo, os funcionários públicos e militares da Força Pública envolvidos na revolta foram expulsos. Os jornais Estado de S. Paulo e Folha da Noite foram punidos com suspensões temporárias.
O Exército e a Força Pública de São Paulo adotaram regulamentos mais rígidos, procurando evitar um novo levante. O governo paulista perdeu confiança no seu “exército estadual”. Alguns batalhões da capital foram transferidos ao interior, e a Guarda Civil foi criada para policiar a cidade. Delegados da Polícia Civil passaram a gerenciar os praças da Força Pública no serviço de policiamento, enquanto oficiais da Força Pública foram transferidos a funções administrativas.

### Prisões
Após a vitória militar legalista, “começa para o Governo a fase mais antipática e ingrata, que é a “liquidação” da revolta”, nas palavras do secretário de Justiça Bento Bueno. A repressão política fez prisioneiros em todas as classes sociais: militares (de marechais a praças) e civis, apoiadores da revolta, militantes operários, deputados, jornalistas e comerciantes. Muitos não tinham culpa formada, e alguns eram apenas os parentes dos inimigos do Estado. Esses prisioneiros políticos eram deliberadamente misturados com criminosos comuns.
No Rio de Janeiro, a repressão começou desde os primeiros dias de julho. Sob a autoridade do marechal Lopes da Fontoura, chefe de polícia do Distrito Federal, foram presos jornalistas como Mário Rodrigues e Edmundo Bittencourt, do Correio da Manhã, Diniz Júnior, de A Pátria, e Roberto de Toledo Lopes, de O Jornal; o líder anarquista José Oiticica; o comunista Otávio Brandão; militares e outros. Por falta de celas, a Ilha Rasa e o navio Campos foram aproveitados como prisões. A ação era preventiva, e os presos não eram necessariamente suspeitos de envolvimento na sedição. Os estrangeiros na capital, especialmente os russos, foram investigados para uma possível ligação com o movimento bolchevique russo.
Em São Paulo, as prisões em massa começaram assim que o governo reocupou a cidade. Lourenço Moreira Lima, preso em Capão Bonito, calculou em 10 000 o número de presos. A maioria era de colaboradores ou simpatizantes da revolta, e até menores de idade foram encarcerados. Prisioneiros abastados do interior tornaram-se fontes de renda para a “advocacia de porta de xadrez”. Operários organizados, especialmente anarquistas, foram perseguidos pelo apoio moral à rebelião. Alguns sindicalistas, antevendo a repressão, ainda conseguiram se esconder antes da chegada do governo, mas até o fim do ano, a atividade sindical em São Paulo foi desmantelada.
Houve tortura nas prisões e delegacias: “o cano de borracha, a água fria, o isolamento, subnutrição e os maus tratos, de toda a hora”. O pior destino foi o dos 408 rebeldes paulistas que se entregaram nos campos de batalha de Catanduvas em 1925. Junto a prisioneiros do Rio de Janeiro e do Amazonas, eles fizeram parte dos 946 presos enviados à colônia penal de Clevelândia, na fronteira com a Guiana Francesa, onde mais de 400 morreram de disenteria e outras doenças.
As “classes conservadoras” também tiveram vários representantes presos, especialmente Macedo Soares e Júlio de Mesquita, escolhidos para servir de exemplo por seus entendimentos com os rebeldes. O prefeito Firmiano Pinto também foi alvo das acusações, mas não chegou a ser preso. Em dezembro, Macedo Soares conseguiu seguir ao exílio. Ele e Firmiano Pinto chegaram a ser denunciados pelo Ministério Público, mas não responderam a processo. A Liga Nacionalista, cujo primeiro tesoureiro era Macedo Soares, foi fechada por seis meses.

### Julgamento

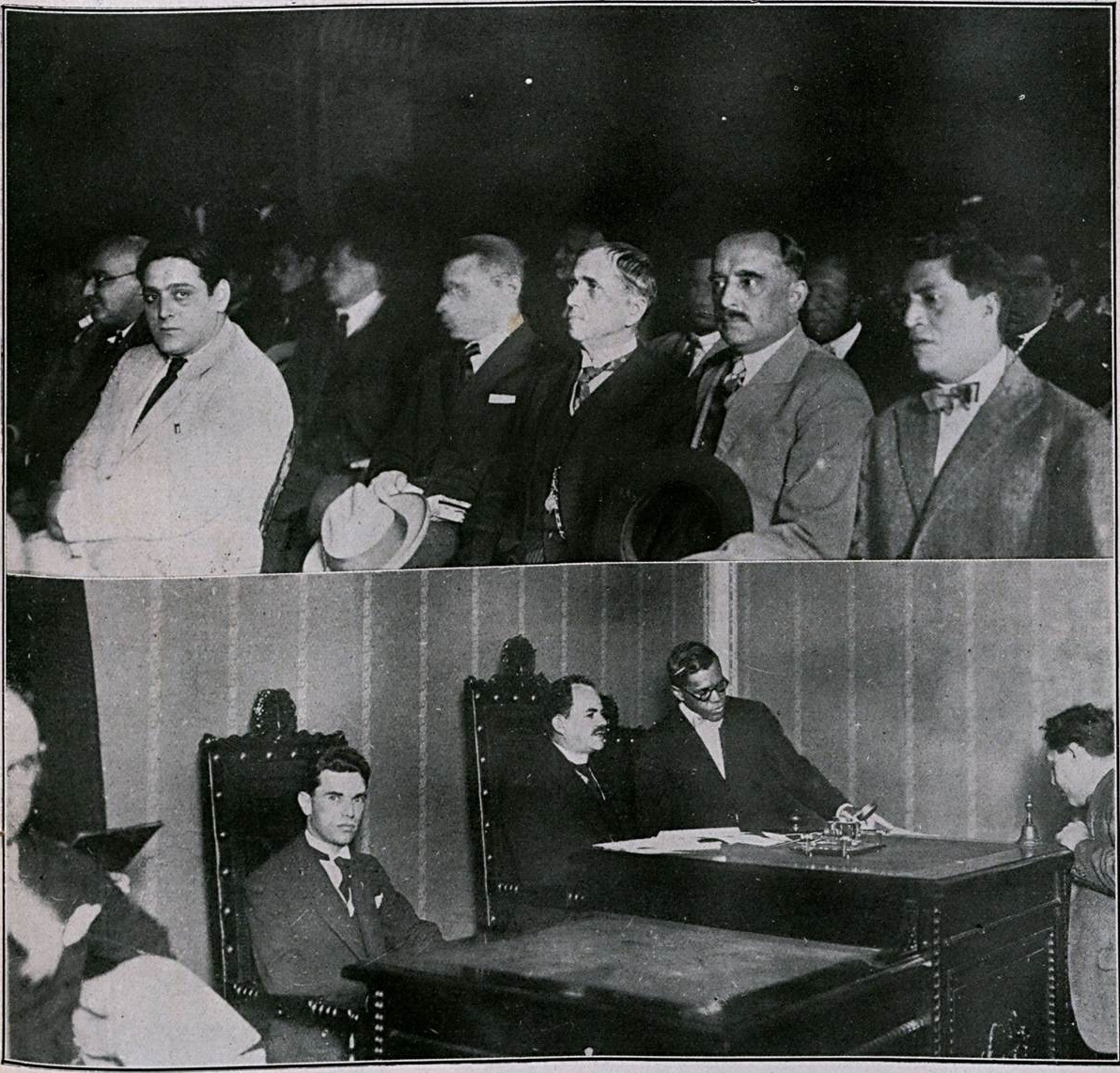
Sessão do julgamento em junho de 1927

Nos centros de conspiração e no QG da Luz, a polícia apreendeu boletins, mapas, relatórios confidenciais, ordens de comando, mensagens cifradas, códigos secretos e correspondências particulares que incriminavam centenas de militares e civis. Enquanto se iniciava a investigação e os combates continuavam no interior, em agosto, um decreto presidencial flexibilizou o devido processo legal para acelerar a punição dos investigados. A competência para o julgamento de crimes contra a Constituição e a forma de governo foi transferida do júri federal para o juíz de secção, por temor de que um júri fosse benevolente. O ministro do STF Edmundo Lins criticou o objetivo da lei: "não foi aparelhar-lhes [os revoltosos] uma cama de rosas, mas ao contrário, um verdadeiro leito de Procusto". O decreto permitiu o julgamento à revelia de crimes inafiançáveis e suprimiu a prescrição aos acusados homiziados no estrangeiro. Ele foi aplicado retroativamente aos eventos ocorridos antes da promulgação.
667 indiciados foram acusados do crime político definido no artigo 107 do Código Penal, “tentar, diretamente e por fatos, mudar por meios violentos a Constituição política da República, ou a forma de governo estabelecida”. Os acusados eram tantos que não cabiam no edifício da Justiça Federal em São Paulo e tiveram que ser acomodados na Hospedaria dos Imigrantes. Algumas das defesas apresentaram a revolta como simples reação aos atos arbitrários e inconstitucionais do Poder Executivo, sem intenção de mudar a Constituição. Ao final do processo, em 1929, 176 foram condenados pelo artigo 108 (“tentar, pelos mesmos meios, mudar algum dos artigos da Constituição”), com penas de até quatro anos de reclusão. Mas muitos dos presos e punidos não passaram pelo devido processo legal, e estão fora do universo dos indiciados.

### Repercussão internacional
Pelo menos dezoito países tinham representantes diplomáticos em São Paulo, devido à sua importância econômica, política e social. Partes importantes da economia da cidade eram controladas por investidores da França, Estados Unidos e especialmente do Reino Unido. Consulados brasileiros receberam críticas e pedidos de neutralidade para os cidadãos estrangeiros, mas elas eram muitas vezes ignoradas. 21 cidadãos italianos morreram na batalha e outros 90 foram feridos. Em setembro a visita do príncipe Umberto de Savoia, herdeiro ao trono italiano, teve que ser transferida de São Paulo a Salvador. O autoritarismo do governo Bernardes prejudicou a imagem internacional do Brasil, que pleiteava um assento permanente no Conselho da Liga das Nações. Preocupado com sua imagem no exterior, o governo brasileiro censurou até mesmo os telegramas dos correspondentes das agências de notícias internacionais. A United Press International e Associated Press foram proibidas de enviar qualquer notícia aos Estados Unidos, e um correspondente americano chegou a ser preso por algumas horas. Isto provocou protestos da Embaixada americana.
O Ministério das Relações Exteriores montou um serviço de informações para vigiar os tenentistas na Argentina, Uruguai e Paraguai. Ativo desde a tomada de São Paulo, ele atuou sistematicamente a partir do período da Coluna Miguel Costa-Prestes.

### Evolução política dos envolvidos

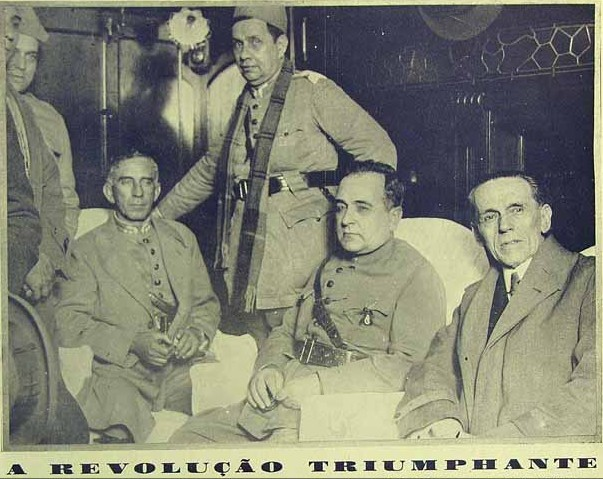
Miguel Costa (sentado, à esquerda) com Getúlio Vargas em 1930

Derrotada a revolta, o Partido Republicano Paulista parecia ter confirmado sua hegemonia na política estadual. Os oposicionistas estavam todos na clandestinidade ou em meios aparentemente da situação. Mas quando Washington Luís assumiu o governo federal em 1926, a imprensa, livre do estado de sítio, revelou um grau de prestígio acumulado pelos tenentistas. Em São Paulo o Partido Democrático (PD) contestou a hegemonia do PRP e explicitamente associou sua causa à dos tenentistas. Artur Bernardes, por outro lado, ficou com uma reputação de destruidor de São Paulo; a maioria dos livros sobre o tema têm visão negativa de seu bombardeio à cidade.
Washington Luís soltou presos políticos, mas não anistiou os que respondiam ao processo. A primeira fase do tenentismo chegou ao fim em 1927. Um terceiro movimento armado começou a ser articulado, dessa vez associado aos dissidentes políticos civis. O tenentismo sofreu uma cisão interna, mas foi vitorioso na Revolução de 1930. Tanto Artur Bernardes quanto parte dos tenentistas apoiaram o movimento que alçou Getúlio Vargas ao poder e encerrou a República Velha. Ironicamente, Vargas havia sido um dos defensores do governo em 1924, quando elogiou Carlos de Campos em discurso na Câmara dos Deputados, chamando de “criminoso” o levante tenentista.
No novo regime, Miguel Costa chegou a ser comandante da Força Pública e secretário de Segurança. Ele fundou a Legião Revolucionária de São Paulo, enquanto o PRP e o PD se uniram contra Vargas, formando a Frente Única Paulista. A organização de Miguel Costa reagiu a tiros a uma manifestação em sua sede, precipitando a Revolução Constitucionalista de 1932. Os constitucionalistas prenderam Miguel Costa, mas receberam o apoio de Isidoro Dias Lopes. Artur Bernardes também ficou do lado dos constitucionalistas e tentou reabilitar sua imagem em São Paulo. O movimento não conseguiu derrubar Vargas. Posteriormente, vários envolvidos com os levantes de 1924 aproximaram-se do socialismo, como João Cabanas e Miguel Costa, um dos refundadores do Partido Socialista Brasileiro em 1945. Isidoro condenou o golpe de Estado de 1937, mas a esse ponto já estava afastado da vida pública.

## Legado

### Fotografias

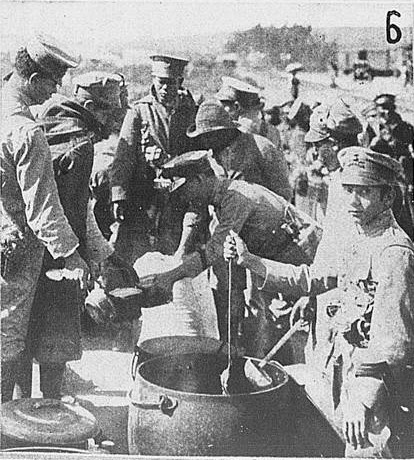
Rancho no exército legalista

A Revolta Paulista foi muito fotografada, especialmente na destruição das casas e indústrias. Muitas das fotografias foram reunidas pela Light, justamente pela necessidade de documentar os danos da empresa. As imagens impactantes da destruição alimentaram o debate entre os defensores e inimigos da revolta. Algumas revelam a proximidade física dos fotógrafos aos militares, e até mesmo a circulação da população pelas trincheiras, e uma aparente indiferença dos populares. A maioria das fotografias não tem autoria conhecida; o fotojornalismo profissional estava em seus primórdios. Entre os poucos fotógrafos conhecidos estão Aniceto de Barros Lobo e Gustavo Prugner.
Os planos das fotografias são quase sempre abertos. No século XXI, sua paisagem é quase irreconhecível; a maior parte da São Paulo de 1924 já foi demolida e reconstruída. A cidade antiga não tinha as grandes avenidas e arranha-céus; seu perfil era horizontal e havia muitos espaços vazios com sítios e várzeas entre os bairros.

### Escritos do período
O processo-crime aberto na Justiça foi um dos maiores da história de São Paulo, com 171 volumes e 18 715 folhas. As cartas trocadas entre os revolucionários também são documentos relevantes. Uma coleção denominada “Cartas da Revolução de 1924”, sob a guarda do Arquivo Público do Estado de São Paulo, data principalmente do exílio da Coluna Miguel Costa-Prestes e não da Revolta Paulista. Outro conjunto de cartas são as endereçadas da população afetada pelo conflito ao arcebispo D. Duarte Leopoldo Silva, presidente da comissão responsável pelos pedidos de indenização.
Memorialistas e cronistas publicaram pelo menos 20 livros sobre suas experiências no conflito, dentre os quais pode-se destacar Justiça, de José Carlos de Macedo Soares, Sob a metralha, de Ciro Costa e Eurico de Góis, Agora Nós, de Paulo Duarte, 1924: episódios da revolução de S.Paulo, de Antônio dos Santos Figueiredo, Férias de Julho, de Luiz Marcigaglia, Aventuras de uma família durante a Revolução de 1924, de Henrique Geenen, e Dias de pavor, de Aureliano Leite. Ciro Costa, Eurico de Góis e Aureliano Leite estão entre os poucos a defender o governo ao ponto de justificar o bombardeio de artilharia.
Para a classe intelectual paulista, a revolta evidenciava um mal-estar nacional, um risco do Brasil ter uma política tão militarizada quanto outros países latino-americanos. Uma capital cosmopolita, dinâmica e civilizada foi palco de violência desmedida, especialmente do governo. A população praticou saques e mostrou-se indiferente à causa legalista. Segundo o Diario da Noite, a revolta desfez as ilusões de democracia no Brasil. Para Mário de Andrade, o prejuízo psicológico era pior do que o material. Monteiro Lobato correspondeu-se com Artur Bernardes, alertando-o para o divórcio entre a política e a opinião pública. De modo geral, os intelectuais contemporâneos da revolta constatavam uma crise moral, política, social e econômica, para a qual esperavam uma solução elitista, que não viria do povo. Lobato, Antônio de Sampaio Dória, Jorge Americano, Júlio de Mesquita Filho e outros fizeram diagnósticos e propostas de reformas. Mesmo os apoiadores do PRP reconheciam a crise.

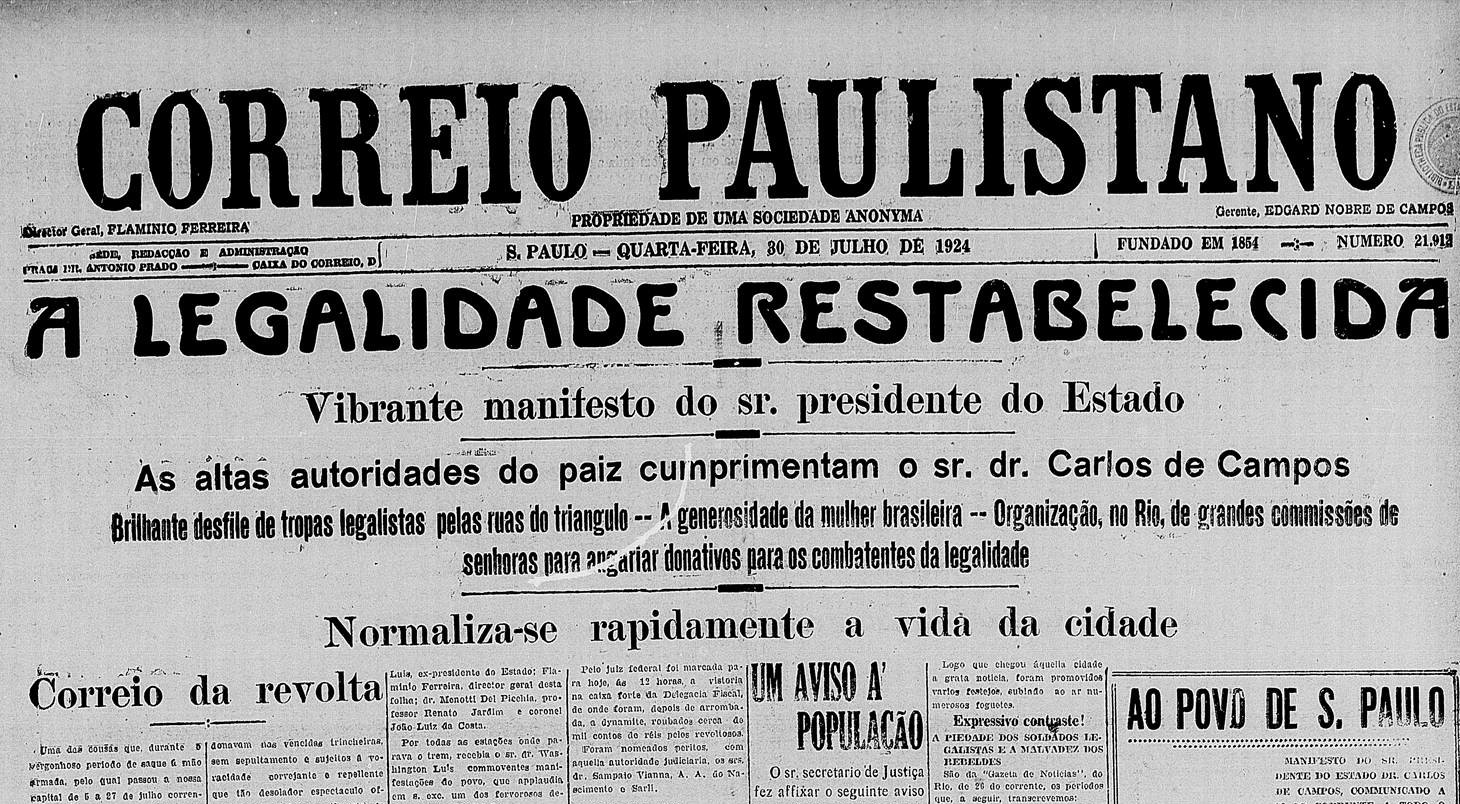
O Correio Paulistano celebra a vitória legalista na capital

Entre os militares participantes, o legalista Abílio de Noronha publicou Narrando a verdade e O resto da verdade, defendendo-se das acusações de leniência com os conspiradores quando comandava a 2.ª Região Militar. Noronha faz uma dura crítica militar à condução das operações pelo general Sócrates e seus subordinados. As memórias dos revolucionários são representadas por obras como À guisa de depoimento, de Juarez Távora, e A Coluna da Morte, de João Cabanas.
Os jornais mais influentes em São Paulo no momento eram o Correio Paulistano, órgão do PRP, e seu rival, O Estado de S. Paulo. O Correio só voltou a circular em 28 de julho, enquanto o Estado foi o único a circular todos os dias, e mesmo assim, reduzido a duas páginas e controlado por censores dos rebeldes. As consequências da guerra ocupavam quase todo o espaço. As linhas editoriais do Estado e do Correio estavam em polos opostos: este referiu-se aos tenentistas como “bandoleiros” e “bandos de impatriotas”, e aquele, como “rebeldes” e “revolucionários”. O Estado era oficialmente neutro, mas tinha certa simpatia pelo movimento.

### Memória e esquecimento

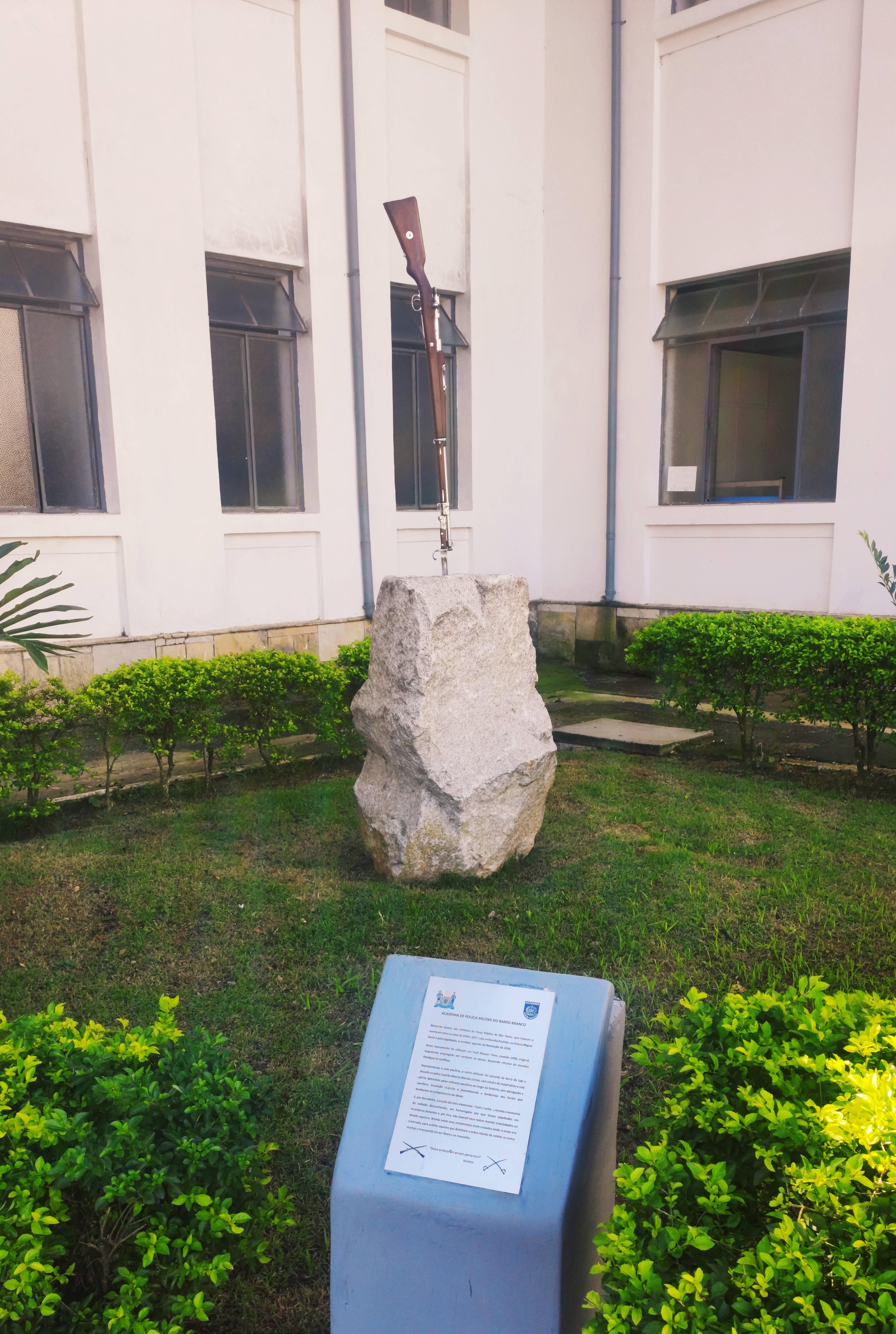
Monumento aos mortos da Força Pública de São Paulo em 1924 e nos conflitos tenentistas seguintes

Um dos nomes do movimento de 1924 é a “Revolução Esquecida”. Suas testemunhas oculares ainda guardavam muitas memórias, décadas após o evento, mas em São Paulo, “revolução” é sinônimo de 1932. Enquanto o movimento de 1932 é comemorado com um feriado estadual, homenageado com monumentos e nomes de ruas e assimilado como parte da identidade paulista, a Revolta de 1924 ficou sem referências públicas. Na imprensa, 1924 aparece ocasionalmente em jubileus comemorativos. Na historiografia, a revolta não é esquecida, mas é absorvida como apenas um dos capítulos do tenentismo, que, por sua vez, tem suas revoltas dos anos 20 ofuscadas pela Revolução de 1930. Ainda assim, a relevância de 1924 é reconhecida pela dimensão do conflito e de seus prejuízos materiais e humanos, a contribuição à queda da República Velha, alguns anos depois, e à construção do aparato de controle social do Estado brasileiro.
Durante a República Velha, o Executivo e Legislativo paulistas fizeram o possível para execrar a imagem da revolta, descrevendo-a em termos de traição, crime e desgraça, uma “afronta à nossa cultura e à nossa civilização”. Mesmo após a Revolução de 1930, o movimento não foi comemorado e continuou a cair no esquecimento. Em 1932, o constitucionalista Leven Vampré lembrou 1924 como exemplo de descaso do governo federal com São Paulo, mas não defendeu o movimento, pois seus objetivos eram opostos aos da Revolução Constitucionalista.
Vários motivos já foram propostos para o esquecimento. A historiografia brasileira enfatiza os grandes momentos de ruptura da ordem política, e assim, 1930 toma muito mais espaço do que 1924. Mesmo que militarmente mais relevante, o movimento de 1924 fracassou em seu objetivo político. Ao contrário da Revolução Constitucionalista, protagonizada pela elite paulista, o levante tenentista foi liderado por militares forasteiros e de baixa patente, com a adesão de operários estrangeiros. Suas consequências foram desastrosas para os dois lados, e ainda mais para a população; o aspecto mais lembrado do conflito é a destruição da cidade.

### Terminologia
A historiografia usa termos variados para o evento, como a “Revolta”, “Movimento” ou “Revolução” de 1924 ou o “Segundo Cinco de Julho”. À época, os apoiadores do movimento rotulavam-no como uma “revolução”, termo de grande valor simbólico, e os opositores, como um “movimento subversivo”, “mazorca”, “sublevação” e “revolta”. Definindo a palavra “revolução” como uma transformação profunda na sociedade, existem argumentos contra seu uso para o movimento de 1924, pois ele ainda tinha um comprometimento com a ordem social e seus objetivos para a sociedade eram modestos. Além desses termos, a Revolta Paulista também adquiriu características de guerra civil: além da escala da destruição, a soberania do governo foi contestada por um grupo que também se considerava representante da nação e almejava o monopólio da violência legítima.

### Citações
1. ↑  Savian 2023, p. 110.
2. ↑  Santos 2013, p. 76.
3. ↑  Costa & Góis 1924, p. 119.
4. ↑  Ferreira 2014, p. 252.
5. 1 2  Costa & Góis 1924, p. 193.
6. ↑  INCAER 1990, p. 117.
7. ↑  Santos 2013, p. 38.
8. 1 2 3 4 5 6 7 8 9 10 11 12 13 14 15 16 17 18 19 20  Toledo 2015, cap. 12.
9. ↑  Castro 2022, p. 17, 145.
10. 1 2  Castro 2016, p. 57.
11. ↑  Carneiro 1965, p. 263.
12. 1 2  Castro 2022, p. 74-75.
13. ↑  Castro 2022, p. 80.
14. 1 2  Castro 2022, p. 145.
15. 1 2 3  Castro 2022, p. 83.
16. ↑  Souza 2018, p. 234.
17. ↑  Viviani 2009, p. 181.
18. ↑  Viviani 2009, p. 123.
19. ↑  Antosz 2000, p. 91.
20. ↑  Barros 2005, p. 2.
21. ↑  Antosz 2000, p. 51.
22. ↑  Aragão 2011, p. 105.
23. ↑  Gasparetto 2018, p. 256-258.
24. ↑  Cunha 2011, p. 124.
25. ↑  Aragão 2011, p. 11.
26. ↑  Silva 1971, p. 357-358.
27. ↑  Viviani 2009, p. 122.
28. ↑  Castro 2022, p. 196.
29. ↑  Antosz 2000, p. 100.
30. 1 2  Viviani 2009, p. 130-131.
31. ↑  Castro 2022, p. 92-94.
32. ↑  Castro 2022, p. 96.
33. ↑  Castro 2022, p. 101.
34. 1 2 3  McCann 2009, p. 346.
35. ↑  Castro 2016, p. 83.
36. ↑  Corrêa 1976, p. 70, 74.
37. 1 2 3  Corrêa 1976, p. 58-59.
38. 1 2  Aragão 2021, p. 142.
39. ↑  Corrêa 1976, p. 60-62.
40. ↑  McCann 2009, p. 342-343.
41. ↑  Souza 2018, p. 235.
42. 1 2  Corrêa 1976, p. 62-64.
43. ↑  Corrêa 1976, p. 65-66.
44. 1 2  Corrêa 1976, p. 77.
45. ↑  Aragão 2011, p. 170.
46. ↑  Cunha 2011, p. 125, 132.
47. ↑  Corrêa 1976, p. 117.
48. ↑  Meirelles 2002, p. 48.
49. 1 2  Castro 2022, p. 115.
50. 1 2  McCann 2009, p. 352.
51. ↑  Antosz 2000, p. 49-50.
52. 1 2  Martins 2012, p. 27.
53. ↑  Corrêa 1976, p. 187.
54. 1 2  Alves 2014, p. 21.
55. 1 2 3 4  Aragão 2011, p. 175.
56. ↑  Antosz 2000, p. 52-54.
57. ↑  Aragão 2021, p. 146.
58. ↑  Corrêa 1976, p. 78.
59. 1 2 3 4 5 6  McCann 2009, p. 347.
60. ↑  Assunção 2014, p. 28-30.
61. ↑  Santos 2019, p. 26-29.
62. 1 2  Cohen 2007, “Vida agitada”
63. ↑  Antosz 2000, p. 22.
64. 1 2  Cohen 2007, “Cenário: a São Paulo dos anos 1920”
65. ↑  DPH/Eletropaulo 1987, p. 20.
66. ↑  Corrêa 1978, p. 78.
67. ↑  Aragão 2021, p. 147.
68. ↑  Aragão 2021, p. 138-139.
69. ↑  Aragão 2021, p. 135.
70. ↑  Aragão 2011, p. 173.
71. ↑  Antosz 2000, p. 52.
72. 1 2  Corrêa 1976, p. 70-73.
73. ↑  Meirelles 2002, p. 185.
74. ↑  Aragão 2011, p. 173-174.
75. ↑  Pinho 2014, p. 40.
76. ↑  Castro 2022, p. 78.
77. 1 2  Castro 2022, p. 116.
78. ↑  Meirelles 2002, p. 58.
79. ↑  Pinho 2014, p. 36.
80. 1 2  Castro 2022, p. 105-110.
81. ↑  Pinho 2014, p. 37.
82. ↑  Carvalho 2006, p. 49-50.
83. ↑  Corrêa 1976, p. 66-68.
84. 1 2  Castro 2022, p. 48.
85. ↑  Corrêa 1976, p. 116-117.
86. ↑  Castro 2022, p. 155, 180.
87. ↑  Castro 2022, p. 39-40.
88. ↑  Castro 2022, p. 145, 156-160.
89. ↑  Corrêa 1976, p. 82-86.
90. 1 2 3  Castro 2022, p. 222.
91. ↑  Castro 2022, p. 221.
92. ↑  Corrêa 1976, p. 83-84.
93. 1 2  Carneiro 1965, p. 265.
94. ↑  Corrêa 1976, p. 85-86.
95. 1 2 3  Castro 2022, p. 188.
96. ↑  Corrêa 1976, p. 110.
97. ↑  Corrêa 1976, p. 77, 80-82.
98. 1 2  Castro 2022, p. 47.
99. 1 2  Souza 2018, p. 289-290.
100. 1 2  Aragão 2021, p. 156.
101. ↑  Meirelles 2002, p. 187.
102. ↑  Corrêa 1976, p. 79, 111.
103. ↑  Antosz 2000, p. 55.
104. ↑  Corrêa 1976, p. 80.
105. ↑  Aragão 2021, p. 155.
106. ↑  Corrêa 1976, p. 79-81.
107. 1 2  Savian 2023, p. 106.
108. 1 2 3  CPDOC FGV 2015, LOPES, Isidoro Dias, p. 3.
109. ↑  Cunha 2011, p. 131.
110. ↑  Aragão 2021, p. 175.
111. ↑  Aragão 2021, p. 153.
112. 1 2 3  Pinho 2014, p. 48.
113. ↑  Castro 2022, p. 117.
114. ↑  Pinho 2014, p. 51.
115. 1 2  Meirelles 2002, p. 66.
116. ↑  Corrêa 1976, p. 118-120.
117. 1 2  Lopes 2019.
118. 1 2  Carneiro 1965, p. 266.
119. ↑  Meirelles 2002, p. 59.
120. ↑  Corrêa 1976, p. 112.
121. ↑  Castro 2022, p. 50.
122. ↑  Meirelles 2002, p. 61-62.
123. ↑  DPH/Eletropaulo 1987, p. 30.
124. ↑  DPH/Eletropaulo 1987, p. 31.
125. ↑  Meirelles 2002, p. 45-55, 66-69.
126. ↑  Castro 2022, p. 49-50.
127. ↑  Meirelles 2002, p. 86.
128. ↑  Castro 2022, p. 49.
129. ↑  Carneiro 1965, p. 267.
130. ↑  Castro 2022, p. 51-52.
131. 1 2  Carneiro 1965, p. 268.
132. ↑  Corrêa 1976, p. 114-118.
133. ↑  Martins 1992, p. 271.
134. ↑  Carneiro 1965, p. 269.
135. 1 2  Castro 2022, p. 54.
136. 1 2 3 4  Cohen 2007, “Drama: os dias de julho”
137. ↑  Santos 2013, p. 25.
138. 1 2  Silva 1971, p. 396-397.
139. ↑  Savian 2023, p. 107.
140. 1 2 3 4 5 6 7  Cohen 2007, “Estratégias”
141. ↑  Assunção 2014, p. 106.
142. 1 2 3  Meirelles 2002, p. 95.
143. 1 2 3  Castro 2022, p. 57.
144. ↑  Corrêa 1976, p. 151.
145. ↑  Corrêa 1976, p. 128.
146. ↑  DPH/Eletropaulo 1987, p. 37.
147. 1 2 3 4 5 6  Cohen 2007, “Fotografias, memória e história”
148. 1 2  Assunção 2014, p. 67-68.
149. 1 2 3 4  Santos 2019, p. 32.
150. ↑  Corrêa 1976, p. 152.
151. 1 2 3  Doria 2016, cap. 18.
152. ↑  Meirelles 2002, p. 104.
153. ↑  Silva 1971, p. 379.
154. ↑  Meirelles 2002, p. 90-94.
155. ↑  Corrêa 1976, p. 113.
156. 1 2  Meirelles 2002, p. 94.
157. ↑  Carneiro 1965, p. 270-271.
158. ↑  Silva 1971, p. 398.
159. ↑  Corrêa 1976, p. 119-120.
160. ↑  McCann 2009, p. 348.
161. ↑  Corrêa 1976, p. 129, 133.
162. ↑  Meirelles 2002, p. 97.
163. 1 2  Castro 2022, p. 220.
164. ↑  Meirelles 2002, p. 94-95.
165. ↑  Corrêa 1976, p. 132.
166. ↑  Santos 2019, p. 48-52.
167. ↑  Corrêa 1976, p. 133, 178.
168. ↑  Castro 2022, p. 216-217.
169. ↑  Antosz 2000, p. 60.
170. ↑  Assunção 2014, p. 101.
171. ↑  Corrêa 1976, p. 134-135.
172. 1 2  Castro 2022, p. 60.
173. ↑  Santos 2019, p. 26.
174. 1 2 3 4 5 6  Cohen 2007, “Quem governa a cidade?”
175. ↑  Corrêa 1976, p. 138.
176. 1 2 3 4  Meirelles 2002, p. 95-97.
177. 1 2  Santos 2019, p. 40.
178. ↑  Assunção 2014, p. 74.
179. 1 2  Castro 2022, p. 198.
180. ↑  Castro 2022, p. 202.
181. ↑  Castro 2022, p. 199.
182. 1 2 3 4  Santos 2021, p. 261.
183. ↑  Castro 2022, p. 202-203.
184. ↑  Santos 2013, p. 27.
185. 1 2  Corrêa 1976, p. 122.
186. 1 2  Santos 2019, p. 34.
187. ↑  Castro 2022, p. 197.
188. ↑  Meirelles 2002, p. 99.
189. 1 2  Castro 2022, p. 200-201.
190. ↑  Santos 2013, p. 32, 37, 75.
191. ↑  Savian 2023, p. 108-109.
192. ↑  Castro 2022, p. 59-60.
193. ↑  Castro 2022, p. 58-59.
194. 1 2  Doria 2016, cap. 20.
195. ↑  Woodard 2009, p. 278.
196. ↑  Costa & Góis 1924, p. 228-229.
197. 1 2  Mendonça 1997, p. 107.
198. ↑  Santos 2013, p. 30.
199. ↑  Savian 2023, p. 109.
200. ↑  Santos 2013, p. 39-40.
201. ↑  Costa & Góis 1924, p. 199.
202. 1 2 3  Carneiro 1965, p. 276.
203. ↑  Meirelles 2002, p. 189.
204. ↑  Meirelles 2002, p. 111, 129-130.
205. 1 2 3  Castro 2022, p. 59.
206. ↑  Meirelles 2002, p. 126.
207. ↑  Assunção 2014, p. 56.
208. ↑  Santos 2019, p. 17.
209. ↑  Silva 1971, p. 371.
210. ↑  Santos 2013, p. 73.
211. ↑  Meirelles 2002, p. 110-111.
212. ↑  Assunção 2014, p. 42-43.
213. 1 2  Santos 2019, p. 37.
214. ↑  Meirelles 2002, p. 127.
215. 1 2  Assunção 2014, p. 34.
216. 1 2 3  Santos 2019, p. 19.
217. ↑  Assunção 2014, p. 43.
218. 1 2  Carneiro 1965, p. 275.
219. ↑  Assunção 2014, p. 34, 138.
220. ↑  Assunção 2014, p. 150.
221. ↑  Meirelles 2002, p. 145.
222. 1 2  Mendonça 1997, p. 104.
223. ↑  Assunção 2014, p. 38-39.
224. ↑  Savian 2023, p. 111.
225. 1 2  Santos 2019, p. 21.
226. ↑  Santos 2019, p. 91.
227. ↑  Assunção 2014, p. 121-122.
228. ↑  Assunção 2014, p. 38, 44.
229. ↑  Meirelles 2002, p. 110-112.
230. 1 2  Romani 2011, p. 163-164.
231. ↑  Martins 2008, p. 244.
232. ↑  McCann 2009, p. 350-351.
233. 1 2  Castro 2022, p. 183.
234. ↑  Castro 2022, p. 194.
235. ↑  Martins 2008.
236. ↑  Assunção 2014, p. 44-53.
237. ↑  Assunção 2014, p. 142-143.
238. ↑  Santos 2019, p. 47.
239. ↑  Santos 2019, p. 29-30.
240. ↑  Assunção 2014, p. 70-71, 143.
241. 1 2  Corrêa 1976, p. 125.
242. ↑  Meirelles 2002, p. 130.
243. ↑  Santos 2019, p. 30.
244. 1 2  Corrêa 1976, p. 130-137, 155, 187.
245. ↑  Meirelles 2002, p. 98.
246. ↑  Meirelles 2002, p. 106.
247. ↑  Corrêa 1976, p. 135.
248. 1 2  Santos 2019, p. 43-45.
249. 1 2  Corrêa 1976, p. 124.
250. ↑  Corrêa 1976, p. 133.
251. ↑  Corrêa 1976, p. 152-154.
252. ↑  Corrêa 1976, p. 159-160.
253. ↑  Castro 2022, p. 175-176.
254. ↑  Castro 2022, p. 245.
255. ↑  Meirelles 2002, p. 142-143.
256. ↑  Meirelles 2002, p. 166.
257. 1 2  Castro 2022, p. 226-230.
258. ↑  Assunção 2014, p. 35.
259. ↑  Carneiro 1965, p. 274.
260. ↑  Castro 2022, p. 255-258.
261. ↑  Corrêa 1976, p. 175-176.
262. ↑  Castro 2022, p. 196-197.
263. 1 2  Corrêa 1976, p. 160-164.
264. ↑  Castro 2022, p. 262.
265. 1 2 3  Assunção 2014, p. 78.
266. 1 2  Romani 2011, p. 166-167.
267. 1 2  Silva 1971, p. 378.
268. ↑  Castro 2022, p. 186-187.
269. ↑  Meirelles 2002, p. 73.
270. ↑  Corrêa 1976, p. 137-138, 161.
271. ↑  Assunção 2014, p. 102.
272. ↑  Meirelles 2002, p. 144.
273. ↑  Castro 2022, p. 263.
274. ↑  Castro 2022, p. 184, 222, 263.
275. 1 2  Assunção 2014, p. 101-104.
276. 1 2  Antosz 2000, p. 89-90.
277. 1 2 3  Romani 2011, p. 165.
278. ↑  Castro 2022, p. 187.
279. ↑  Antosz 2000, p. 89.
280. ↑  Castro 2022, p. 35-36, 185.
281. 1 2 3  Corrêa 1976, p. 158-159.
282. ↑  Corrêa 1976, p. 121.
283. ↑  Heller 2006, p. 66.
284. 1 2 3  Donato 1987, p. 490.
285. ↑  Castro 2022, p. 67.
286. 1 2  Ferreira & Delgado 2018, cap. 9.
287. 1 2  Aragão 2011, p. 178.
288. ↑  Corrêa 1976, p. 120.
289. ↑  Corrêa 1976, p. 142.
290. ↑  Castro 2022, p. 195.
291. ↑  Castro 2022, p. 66-68.
292. 1 2  Woodard 2009, p. 125.
293. 1 2 3  Aragão 2011, p. 121.
294. ↑  Woodard 2009, p. 127.
295. ↑  Corrêa 1976, p. 161.
296. 1 2  Santos 2019, p. 46-47.
297. ↑  Meirelles 2002, p. 147.
298. ↑  Assunção 2014, p. 17.
299. ↑  Pinho 2014, p. 196.
300. ↑  Corrêa 1976, p. 165-177.
301. ↑  Castro 2022, p. 160-163.
302. ↑  Woodard 2009, p. 119.
303. ↑  Santos 2013, p. 32.
304. ↑  Meirelles 2002, p. 195.
305. ↑  Castro 2022, p. 169.
306. 1 2  Santos 2013, p. 32-33, 42.
307. ↑  Carneiro 1965, p. 277.
308. ↑  Santos 2013, p. 42-43.
309. ↑  Santos 2013, p. 72.
310. ↑  Ferreira 2014, p. 249-254.
311. ↑  Souza 2018, p. 290-292.
312. ↑  Santos 2013, p. 33, 44-45.
313. ↑  Santos 2013, p. 65-73.
314. ↑  Assunção 2021.
315. ↑  Santos 2013, p. 45-58.
316. ↑  Santos 2013, p. 72-73.
317. ↑  Nogueira 2014, p. 88-97.
318. ↑  Ribeiro 1953, p. 283-284.
319. ↑  Maynard 2008, p. 69.
320. ↑  Castro 2016, p. 9.
321. ↑  Souza 2018, p. 284.
322. ↑  Maynard 2008, p. 17.
323. ↑  Barros 2005, p. 3.
324. ↑  Maynard 2008, p. 38.
325. ↑  Maynard 2008, p. 93.
326. ↑  Coimbra 1981, p. 98.
327. ↑  Coimbra 1981, p. 101.
328. ↑  Coimbra 1981, p. 105-111.
329. ↑  Maynard 2008, p. 54.
330. ↑  Coimbra 1981, p. 111-112.
331. ↑  Maynard 2008, p. 117-119.
332. ↑  Coimbra 1981, p. 113-116.
333. ↑  Coimbra 1981, p. 114.
334. ↑  Cascardo 2005, p. 336.
335. ↑  Souza 2018, p. 290-298.
336. ↑  Silva 1971, p. 382.
337. ↑  INCAER 1990, p. 117-121.
338. ↑  Meirelles 2002, p. 154.
339. ↑  Meirelles 2002, p. 157,173-174.
340. ↑  Bastos 2007, p. 38-40.
341. ↑  Meirelles 2002, p. 142-143, 170-171.
342. ↑  Mendonça 1997, p. 105.
343. ↑  Mendonça 1997, p. 108.
344. ↑  Ribeiro 1953, p. 230-232.
345. ↑  Andrade 1976, p. 65-66.
346. ↑  Castro 2022, p. 63.
347. ↑  Corrêa 1976, p. 147-148.
348. ↑  Corrêa 1976, p. 140-141.
349. 1 2  Meirelles 2002, p. 124-125.
350. ↑  Santos 2019, p. 18.
351. ↑  McCann 2009, p. 349-350.
352. ↑  Costa & Góis 1924, p. 98.
353. ↑  Meirelles 2002, p. 138-141.
354. ↑  Martins 2012, p. 15.
355. ↑  Silva 1971, p. 378-381.
356. ↑  Corrêa 1976, p. 148.
357. ↑  Corrêa 1976, p. 150-151.
358. ↑  Santos 2013, p. 73-74.
359. ↑  Silva 1971, p. 393.
360. ↑  Carneiro 1965, p. 278.
361. ↑  Aragão 2011, p. 179.
362. ↑  Castro 2022, p. 64.
363. ↑  Heller 2006, p. 67.
364. ↑  Santos 2013, p. 72-75.
365. 1 2  Carneiro 1965, p. 286.
366. ↑  Falcão 1962, p. 18.
367. ↑  Savian 2023, p. 113.
368. ↑  Cohen 2007, Apêndice.
369. ↑  Meirelles 2002, p. 191.
370. ↑  Silva 1971, p. 384.
371. ↑  Oliveira 2012, p. 160.
372. ↑  Romani 2009, p. 6.
373. ↑  Meirelles 2002, p. 183.
374. ↑  Andrade 1976, p. 104-105.
375. ↑  Meirelles 2002, p. 205.
376. ↑  Castro 2016, p. 55.
377. ↑  Santos 2013, p. 75-76.
378. ↑  Falcão 1962, p. 23.
379. ↑  Santos 2013, p. 75-77.
380. ↑  Castro 2022, p. 189.
381. ↑  Souza 2018, p. 311, 320.
382. ↑  Santos 2013, p. 77.
383. ↑  Tecchio 2021, p. 30, 52, 106, 169, 212.
384. ↑  Meirelles 2002, p. 211-212.
385. ↑  Santos 2013, p. 79.
386. ↑  Souza 2018, p. 315-316.
387. ↑  Meirelles 2002, p. 212.
388. ↑  Falcão 1962, p. 31-32.
389. ↑  Andrade 1976, p. 86-87, 92-93.
390. ↑  Souza 2018, p. 292, 310-311.
391. ↑  Andrade 1976, p. 88-100.
392. ↑  Souza 2018, p. 313-314.
393. ↑  CPDOC FGV 2015, TÁVORA, Juarez, p. 7.
394. ↑  Heller 2006, p. 75.
395. ↑  Savian 2023, p. 124-125.
396. ↑  Savian 2023, p. 139-143.
397. ↑  Savian 2023, p. 124.
398. ↑  Savian 2023, p. 157-161.
399. ↑  Carneiro 1965, p. 282-283.
400. ↑  Savian 2023, p. 250, 256, 267.
401. ↑  Bordim 2014, p. 62-66.
402. ↑  Castro 2016, p. 60, 155.
403. ↑  Savian 2023, p. 218-219, 267.
404. ↑  Bordim 2014, p. 60-61, 66.
405. 1 2 3  Romani 2011, p. 163.
406. ↑  Castro 2022, p. 65.
407. ↑  Castro 2016, p. 34.
408. 1 2 3  Castro 2016, p. 33.
409. ↑  Castro 2022, p. 66.
410. ↑  Noronha 1924, p. 146-147.
411. ↑  Assunção 2014, p. 35-36.
412. ↑  Andrade 1976, p. 15, 19.
413. ↑  Ribeiro 1953, p. 280-282.
414. ↑  Assunção 2014, p. 106-109.
415. ↑  Assunção 2014, p. 47, 139.
416. ↑  Capovilla 2012.
417. ↑  Assunção 2014, p. 139-140.
418. ↑  Fritsch 2014, p. 63-64.
419. 1 2 3  Aragão 2011, p. 343.
420. ↑  Romani 2011, p. 175.
421. 1 2  Teixeira 2022, p. 8-9.
422. 1 2 3  Romani 2011, p. 170.
423. ↑  Castro 2022, p. 128.
424. 1 2 3  Meirelles 2002, p. 84-85, 101-103.
425. ↑  Gasparetto 2018, p. 263-265.
426. ↑  Martins 2012, p. 18.
427. ↑  Oliveira 2012, p. 160-161.
428. 1 2  Castro 2022, p. 142.
429. ↑  Loureiro 2017, p. 210-211, 215, 276-277.
430. ↑  Assunção 2014, p. 87-88.
431. 1 2  Aragão 2021, p. 107-108.
432. ↑  Romani 2011, p. 171-172.
433. ↑  Assunção 2014, p. 37.
434. ↑  Assunção 2014, p. 87-90.
435. ↑  Meirelles 2002, p. 207.
436. ↑  Meirelles 2002, p. 226.
437. ↑  Assunção 2014, p. 78, 91.
438. ↑  Silva 1971, p. 387.
439. ↑  Assunção 2014, p. 89.
440. ↑  Assunção 2014, p. 84.
441. ↑  Aragão 2011, p. 205.
442. ↑  Assunção 2014, p. 94-96.
443. ↑  Santos 2019, p. 53-54.
444. ↑  Silva 1971, p. 370.
445. ↑  Woodard 2009, p. 142-143.
446. ↑  Oliveira 2012, p. 158-161.
447. ↑  Meirelles 2002, p. 185-186.
448. ↑  Junqueira & Garcia 2024, p. 11, 18-19.
449. ↑  Junqueira & Garcia 2024, p. 11-12, 16.
450. ↑  Junqueira & Garcia 2024, p. 13.
451. ↑  Junqueira & Garcia 2024, p. 13-14.
452. 1 2  Castro 2022, p. 35-37.
453. ↑  Junqueira & Garcia 2024, p. 3.
454. ↑  Silva 1971, p. 400-401.
455. ↑  Meirelles 2002, p. 98-99.
456. 1 2  Campos 2019, p. 39-41.
457. ↑  Meirelles 2002, p. 311.
458. ↑  Meirelles 2002, p. 137-138.
459. ↑  Aragão 2021, p. 163-164.
460. ↑  Woodard 2009, p. 140-143.
461. ↑  Assunção 2014, p. 110-111.
462. ↑  Meirelles 2002, p. 636, 686.
463. ↑  Aragão 2011, p. 125.
464. ↑  Aragão 2021, p. 248.
465. ↑  Barros 2005, p. 3-4.
466. 1 2  Assunção 2014, p. 112-113.
467. ↑  Pinho 2014, p. 259.
468. ↑  CPDOC FGV 2015, COSTA, Miguel, p. 16-17.
469. ↑  Castro 2022, p. 7.
470. ↑  CPDOC FGV 2015, LOPES, Isidoro Dias, p. 16.
471. ↑  Assunção 2014, p. 136.
472. ↑  Assunção 2014, p. 137-139.
473. 1 2  Carboni 2018, p. 48-49.
474. ↑  Carboni 2018, p. 53.
475. ↑  Carboni 2018, p. 48, 78.
476. ↑  Assunção 2014, p. 88.
477. 1 2  Castro 2022, p. 8.
478. ↑  Castro 2016, p. 14-16.
479. ↑  Assunção 2014, p. 125-126.
480. ↑  Assunção 2014, p. 22.
481. 1 2  Assunção 2014, p. 19.
482. ↑  Assunção 2014, p. 111.
483. ↑  Woodard 2009, p. 123-124, 129.
484. ↑  Adduci 1998, p. 17.
485. ↑  Woodard 2009, p. 129.
486. ↑  Silva 1971, p. 394.
487. ↑  Savian 2023, p. 111-112.
488. ↑  Woodard 2009, p. 136.
489. 1 2  Assunção 2014, p. 159.
490. ↑  Assunção 2014, p. 96-97.
491. ↑  Martins 2012, p. 44.
492. ↑  Assunção 2014, p. 163.
493. ↑  Martins 2012, p. 2.
494. ↑  Castro 2022, p. 6.
495. ↑  Martins 2012, p. 3-4.
496. 1 2  Teixeira 2022, p. 11.
497. ↑  Teixeira 2022, p. 13.
498. ↑  Martins 2012, p. 28.
499. ↑  Martins 2012, p. 18-21.
500. ↑  Martins 2012, p. 27-28.
501. ↑  Castro 2022.
502. ↑  Assunção 2014, p. 97.
503. ↑  Assunção 2014, p. 100-101.
504. ↑  Castro 2022, p. 4-6.